# Val Polcevera
La Val Polcevera (Pôçeivia o Ponçeivia in ligure) è una delle principali vallate del genovesato: prende il nome dal torrente Polcevera, uno dei due bacini fluviali che delimitano a ponente e a levante il nucleo storico della città di Genova e sfociano nel mar Ligure (l'altro è il Bisagno, che attraversa l'omonima valle).

## Origine del nome
La più antica denominazione conosciuta della valle è quella riportata nella Tavola bronzea del 117 a.C. dove è citata come Porcobera, nome composto da due voci indoeuropee, il cui probabile significato sarebbe fiume portatore di trote. La valle è citata da Plinio il vecchio come "Porcifera" nel III libro della Naturalis historia (77 d.C.); nel latino medioevale è usato il termine "Pulcifera", mentre testi del XVII e XVIII secolo riportano "Pozzevera", "Polzevera" o "Ponzevera"; dal XIX secolo è stabilizzato l'attuale toponimo.

## Geografia
La Val Polcevera si sviluppa perpendicolarmente alla linea di costa a ponente di Genova; comprende i comuni di Campomorone, Ceranesi, Mignanego, Sant'Olcese e Serra Riccò e i quartieri genovesi (un tempo comuni autonomi) di Pontedecimo, Bolzaneto, Rivarolo oltre che Sampierdarena e Cornigliano, tra i quali sfocia il Polcevera.
La mappa mostra la posizione della valle rispetto all'area urbana di Genova, i principali centri urbani e il percorso del torrente con i suoi affluenti.
Si è soliti suddividere la vallata in Bassa Val Polcevera, che comprende il tratto da Pontedecimo alla foce, dal 1926 integrato nel comune di Genova, e Alta Val Polcevera, comprendente le vallate dei principali affluenti.
La Val Polcevera è caratterizzata da un ampio letto alluvionale (oggi ristretto fra gli argini costruiti alla metà dell'Ottocento) che corre quasi in linea retta, perpendicolarmente alla costa, per aprirsi a ventaglio verso le sorgenti montane dei suoi affluenti.

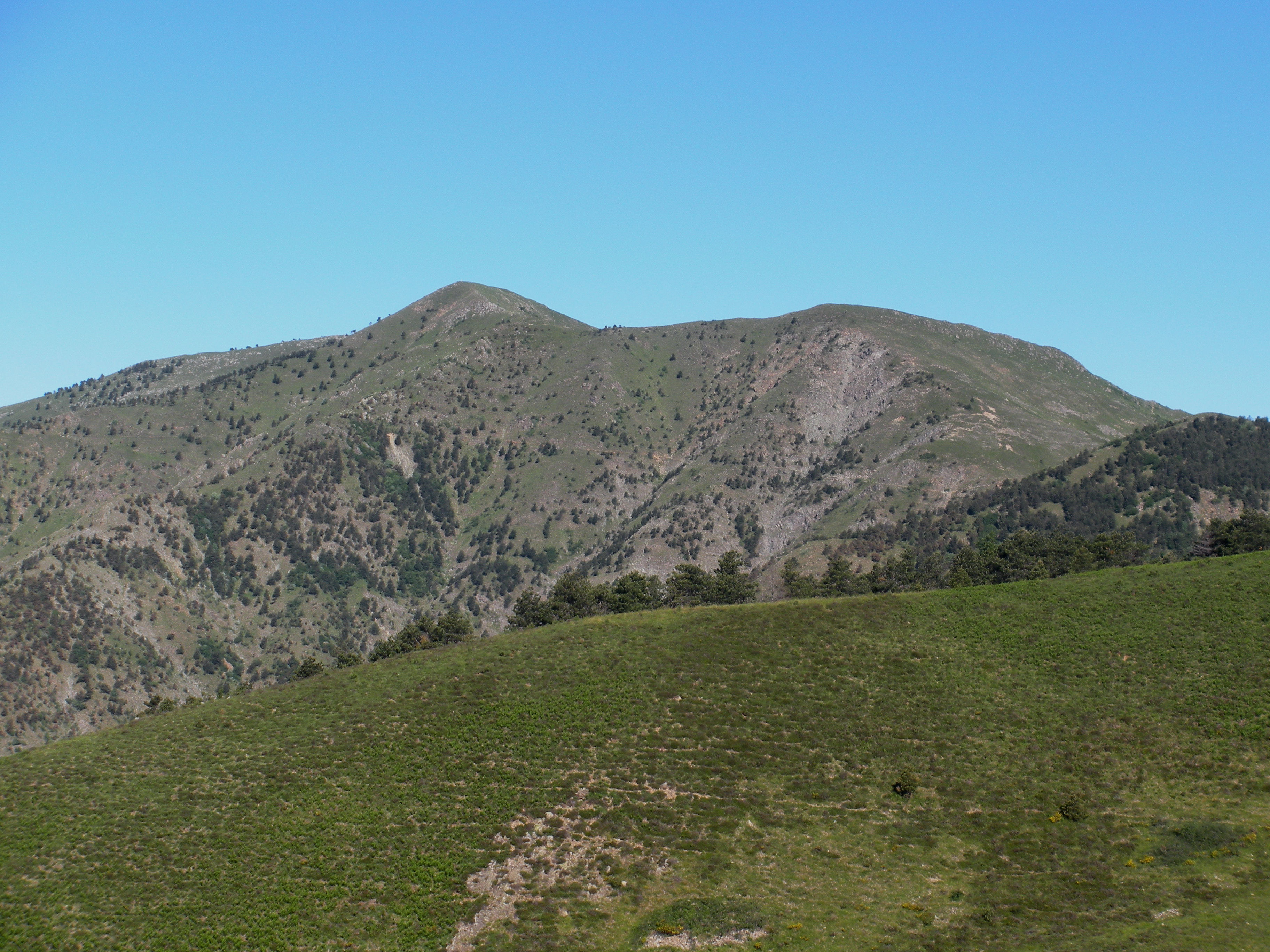
Il monte Taccone visto dai dintorni del Passo della Bocchetta

Nella zona dello spartiacque ligure-padano compresa tra la Colla di Praglia e il Passo della Bocchetta si trovano i monti Leco (1071 m) e Taccone, che con i suoi 1113 m è la cima più alta della valle. Nel tratto di spartiacque tra il Passo della Bocchetta e la Crocetta d'Orero, comprendente anche il Passo dei Giovi, l'altitudine dei rilievi non supera mai i 1000 m.
A levante e ponente la valle è delimitata dalle due dorsali che dallo spartiacque appenninico giungono al mare.
La dorsale a levante, che divide la Val Polcevera dal centro di Genova e dalla Val Bisagno, è caratterizzata dalle Mura seicentesca di Genova. Da Sampierdarena si sale al quartiere collinare di Belvedere, dove era la Batteria Belvedere, sulla cui struttura oggi si trova il campo sportivo Morgavi.
Risalendo la collina da Belvedere nelle mura sono incorporati una serie di forti: in successione si incontrano il Forte Crocetta, il Forte Tenaglia, gli imponenti forti Begato e Sperone, tutti collegati dalla cinta muraria che corre sulla cresta del monte. Sulle colline più a nord, fuori dalla cinta delle mura, si trovano i forti Puin, Due Fratelli e Diamante.
La dorsale a ponente, che divide la Val Polcevera dalle valli dei torrenti Chiaravagna e Varenna, risale da Cornigliano la collina di Coronata, quindi, oltrepassato il basso valico di Borzoli, risale lungo i monti Rocca dei Corvi, Bric di Teiolo, Scarpino, Monte di Torbi, Proratado e Sejeu e raggiunge lo spartiacque appenninico alla Colla di Praglia, lasciandosi alla destra il Monte Figogna, interamente compreso nella Val Polcevera, sul quale sorge il Santuario di N. S. della Guardia.

## Geologia
La valle viene a trovarsi in corrispondenza della linea che, passando per la parte superiore del bacino del torrente Verde, congiunge Sestri Ponente con Voltaggio (“Zona Sestri-Voltaggio”). Questa zona vede la sovrapposizione di tipologie di rocce e strutture tettoniche tipiche sia delle Alpi Occidentali, sia dell'Appennino nord-occidentale, e quindi, dal punto di vista geologico, costituisce il confine tra Alpi e Appennini (che invece i geografi collocano al Passo di Cadibona).
Ad ovest di questa linea predominano rocce ofiolitiche cosiddette del Gruppo di Voltri, mentre ad est si trovano depositi sedimentari tipici dell'Appennino, come le argilliti e i calcari marnosi del monte Antola.
E proprio nell'alta valle del torrente Verde, tra i Piani di Praglia e il Passo della Bocchetta, si alternano tipologie di rocce diverse, dalle dolomie della zona di Isoverde, al serpentino del monte Figogna, i metagabbri del monte Leco, l'oficalce di Pietralavezzara e le marne di Gallaneto.
Questa linea di transizione non crea però una netta suddivisione tra le due strutture geologiche, ma un'alternanza di esse, che caratterizza il paesaggio di quest'area, dove è possibile osservare zone aspre e rocciose alternate ad altre con profili più dolci e livellati.
Nella zona di Pietralavezzara, frazione di Campomorone posta lungo la strada del Passo della Bocchetta, gli affioramenti di oficalce formano un marmo verde assai pregiato, denominato Verde Polcevera, estratto fin dal XVII secolo, molto utilizzato in passato per abbellire palazzi e chiese ed esportato anche all'estero.

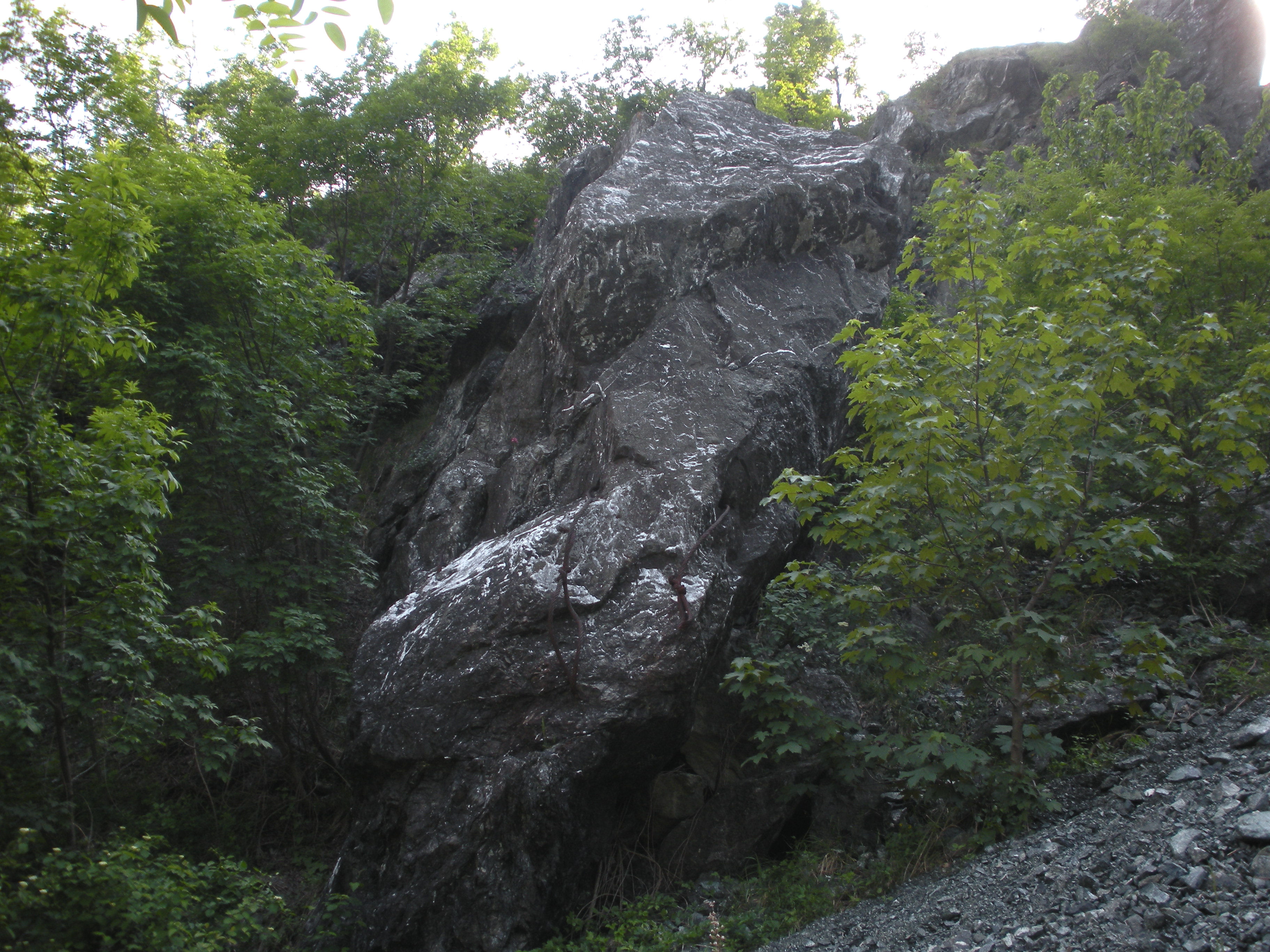
Cava di marmo verde nei pressi di Pietralavezzara
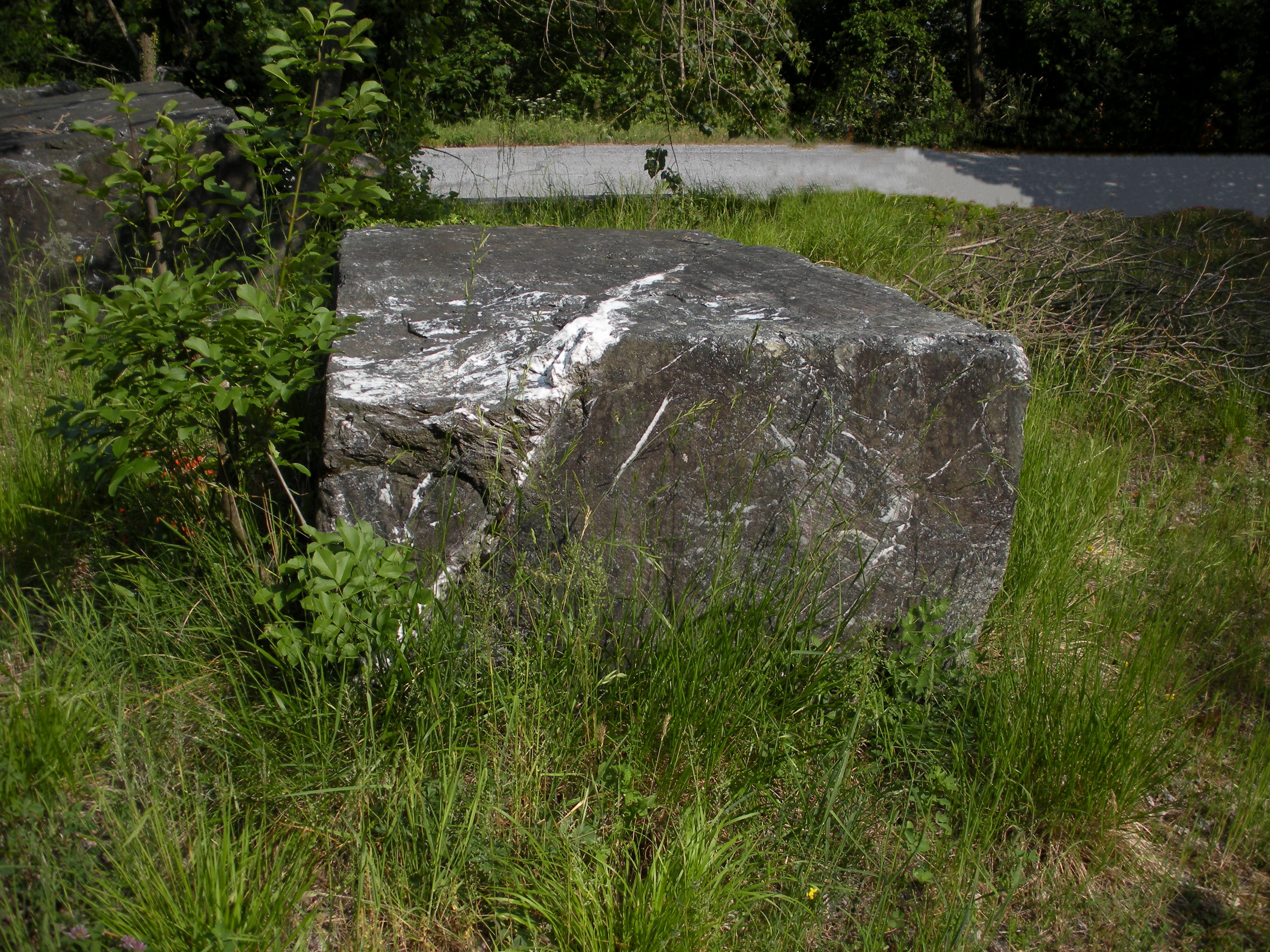
Blocco di marmo verde nella cava di Pietralavezzara

Delle cave di Campomorone parla diffusamente il Casalis nel Dizionario degli stati di S.M. il Re di Sardegna alla voce Larvego (antica denominazione del comune), descrivendo, sulla base della classificazione realizzata nel 1805 da Giuseppe Mojon, autore della Descrizione mineralogica della Liguria, i vari tipi di rocce che vi si estraevano, da quelle calcaree utilizzate per produrre la calce, al gesso di Isoverde, per finire con i pregiati marmi di Pietralavezzara:
(Goffredo Casalis, Dizionario geografico, storico, statistico e commerciale degli stati di S.M. il Re di Sardegna, vol. IX, 1841)

## Storia
La storia della Valpolcevera è strettamente legata a quella di Genova, della quale ha sempre costituito uno dei naturali retroterra nonché la principale via di collegamento con l'entroterra e la pianura padana.

### Dalla preistoria all'Impero romano
Non ci sono stati in Val Polcevera ritrovamenti riferibili alle epoche più antiche della preistoria. I primi insediamenti di cui, in base ai manufatti rinvenuti, si ha una datazione certa, risalgono all'“età del ferro”, che in Liguria si protrasse fino alla conquista romana (II secolo a.C.). I castellari delle prime popolazioni liguri sorgevano in posizioni dominanti sui versanti collinari medio-alti. Il più antico di questi insediamenti è quello di Monte Carlo, presso Isoverde, nel comune di Campomorone (IV secolo a.C.).
Altri insediamenti (databili al III e II secolo a.C.) sono stati individuati a San Cipriano e Campora di Geminiano, località situate lungo il percorso che già in epoca pre-romana costituiva il naturale collegamento tra la costa ligure e il Piemonte e che sarebbe poi divenuto il percorso della Via Postumia.
Intorno al 200 a.C. la Liguria, e con essa la Val Polcevera, divenne terreno di scontro fra Romani e Cartaginesi ed al termine della seconda guerra punica (218-201 a.C.) fu conquistata dai Romani.
Intorno alla metà del II secolo a.C. (149 a.C.), attraverso la Valpolcevera fu aperta la Via Postumia che da Genova conduceva oltre l'Appennino a Libarna (presso l'attuale Serravalle Scrivia).
Nel 1506 nei pressi dell'attuale paese di Pedemonte di Serra Riccò avvenne casualmente un importante ritrovamento, che fornì molte informazioni riguardo alle popolazioni che abitavano la Valpolcevera in quel periodo storico ed ai rapporti politici ed economici che le riguardavano. Si trattava di un'iscrizione in bronzo sulla quale è riportata una sentenza pronunciata dal Senato romano nel 117 a.C. per dirimere una controversia tra le popolazioni liguri dei Genuates e dei Veiturii Langenses, che abitavano l'alta Val Polcevera.
In età imperiale la Val Polcevera, insieme con Genova e tutta la Liguria, era parte della Regio IX - Liguria, ma in questo periodo non si verificarono avvenimenti degni di nota; la Genova romana, e conseguentemente il suo immediato retroterra, lontana dalle principali vie di comunicazione, non rivestiva una particolare importanza economica e commerciale, anche se, almeno per un certo periodo, risentì degli effetti positivi della romanizzazione. Come in tutta la Liguria, per l'attrazione esercitata dalla vita urbana, i villaggi montani e di mezza costa furono abbandonati già in età augustea ma tornarono a popolarsi dal III secolo, in conseguenza delle gravi difficoltà economiche originate dalla crisi che interessò l'impero nel III secolo. Come evidenziato da alcuni ritrovamenti archeologici, i nuovi coloni iniziarono la coltivazione di castagno e segale, cibi poveri ma adatti ai terreni montani, e abitavano in piccoli villaggi di case di legno posti nei ripiani di mezza costa, negli stessi luoghi dove già sorgevano gli insediamenti dei loro antenati dell'età del ferro.

### Il Medioevo
Poche sono le notizie certe riguardanti l'Alto Medioevo (dal VI al IX secolo), nel quale si succedettero Bizantini (dal 537), Longobardi (dal 641) e Franchi.
In seguito il territorio fu suddiviso in "Marche": la Val Polcevera fu inclusa nella Marca obertenga del Regno d'Italia. Nel 952 Ido (o Guido) Carmandino, governatore del Comitato genovese della Marca Obertenga, si insediò a Cremeno (presso l'attuale Bolzaneto) con il titolo di visconte. Nei secoli successivi i suoi discendenti avrebbero avuto importanti incarichi nel governo della Repubblica di Genova. Dai Carmandino discesero altre importanti famiglie patrizie genovesi, tra cui quella degli Spinola.
Alla fine dell'XI secolo, nel 1099, nasceva la Repubblica di Genova
L'economia della città era basata sui fiorenti traffici commerciali in tutto il Mediterraneo, nei quali erano particolarmente attivi i mercanti polceveraschi.
In questo periodo molte personalità della valle ricoprirono importanti incarichi nelle istituzioni della Repubblica di Genova (tra questi l'annalista Caffaro di Caschifellone, nativo dell'Alta Valpolcevera, cita i nomi di Amico Brusco, Ansaldo di Brasile e Bonoamato di Morego).
Nel XII secolo i Genovesi, per assicurarsi un corridoio di transito sicuro verso i valichi appenninici al riparo da signori feudali e briganti, occuparono tutta la Valpolcevera espandendosi oltre l'Appennino fino a Voltaggio e Gavi. Il personaggio politico più importante della Val Polcevera in questo periodo è stato il Doge Giovanni da Murta.
I centri principali erano ancora i paesi sorti lungo le vie che collegavano Genova con la pianura padana percorrendo i crinali delle colline, mentre il fondovalle, quasi completamente occupato dall'alveo del torrente Polcevera e soggetto ad alluvioni causate dalle improvvise piene del torrente, era scarsamente abitato.
A partire dal XIII secolo ebbe inizio, per opera degli ordini religiosi, una prima colonizzazione del fondovalle. Grazie anche al contributo di ricche famiglie patrizie genovesi sorsero nuovi insediamenti monastici, talvolta con annesso “ospitale” per malati, indigenti, pellegrini e viandanti.
Nel giro di pochi decenni sorgono il convento francescano alla Chiappetta Bolzaneto (famiglia Lercari, 1291), quello certosino di S. Bartolomeo alla Certosa di Rivarolo (famiglia Dinegro, 1297), quello benedettino del Boschetto (famiglia Grimaldi, 1410), al confine tra Cornigliano e Rivarolo, e gli scomparsi ospitali di S. Biagio del Borghetto (famiglia Leccavela, 1178) e di S. Margherita di Morigallo (XII secolo), A questi più tardi si aggiunsero nel 1612 il convento francescano di N.S. della Misericordia a Rivarolo (convertito in ospedale nell'Ottocento) e nel 1640 quello dei Cappuccini a Pontedecimo.
Dal XIII al XV secolo a Genova avvennero continue lotte per il dominio della città tra le fazioni dette Rampini (Guelfi) e Mascherati (Ghibellini).
Cruenti scontri tra queste due fazioni avvennero nel 1318 e nel 1367, nel corso dei quali furono distrutti i castelli di Pontedecimo, Sant'Olcese e Bolzaneto (quest'ultimo poi ricostruito nel 1380).
Nel XIV secolo tra le famiglie notabili originarie della valle emerse la storica famiglia Delle Piane, molti esponenti della quale ricoprirono importanti incarichi nel governo della Repubblica di Genova. Il nome della famiglia Delle Piane proviene dalle piane della val Polcevera.
Nel XV secolo vi furono continue sommosse e rivolte della popolazione della Valpolcevera. Nel 1440, nei pressi di San Cipriano i contadini polceveraschi costrinsero alla fuga le truppe ghibelline comandate dal capitano Barnaba Adorno.
Il 29 agosto 1490 sul Monte Figogna avvenne l'apparizione della Madonna della Guardia al contadino Benedetto Pareto.
Il santuario costruito sul monte in memoria dell'avvenimento ha costituito da allora un importante punto di riferimento per i fedeli della Valpolcevera, e con il tempo è diventato il principale santuario mariano della Liguria.

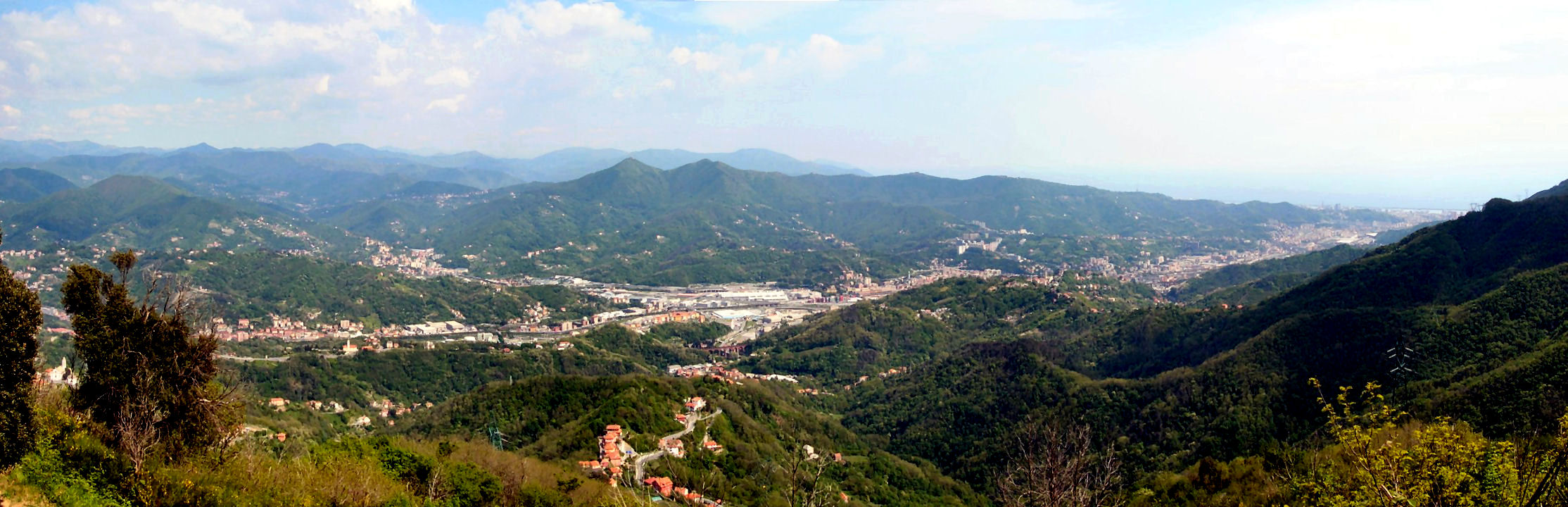
La Valpolcevera nel tratto da Bolzaneto alla foce, vista dal Santuario di N.S. della Guardia

### Dal Rinascimento al Settecento
A partire dal XV secolo nella valle si era fatta sempre più massiccia la presenza delle famiglie patrizie genovesi, che avevano costruito le loro residenze di villeggiatura, alle quali erano spesso associate tenute agricole, che per vari secoli hanno caratterizzato il paesaggio della vallata, legandone strettamente l'economia a quella della vicina città. Il fenomeno delle ville di campagna ebbe il suo culmine tra il Seicento e il Settecento.
Dal XVI secolo la Valpolcevera fu teatro di numerosi scontri fra i difensori di Genova ed eserciti stranieri invasori. Nel 1507 il re di Francia Luigi XII, sceso in Val Polcevera a capo di un poderoso esercito per riconquistare Genova (da dove i francesi erano stati cacciati due anni prima) alloggiò alla badia del Boschetto, come ricordato anche dal Guicciardini nella Storia d'Italia
Sebbene fuori dalle mura genovesi, come detto l'area era ben abitata già nel rinascimento. Lo scrittore ed esploratore inglese Fynes Moryson, in transito a piedi da Genova a Milano nel dicembre del 1594, ben rileva la densità abitativa nel suo passaggio per la valle:
Nel 1625 il Duca di Savoia, Carlo Emanuele I, con l'aiuto di truppe francesi, scese da Torino per conquistare Genova.
Nonostante la forte sproporzione tra le forze in campo, le truppe genovesi guidate da Stefano Spinola, con l'aiuto di volontari polceveraschi, affrontarono l'esercito piemontese nei pressi del Passo del Pertuso, mettendolo in fuga.
Tre anni più tardi, in memoria dell'avvenimento, vicino al luogo della battaglia fu costruito il Santuario di Nostra Signora della Vittoria.
Nel Settecento la Repubblica di Genova, alleata della Francia, si trovò coinvolta nella guerra di successione austriaca.
La Valpolcevera nel 1746 fu occupata da un esercito austro-piemontese, al comando del generale Botta Adorno, che arrivò fino a Genova, da dove fu cacciato in seguito all'insurrezione popolare del 5 - 10 dicembre 1746, che prese avvio con il leggendario episodio del Balilla.
Gli storici del tempo riportano che durante questa guerra l'esercito occupante accampato nel letto asciutto del Polcevera, tra Rivarolo e Bolzaneto, il 6 settembre 1746 fu travolto da un'improvvisa piena del torrente, che distrusse molte masserizie e provocò la morte di numerosi soldati.

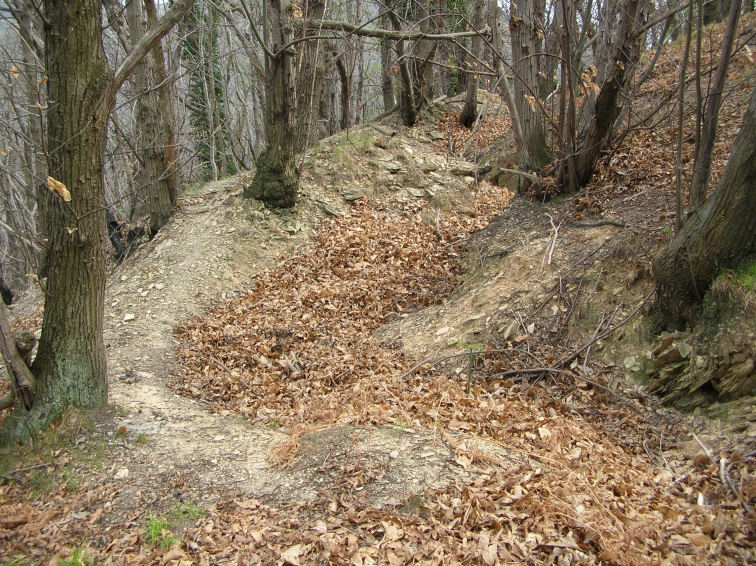
Resti di postazioni difensive risalenti alla guerra del 1746-1747 sulle alture di Bolzaneto

L'11 aprile 1747 un altro esercito austriaco, al comando del conte di Schulenberg, ritentò di occupare nuovamente Genova.
Gli invasori, scesi da nord attraverso i valichi appenninici, occuparono tutta la Valpolcevera, portando saccheggi e distruzioni, e strinsero d'assedio Genova.
Avvennero aspri combattimenti tra gli austriaci da una parte e volontari della Valpolcevera, (inquadrati in compagnie divise per parrocchie) e truppe regolari della Repubblica di Genova dall'altra.
Il 19 luglio 1747 gli austriaci abbandonarono la Valpolcevera e furono definitivamente ricacciati oltre Appennino nel febbraio del 1748, lasciando alle spalle una scia di morte e distruzione.
Senza nulla togliere al valore dei resistenti polceveraschi, il ripiegamento degli austriaci dipese anche dalle alterne vicende della guerra, che ormai stava volgendo al termine senza vincitori né vinti.
A fare le spese di quel triste periodo furono soprattutto le località collinari, sia durante la prima avanzata delle armate austriache nel 1746, sia durante il lungo assedio ai confini della città nei primi mesi dell'anno successivo. Numerosi sono i resoconti sulle violenze e le distruzioni perpetrate dai soldati austriaci, assetati di bottino. Delle proteste della popolazione si fecero portavoce i parroci, le cui chiese erano state depredate e gravemente danneggiate. 
Dopo il ritiro delle truppe molti villaggi, distrutti e con la popolazione decimata vennero abbandonati (le cronache del tempo riportano che buona parte della popolazione della Valpolcevera morì per i combattimenti, ma soprattutto per le privazioni sofferte in quei tragici mesi). Il conseguente calo demografico ebbe effetti per tutto il XVIII secolo, e ci fu una ripresa solo all'inizio del secolo successivo.
Nel 1796 avvenne la discesa di Napoleone in Italia: ancora una volta i valligiani polceveraschi, diffidenti verso le idee rivoluzionarie di cui i francesi erano portatori e che mettevano in discussione il loro consolidato attaccamento alle tradizioni, tentarono di resistere, ma nulla poterono contro il potentissimo esercito napoleonico; finì la plurisecolare storia della Repubblica di Genova che, ribattezzata “Repubblica Ligure”, finì sotto controllo francese.

### L'Ottocento
Nel 1800, durante la guerra tra la Francia e le potenze europee (Austria, Inghilterra, Russia e Prussia), Genova subì un duro assedio per mare e per terra da parte di austriaci e inglesi.
Della difesa di Genova fu incaricato da Napoleone il generale francese Andrea Massena, che resistette per oltre due mesi, durante i quali la città patì una terribile carestia, allo scopo di trattenere, in attesa di rinforzi, le truppe austriache.
Anche la Valpolcevera, come tutti i dintorni di Genova, fu teatro di aspri scontri (che però non coinvolsero le popolazioni locali) tra gli assedianti austriaci e i francesi, finché Massena fu costretto ad arrendersi: il 4 giugno 1800 fu firmata l'onorevole resa dei francesi nella cappelletta della Madonna sul ponte di Cornigliano (all'epoca più grande dell'attuale). Gli austriaci entrarono in Genova, ma venti giorni dopo, sconfitti a Marengo da Napoleone abbandonarono definitivamente la città. Anche se non paragonabili con le sofferenze patite durante la guerra del 1747, i polceveraschi subirono molti disagi, soprattutto per la mancanza di cibo in conseguenza dell'assedio anglo-austriaco.
La Valpolcevera seguì la sorte della Repubblica Ligure che 1805 fu annessa prima all'Impero francese e poi, alla caduta di Napoleone, assegnata dal Congresso di Vienna al regno Sabaudo (1815).

#### Lo sviluppo industriale
Alcune piccole attività industriali erano sorte nella valle fin dall'inizio del secolo, ma fu solo con la costruzione della ferrovia per Torino e l'arginatura del torrente, tra il 1849 e il 1853, che alcune grandi industrie trovarono collocazione in aree in precedenza occupate dal greto del torrente, determinando anche un significativo incremento demografico: il censimento del 1881 constatò che la popolazione di recente immigrazione aveva superato quella originaria dei vari centri.
In conseguenza dello sviluppo industriale nella seconda metà del secolo si moltiplicarono le Società di Mutuo Soccorso operaie, aggregazioni di lavoratori, di ispirazione socialista e cattolica, che gettarono le basi su cui si sarebbe in seguito fondata l'organizzazione sindacale genovese.

### Il Novecento
Con l'espansione urbanistica nella parte inferiore della valle si era creata una conurbazione industriale, formalmente sancita nel 1926 dall'aggregazione al comune di Genova, voluta dal regime fascista, dei comuni della bassa Valpolcevera (Sampierdarena, Cornigliano, Rivarolo, Borzoli, Bolzaneto, San Quirico e Pontedecimo), che insieme ad altri 12 comuni della Val Bisagno, del Ponente e del Levante andarono a costituire la cosiddetta "Grande Genova".
Nel corso della seconda guerra mondiale, tenendo fede alla tradizione storica di opporre resistenza a tutti gli invasori, dopo l'8 settembre 1943 numerosi cittadini polceveraschi diedero un importante contributo alla Resistenza contro i tedeschi.
Molti giovani della Valpolcevera, ai quali sono ora dedicate numerose vie nei quartieri della valle, pagarono con la vita la loro partecipazione alla lotta di liberazione.

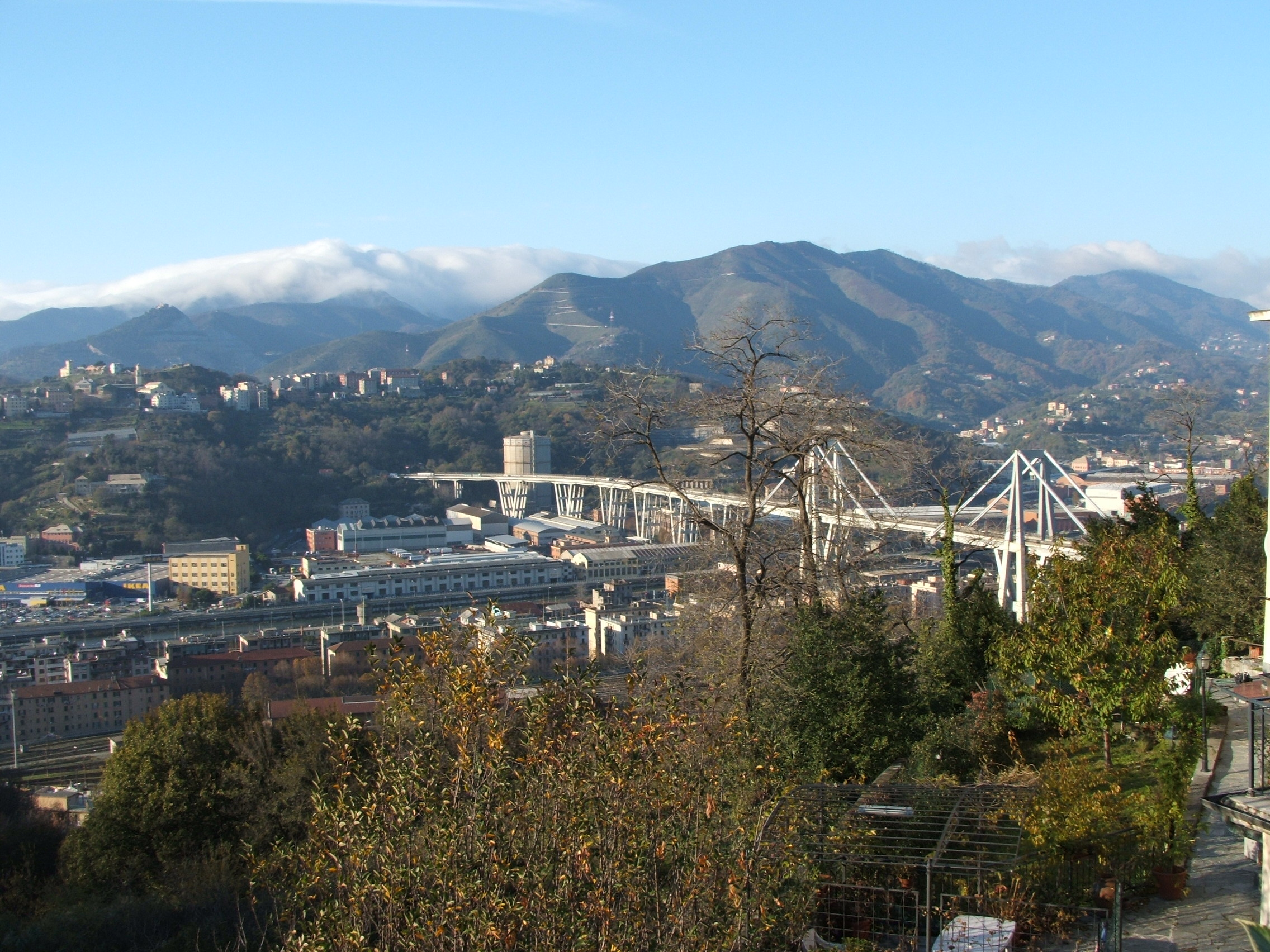
Panorama sulla bassa Val Polcevera. Sulla destra il viadotto Polcevera dell'autostrada A10 che sovrastava il greto del Polcevera prima del crollo del 14 agosto 2018

Il dopoguerra è stato pesantemente contrassegnato in alcune aree (San Quirico e Fegino in particolare) dall'insediamento di industrie e depositi petroliferi, parallelamente al declino delle storiche aziende sorte sul finire dell'Ottocento, oltre che da uno sviluppo urbanistico incontrollato. A partire dagli anni ottanta, lo smantellamento degli impianti petroliferi e l'insediamento di piccole e medie industrie non inquinanti e centri commerciali e di servizi, ha dato inizio ad un riassetto urbanistico più equilibrato, con il recupero ad usi produttivi e residenziali di aree degradate, in passato occupate da industrie e poi abbandonate a sé stesse.

## Amministrazione
La val Polcevera è interamente compresa nella città metropolitana di Genova. L'alta val Polcevera, che comprende le valli dei principali affluenti, è divisa tra i comuni di Ceranesi, Campomorone, Mignanego, Sant'Olcese e Serra Riccò.
La bassa val Polcevera, a partire dalla confluenza tra i torrenti Verde e Riccò, fino al 1926 comprendeva i comuni di Pontedecimo, San Quirico, Bolzaneto, Rivarolo e parte dei comuni di Borzoli, Sampierdarena e Cornigliano. Nel 1926 questi comuni insieme ad altri del genovesato furono inglobati nel comune di Genova per costituire la cosiddetta Grande Genova. Nella nuova ripartizione amministrativa del comune di Genova in vigore dal 2005 rimane suddivisa fra tre circoscrizioni: il Municipio V Valpolcevera che comprende gli ex comuni di Pontedecimo, San Quirico, Bolzaneto, Rivarolo e parte di Borzoli, mentre la zona prossima alla foce ricade nel 
Municipio II Centro Ovest (unità urbanistiche Campasso e San Gaetano dell'ex comune di Sampierdarena, in sponda sinistra) e nel Municipio VI Medio Ponente (unità urbanistica di Campi dell'ex comune di Cornigliano, in sponda destra).

## Popolazione
La popolazione residente nella valle al 31-12-2009 risultava di 111.850 persone, così suddivise tra vari quartieri di Genova e comuni autonomi (relativamente ai quartieri di Cornigliano e Sampierdarena sono state considerate solo le unità urbanistiche localizzate nella valle).
| Comune/Quartiere                                          | Popolazione al 31-12-2009 |
| --------------------------------------------------------- | ------------------------- |
| Cornigliano (unità urbanistica Campi)                     | 1.164                     |
| Sampierdarena (unità urbanistiche Campasso e San Gaetano) | 18.475                    |
| Rivarolo                                                  | 34.899                    |
| Bolzaneto                                                 | 15.411                    |
| Pontedecimo                                               | 12.848                    |
| Ceranesi                                                  | 3.983                     |
| Campomorone                                               | 7.450                     |
| Mignanego                                                 | 3.727                     |
| Serra Riccò                                               | 7.961                     |
| Sant'Olcese                                               | 5.932                     |

## Urbanistica
(Goffredo Casalis, Dizionario geografico, storico, statistico e commerciale degli stati di S.M. il Re di Sardegna, vol. VII, 1840)
Così scriveva intorno alla metà dell'Ottocento l'abate Casalis nel suo “Dizionario degli Stati di S.M. il Re di Sardegna”, ma solo pochi anni più tardi nella valle sarebbe iniziato quello sviluppo industriale che avrebbe preso il posto delle ricche residenze di campagna e prevalso sull'agricoltura, fino ad allora principale risorsa economica della valle (sempre citando il Casalis vi si facevano “assai copiose ricolte di cereali, uve, frutta di varie specie, fra cui la pesca che vi è di squisito sapore” ed anche un vino bianco assai rinomato).
Lo sviluppo industriale, se da un lato contribuì a migliorare le condizioni economiche degli abitanti che in queste industrie trovarono lavoro, compromise, prima con i fumi delle acciaierie e poi nel secondo dopoguerra con le raffinerie, quella “salubrità dell'aria” così apprezzata dal Casalis.
Fino a quell'epoca gli insediamenti principali, cresciuti attorno alle chiese parrocchiali, sorgevano sulle colline; quegli antichi nuclei, ancora oggi esistenti, sorgevano lungo le vie che collegavano Genova con la pianura Padana percorrendo i crinali con una fitta rete di mulattiere e sentieri in quota, in buona parte ancora individuabili e ben distinti dalla moderna viabilità di fondovalle.
Il fondovalle, esposto a piene improvvise e quasi interamente occupato dall'alveo del torrente, che vi creava un infido terreno acquitrinoso, era scarsamente abitato e malagevole da percorrere e da attraversare,
La situazione descritta ha reso per secoli complicato il collegamento tra le due sponde, che non erano collegate da ponti e il guado era possibile solo in pochi punti.
La prima notizia di un ponte tra Sampierdarena e Cornigliano risale al 1411, ma il primo ponte in muratura fu costruito solo nel 1550, grazie ad un lascito del nobile Benedetto Gentile, in memoria di un figlio annegato nel guadare il torrente.
Appare difficile oggi, vedendo il traffico caotico che percorre l'attuale ponte, immaginare che in tempi lontani il percorso più agevole tra Sampierdarena e Cornigliano fosse quello via mare!
Solo con la costruzione degli argini, tra il 1849 e il 1853, ampie zone di terreno sul fondovalle, prima occupate dal greto del torrente, furono rese disponibili per usi industriali e residenziali. Sui nuovi argini, la cui costruzione comportò anche una breve ma significativa variazione di percorso all'altezza di Bolzaneto, fu costruita la ferrovia Genova – Torino. Nella seconda metà del secolo gli insediamenti di industrie meccaniche e siderurgiche fecero della valle la principale zona industriale di Genova e favorirono un significativo incremento demografico e conseguentemente una prima espansione urbanistica.

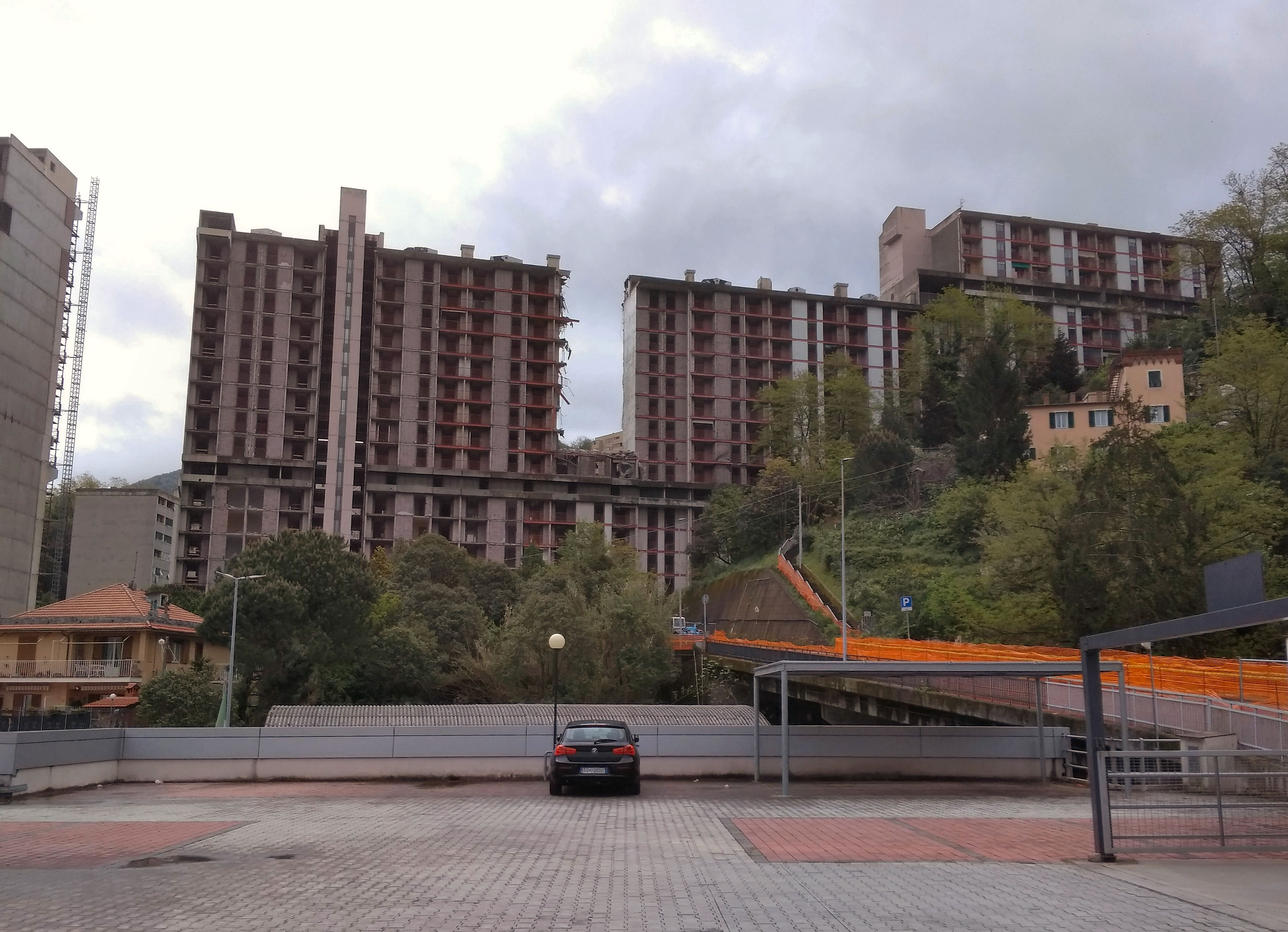
La "Diga" durante le prime fasi di demolizione, ad aprile 2021

Nel secondo dopoguerra l'espansione urbana divenne impetuosa e talvolta disordinata, non sempre ispirata a corretti criteri urbanistici; anche la viabilità realizzata in quegli anni non è stata sempre rispettosa dei diritti degli abitanti, con i viadotti autostradali e ferroviari vicinissimi alle case o che addirittura le sovrastavano.

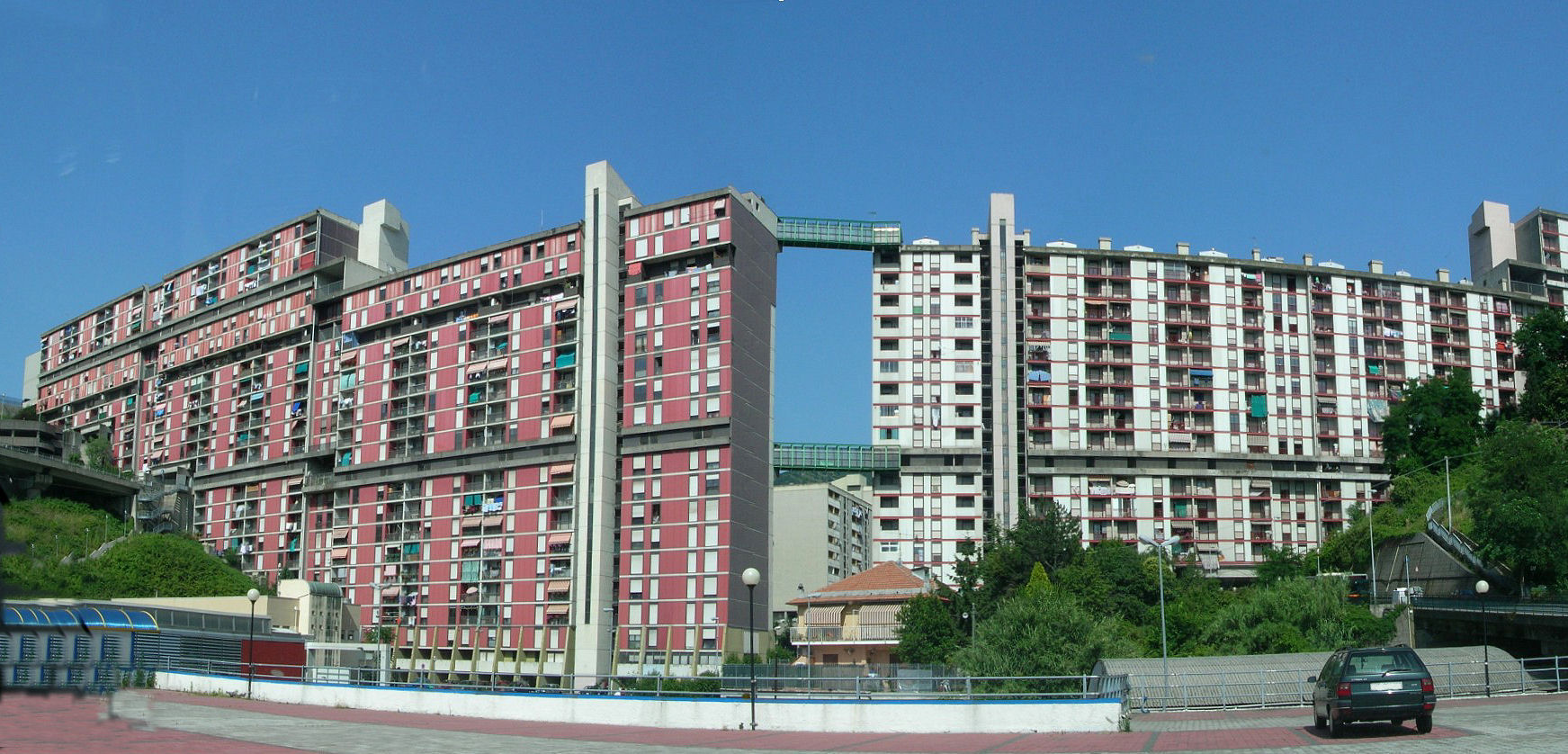
I due edifici che formavano la "Diga", nel quartiere Diamante, in un'immagine del 2008

Tra gli anni cinquanta e gli anni settanta in diverse zone collinari della Val Polcevera, come in altre zone di Genova, furono edificati quartieri di edilizia popolare, privi o quasi di servizi e centri di aggregazione, oggi giudicati veri mostri urbanistici. Esempio di questi è il quartiere Diamante (comunemente chiamato Begato), caratterizzato dai due edifici adiacenti che formano il complesso della cosiddetta "diga", dei quali nel 2019, nel piano di una serie di interventi urbanistici per riqualificare il quartiere, è stata decisa la demolizione e la ricollocazione delle famiglie che vi abitavano.
A partire dagli anni settanta la Val Polcevera ha fortemente risentito della crisi industriale che ha interessato Genova, lasciando in abbandono vaste aree (situazione che portò nel linguaggio giornalistico a definire la valle un "cimitero di fabbriche”").
Parallelamente alla crescita degli insediamenti petroliferi, già negli anni sessanta avevano chiuso alcune delle storiche imprese locali, come le ferriere Bruzzo di Bolzaneto, il saponificio Lo Faro e la Mira Lanza, che chiuse lo stabilimento di Rivarolo e si trasferì a Latina.
A metà degli anni settanta emerse anche a livello politico la consapevolezza del degrado causato dalla chiusura dei grandi insediamenti produttivi, dal proliferare di impianti e depositi petroliferi e dall'urbanizzazione indiscriminata degli anni cinquanta, che aveva pesantemente alterato la struttura originaria del territorio.
A partire dagli anni novanta, è iniziato un processo di riqualificazione delle aree dismesse dalle grandi industrie e dagli impianti petroliferi, con la creazione di zone residenziali, centri commerciali e insediamenti produttivi di piccole e medie dimensioni.
Alla foce del Polcevera la riqualificazione dell'area della Fiumara, ha creato nei primi anni duemila un grande spazio in cui convivono edifici residenziali accanto a strutture per il commercio e il tempo libero, nonché enti ed aziende che operano nel settore terziario.
Sulla sponda opposta del Polcevera, nel sobborgo industriale di Cornigliano, sono ancora in corso lavori di bonifica e riconversione degli spazi già occupati dallo stabilimento siderurgico Italsider, con l'istituzione di una vasta area (trecentomila metri quadrati) destinata ad attività del terziario avanzato ed a progetti di riqualificazione urbana.
Sull'area già occupata dalla raffineria ERG sorgono ora centri commerciali, un quartiere residenziale e un albergo.

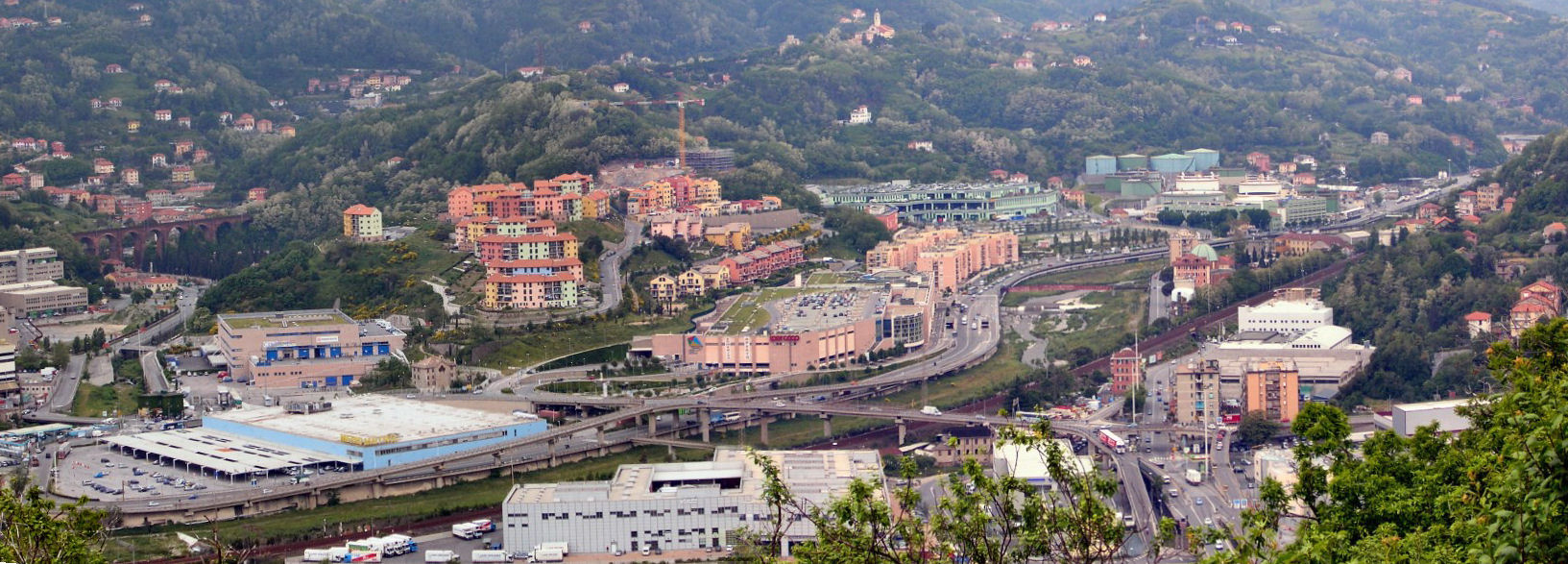
I centri commerciali sorti sull'area della raffineria ERG a San Biagio

## Economia

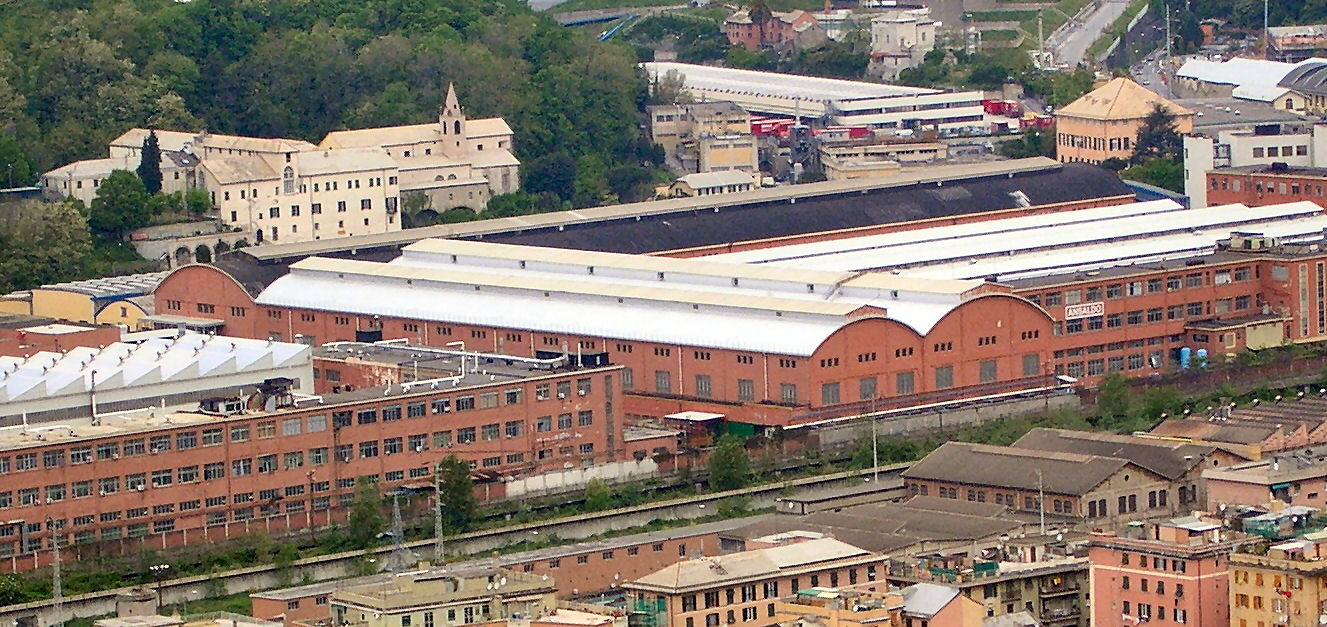
I capannoni dell'Ansaldo

Oggi l'economia della valle è basata su aziende commerciali, di servizi e del terziario avanzato, affiancate da piccole e medie aziende produttive. Delle grandi aziende industriali attive tra gli ultimi decenni dell'Ottocento e la metà del Novecento sopravvive solo l'Ansaldo, con il grande stabilimento Ansaldo Energia a Campi, tra Cornigliano e Rivarolo.
Per secoli la principale attività è stata quella agricola, sviluppatasi in particolare tra il XVI e il XVIII secolo grazie al sistema delle ville di proprietà dei ricchi patrizi genovesi, a partire dalla metà dell'Ottocento ha subito grandi mutamenti, passando prima ad una fase connotata dalla grande industria, nel secondo dopoguerra fu pesantemente segnata da impianti petroliferi (raffinerie e depositi), infine all'attuale fase legata a terziario e piccola industria.

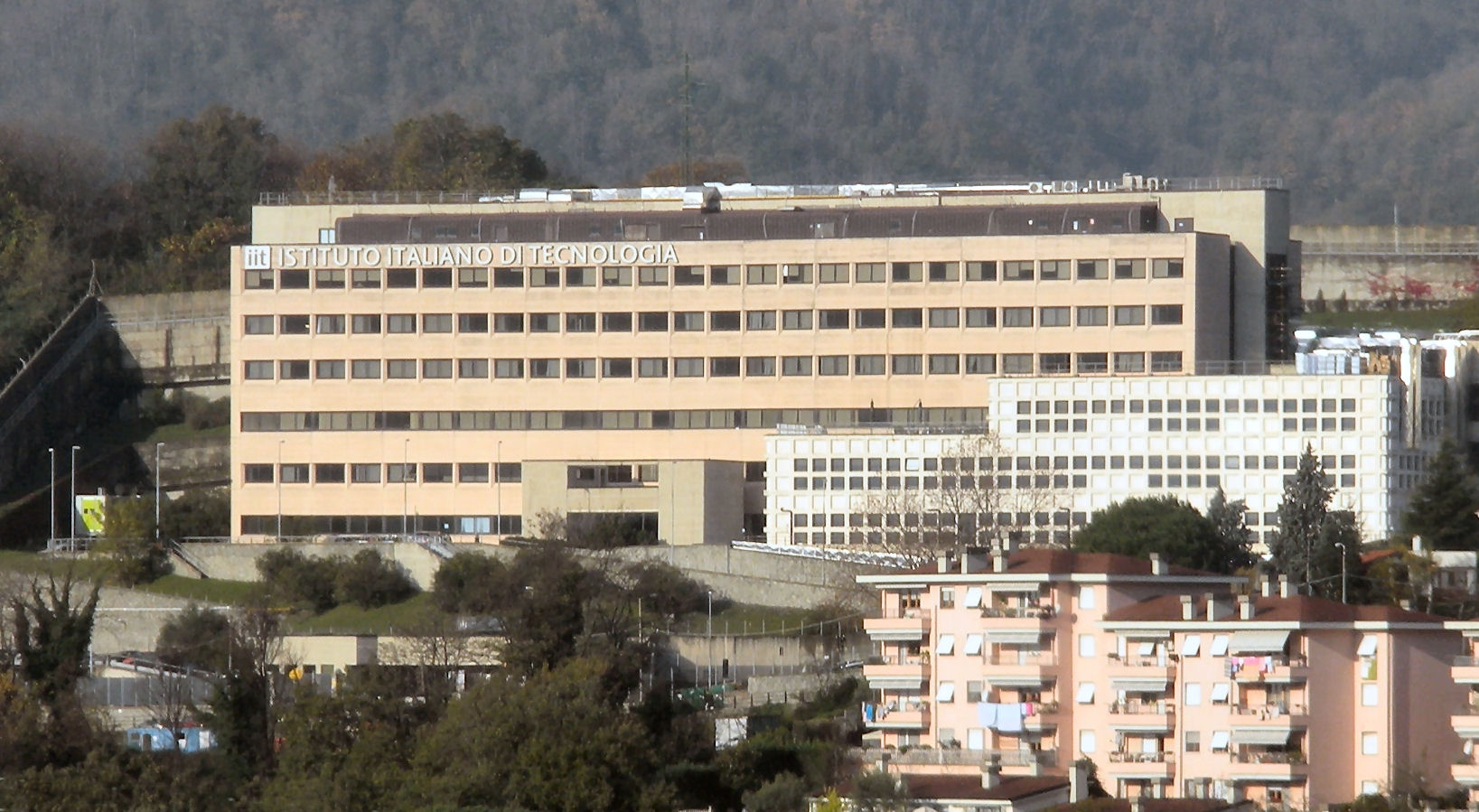
La sede dell'Istituto Italiano di Tecnologia
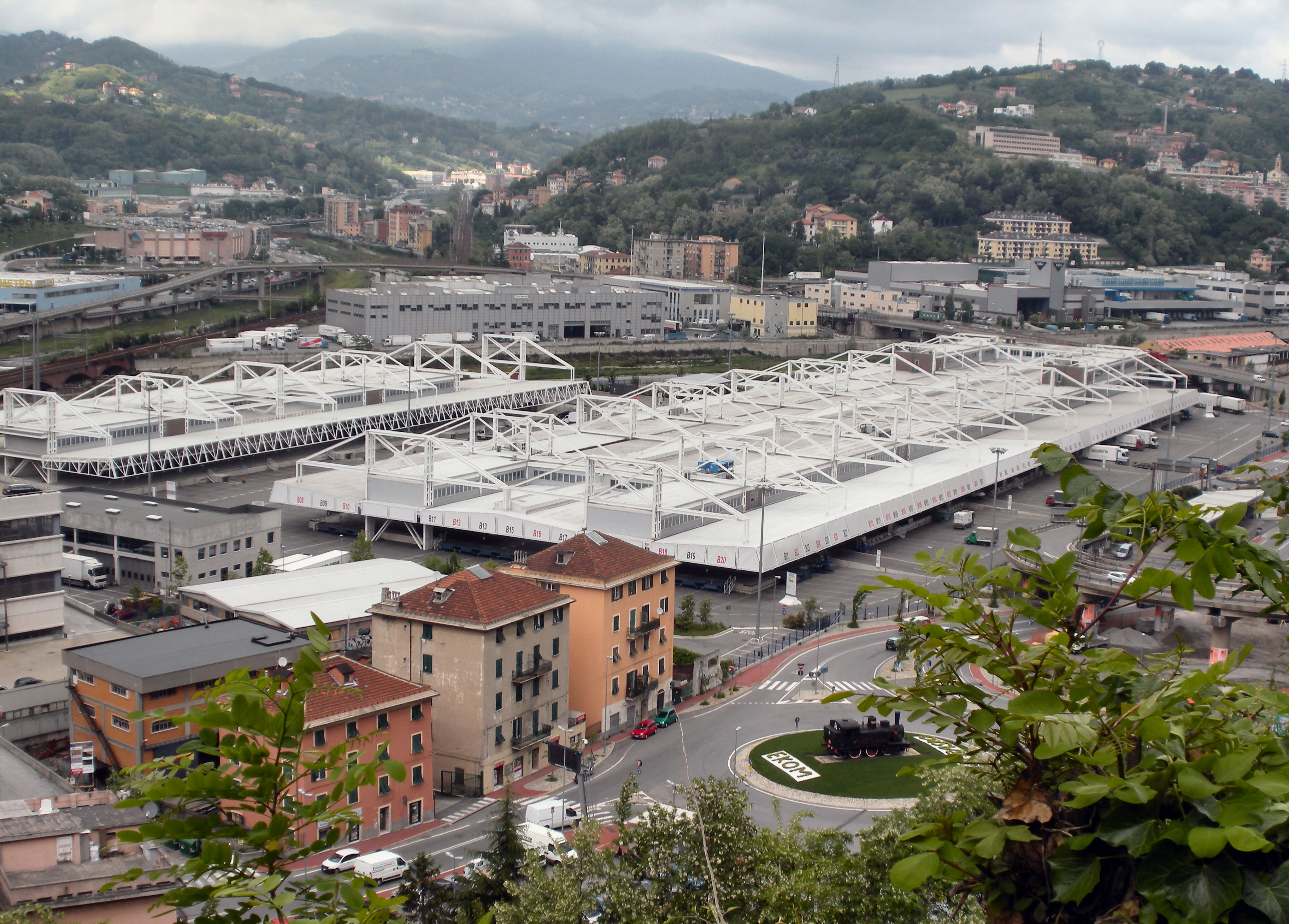
Il mercato ortofrutticolo di Bolzaneto

Oggi dell'antica vocazione agricola sopravvivono, soprattutto nelle zone collinari, piccoli orti, vigneti e frutteti, coltivati dai residenti soprattutto ad uso personale.
Altra antica attività economica è stata quella legata ai numerosi mulini, presenti soprattutto nell'alta Val Polcevera, che sfruttando le acque dei rivi che attraversano il territorio macinavano cereali, castagne ed anche minerale di zolfo o producevano forza motrice idraulica per aziende tessili e meccaniche. Legati all'attività molitoria, si svilupparono numerosi pastifici artigianali, uno dei quali ancora attivo a Ceranesi.
I mulini della valle erano alimentati tramite un sistema di canalizzazioni, detto Roggia dei Mulini, risalente nella parte più antica al XVII secolo, che percorreva gran parte della valle e della quale oggi restano alcuni tratti in galleria, in parte utilizzati come collettore fognario.
Resti di mulini sono presenti soprattutto nella val Verde e nella valle del torrente Molinassi; alcune strutture ancora discretamente conservate sono visibili nella frazione Casanova del comune di Sant'Olcese.

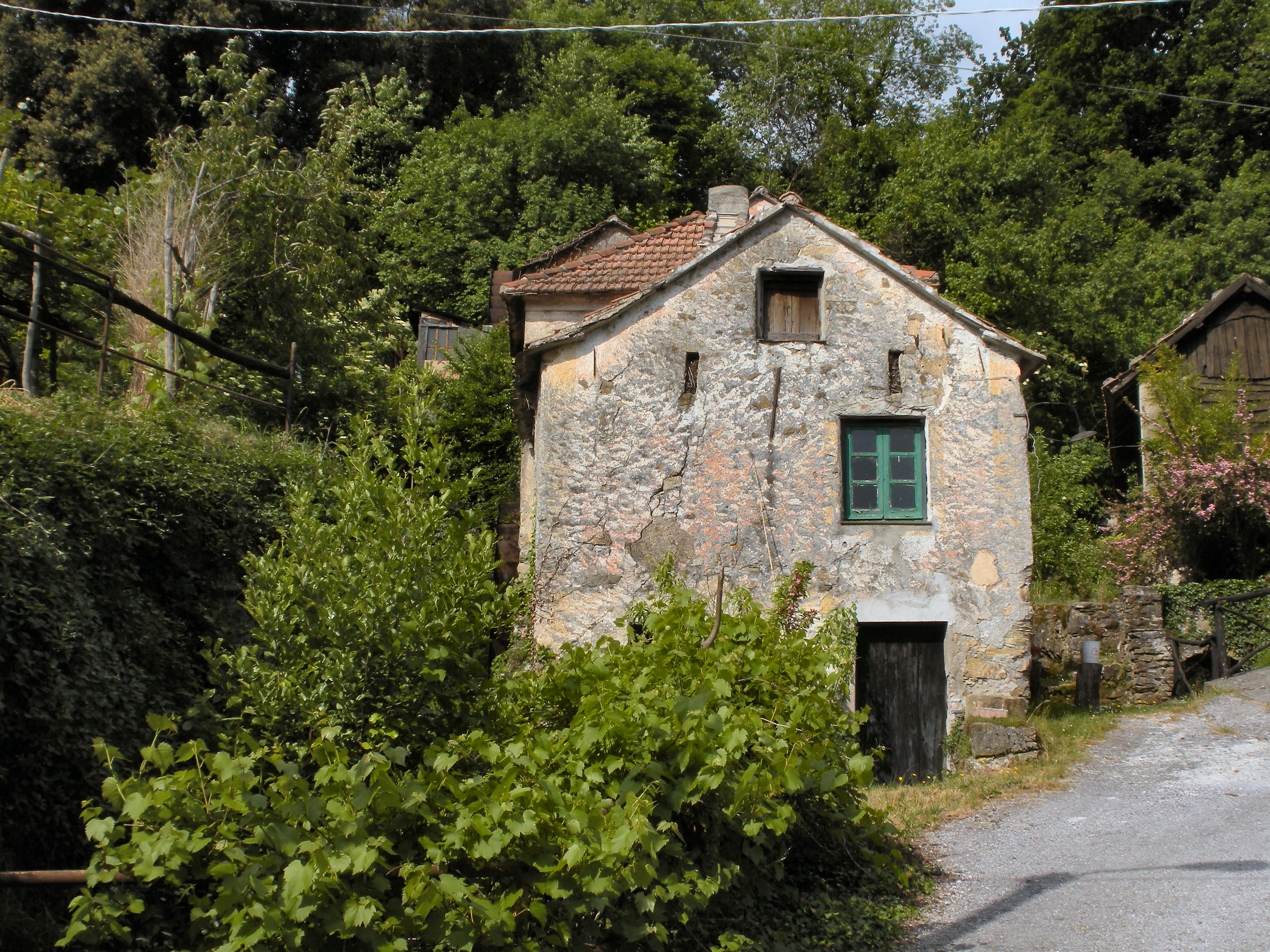
Mulino di Casanova
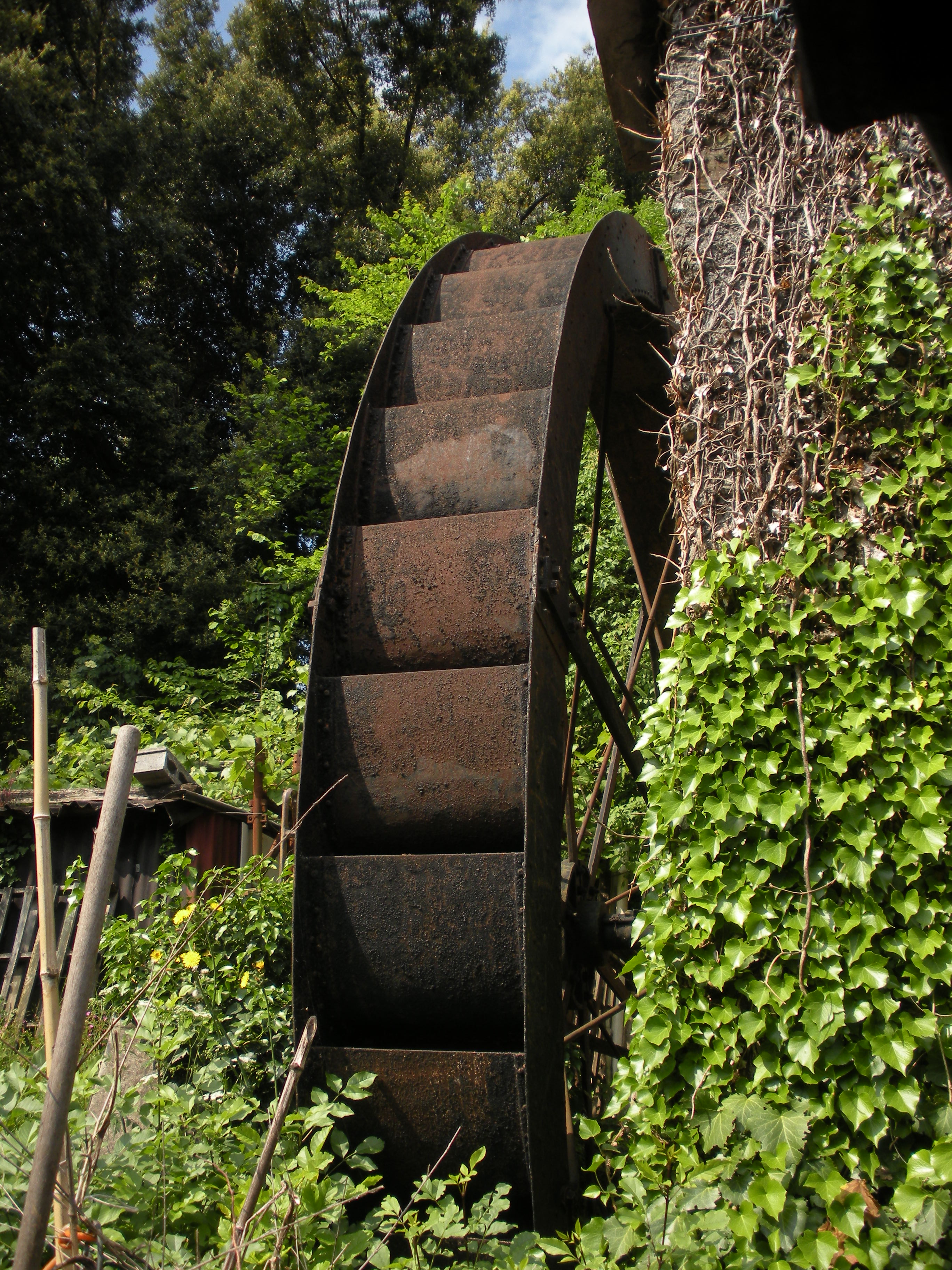
La ruota del mulino
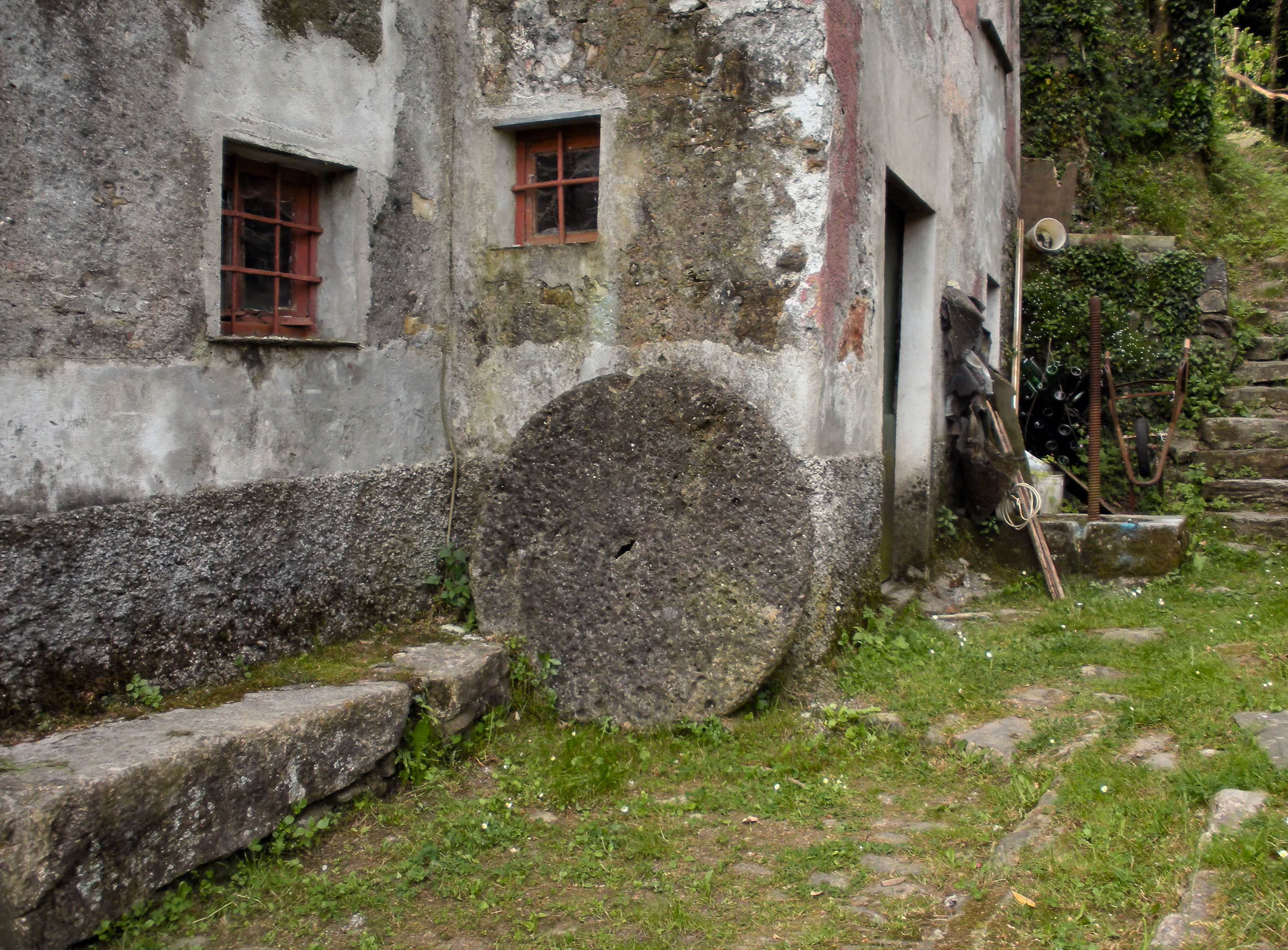
Una macina in pietra

I primi insediamenti industriali sorsero all'inizio dell'Ottocento: si trattava di piccole fabbriche rivolte esclusivamente alla realtà locale (filatoi, corderie, saponifici, tintorie); ancora poco prima della metà dell'Ottocento la borghesia genovese, diversamente da quanto stava avvenendo in altre città del nord Italia, aveva una scarsa propensione per i grandi investimenti industriali.

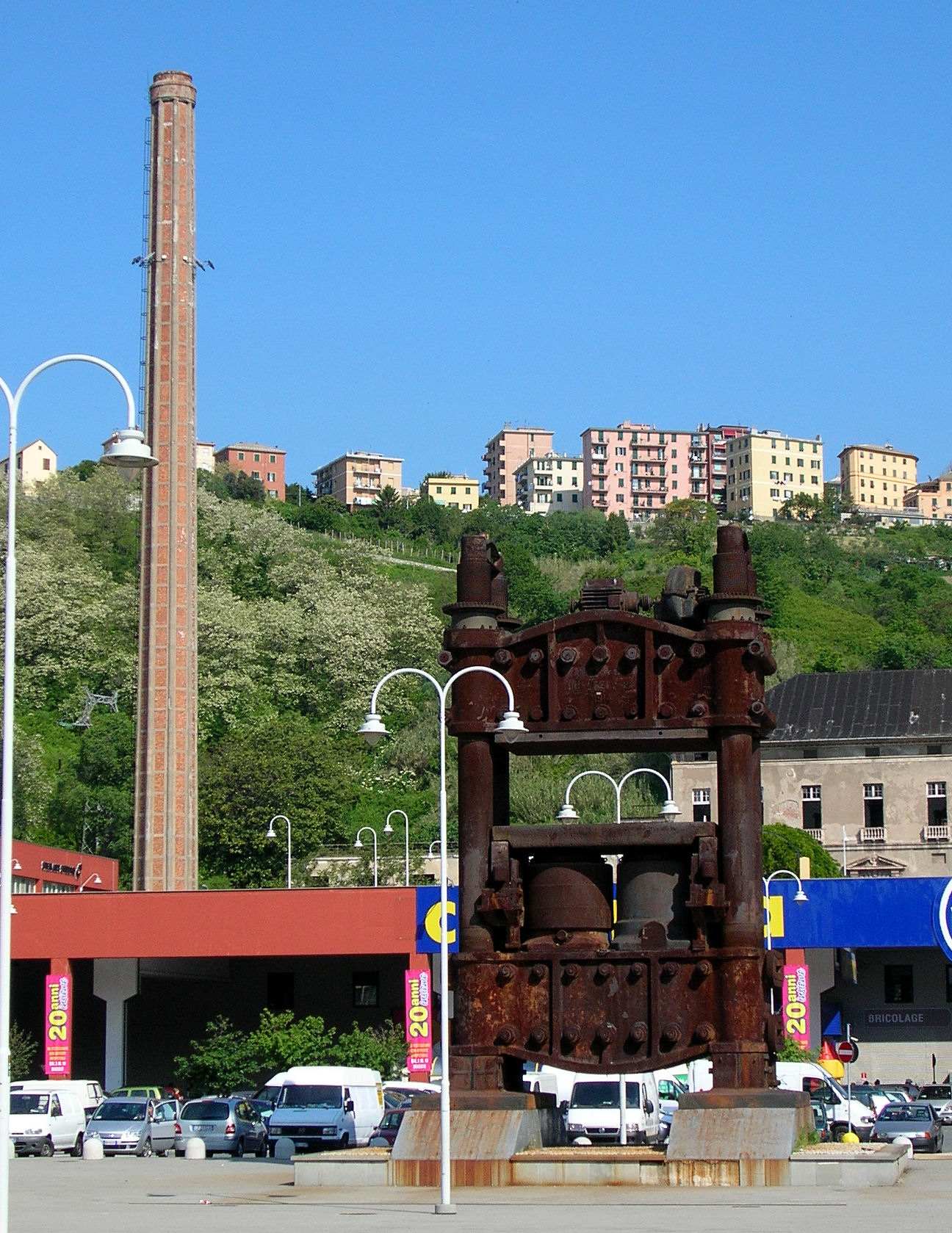
La grande pressa Haniel & Lueg dell'ex acciaieria Ansaldo, costruita nel 1914, resta a testimoniare il passato industriale dell'area di Campi

Le cose cambiarono intorno alla metà del secolo quando, in concomitanza con l'entrata in funzione della ferrovia Torino-Genova iniziarono gli insediamenti di industrie meccaniche e siderurgiche (in primo luogo Ansaldo, Ilva e ferriere Bruzzo), che tra gli ultimi decenni dell'Ottocento e la prima guerra mondiale avrebbero fatto della valle la principale zona industriale di Genova. Durante la prima guerra mondiale un terzo della produzione italiana di acciaio veniva dalle industrie siderurgiche della Val Polcevera (Campi e Bolzaneto).
Nello stesso periodo lo sviluppo dell'industria siderurgica favorì anche quello di altri settori, già da tempo presenti nella valle: il comparto tessile (in particolare a San Quirico e Ceranesi) e l'industria molitoria, sviluppatasi soprattutto negli anni settanta e anni ottanta dell'Ottocento, favorita dal ribasso del prezzo del grano, dalla crescita delle esportazioni di paste alimentari e dalla vicinanza del porto di Genova. Nella bassa Val Polcevera trovarono collocazione grandi stabilimenti molitori, mentre nella parte alta della valle proseguiva la tradizione dei mulini e pastifici artigianali.
Nel secondo dopoguerra, contestualmente alla crisi delle grandi industrie, che andavano chiudendo le loro fabbriche, la scelta politica di assegnare a Genova il ruolo di terminal petrolifero (con la costruzione del porto petroli nel quartiere di Multedo) favorì l'insediamento di aziende legate a questo settore, che per quasi quarant'anni avrebbero provocato non pochi problemi di carattere ambientale in alcuni quartieri.
Il paesaggio della valle, caratterizzato prima dall'agricoltura delle ville e poi dalla grande industria, subiva così una nuova fase di trasformazione legata all'espansione di raffinerie e depositi petroliferi. Negli anni cinquanta sulla collina di S. Biagio fu costruita la raffineria ERG, poi chiusa nel 1988, anche a seguito della crescente attenzione della popolazione agli aspetti ambientali del territorio. A partire dagli anni novanta, sulle aree dismesse dalle grandi industrie e dagli impianti petroliferi sono sorti nuovi insediamenti di piccole e medie imprese produttive e servizi, quali il nuovo mercato ortofrutticolo nell'area ex SANAC e l'Istituto italiano di tecnologia sulla collina di Morego.

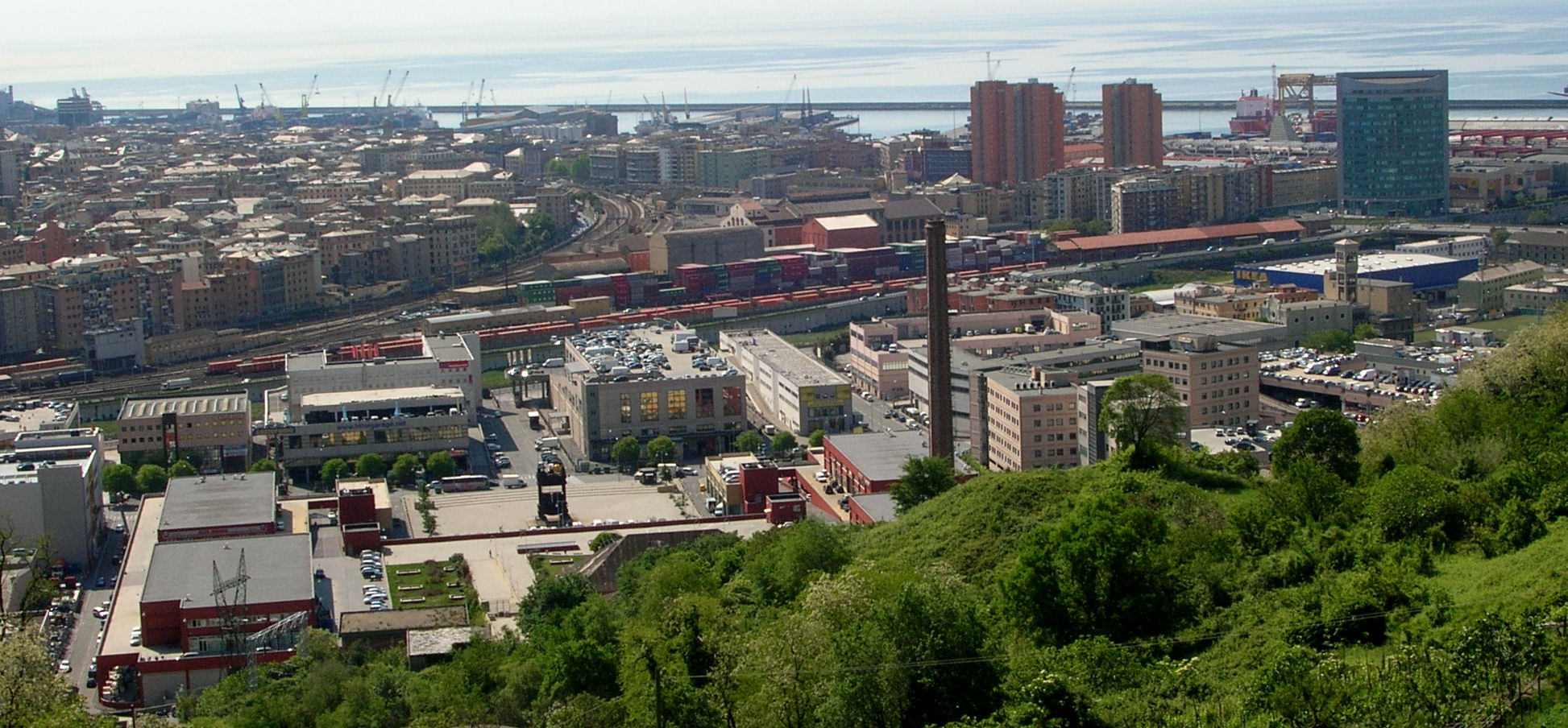
L'area commerciale di Campi (in primo piano) e sullo sfondo, a destra, quella della Fiumara

## Viabilità

### Valichi
A nord la valle è delimitata dallo spartiacque appenninico, dove si trovano una serie di valichi che mettono in comunicazione la costa ligure con la Valle Scrivia, tutti frequentati fin dai tempi più antichi, tranne il passo dei Giovi, aperto nell'Ottocento:
- Valico della Crocetta di Orero, tra Serra Riccò e Casella, il più basso dell'Appennino ligure (468 m), sulla strada provinciale SP3 "di Crocetta d'Orero".
- Passo del Pertuso, nei pressi del Santuario di Nostra Signora della Vittoria, tra Mignanego e Savignone, sulla strada provinciale SP47.
- Passo dei Giovi (472 m), tra Mignanego e Busalla, aperto negli anni venti dell'Ottocento, ma presto divenuto la più importante via di comunicazione tra Genova e il Piemonte. La zona del passo è oggi attraversata dalle gallerie dell'Autostrada A7 e delle due linee ferroviarie che collegano Genova con Milano e Torino.
- Passo della Bocchetta (772 m), tra Campomorone e Voltaggio, sulla strada provinciale SP5.
- Colla di Praglia, detta anche “Passo di Prou Nercu” (879 m) , sulla strada provinciale SP4, tra Ceranesi e le Capanne di Marcarolo, mette in comunicazione la Val Polcevera con la Valle Stura.

A poca distanza dalla Colla di Praglia si trova il Giogo di Paravanico  (789 m), valico anticamente di una certa importanza, trovandosi sul percorso della mulattiera che portava alle Capanne di Marcarolo passando per la valle del Gorzente. Oggi è attraversato dalla strada di servizio, sterrata, che porta ai Laghi del Gorzente.
Oltre ai valichi sullo spartiacque appenninico, ne esistono altri, di importanza locale, che mettono in comunicazione la Val Polcevera con le valli adiacenti:
- Valico di Lencisa (569 m), che collega Ceranesi con Pegli attraverso la Val Varenna.
- Valico di Borzoli (86 m), sull'omonima via urbana, collega la Val Polcevera con la valle del Chiaravagna, tra Rivarolo a Sestri Ponente.
- Valico di Trensasco (390 m), sulla strada provinciale SP80, tra Casanova di Sant'Olcese e San Gottardo, collega la Val Polcevera con la Val Bisagno.
- Galleria di Pino (340 m), a poca distanza dal precedente, sulla strada provinciale SP43, collega la frazione Torrazza di Sant'Olcese con Molassana, nella Val Bisagno.

### Strade

#### Storia
In epoca romana (nel II secolo a.C.) fu costruita la Via Postumia (così detta dal nome del console romano Aulo Postumio). Questa strada, passando per Pons ad decimum (Pontedecimo) e il Pian di Reste (nei pressi dell'attuale Passo della Bocchetta), conduceva da Genova a Libarna (città romana della quale si vedono i resti nei pressi di Serravalle Scrivia), e da qui andava fino ad Aquileia, sull'Adriatico.
Di questa strada non esistono più tracce nel tratto ligure; gli storici hanno avanzato varie ipotesi sul suo percorso, che si ritiene uscisse da Genova percorrendo a mezza costa le colline sulla sinistra della Valpolcevera scendendo ad attraversare il torrente a Pontedecimo e risalire poi al Passo della Bocchetta. Il tracciato dell'antica via fu ammodernato dalla Repubblica di Genova nel 1583.
Da Pontedecimo un'altra via, passando per il Giogo di Paravanico e le Capanne di Marcarolo (antico luogo di scambi commerciali tra mercanti liguri e piemontesi) conduceva fino alla pianura intorno ad Alessandria.
Altra via molto frequentata era, almeno a partire dal Medioevo, la cosiddetta “Via del sale“, che partendo dalla Val Bisagno si portava nell'alta Val Polcevera superando il valico di Trensasco e valicava l'Appennino alla Crocetta di Orero.
Nel 1771 il Doge Giovanni Battista Cambiaso fece costruire a proprie spese la prima strada di fondovalle, in cambio di benefici fiscali, ma soprattutto per disporre di un percorso più agevole per raggiungere la sua residenza di campagna a Cremeno, nei pressi di Bolzaneto. L'apertura di questa strada, denominata Camblasia dal nome del suo promotore, diede un primo impulso allo sviluppo economico della valle.
Intorno al 1820, dopo l'annessione della Repubblica Ligure napoleonica allo stato sabaudo, fu aperta la "Strada Reale" per Torino, non più per la Bocchetta ma per il Passo dei Giovi, più basso ed agevole da percorrere. Questa strada, chiamata anche "Via Nazionale", costituì il principale collegamento tra Genova e il nord Italia fino alla costruzione della "Camionale" (autostrada Genova-Serravalle), la cui inaugurazione nel 1935 fu vista come una svolta epocale. La "Camionale", a carreggiata unica, fu raddoppiata negli anni sessanta ed integrata nell'Autostrada A7, Genova – Milano. Il percorso originale, assai tortuoso, costituisce oggi il tratto discendente tra i caselli di Busalla e Genova-Bolzaneto.

#### Situazione attuale

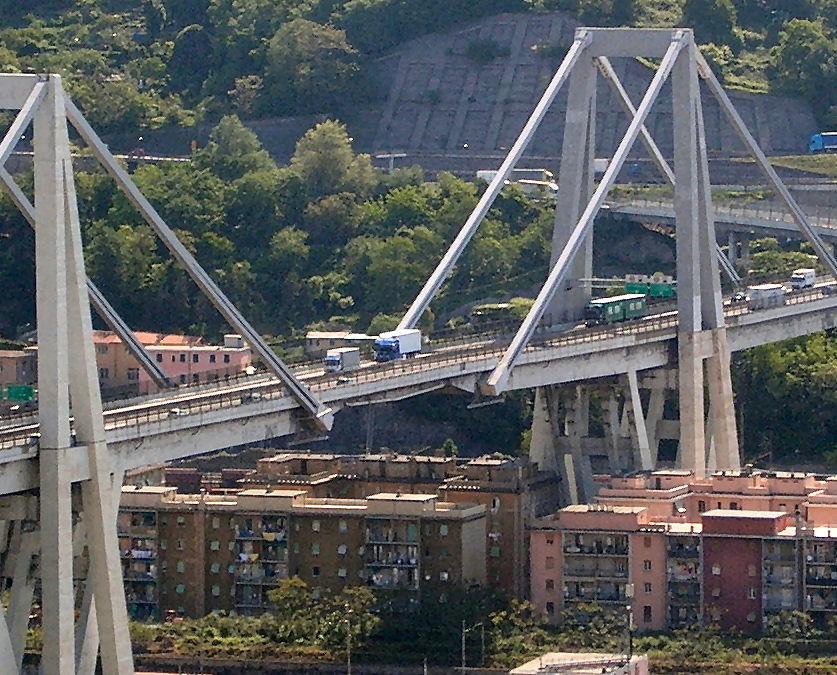
Case nel quartiere sampierdarenese del Campasso sovrastate, prima del crollo, dal Ponte Morandi dell'Autostrada A10

La Valpolcevera è attraversata dalla ex Strada statale 35 dei Giovi, ora provinciale SP35, che nel percorso attuale ricalca in gran parte la vecchia "Via Nazionale" e dall'Autostrada A7, Genova - Milano di cui ospita un importante casello a Bolzaneto.

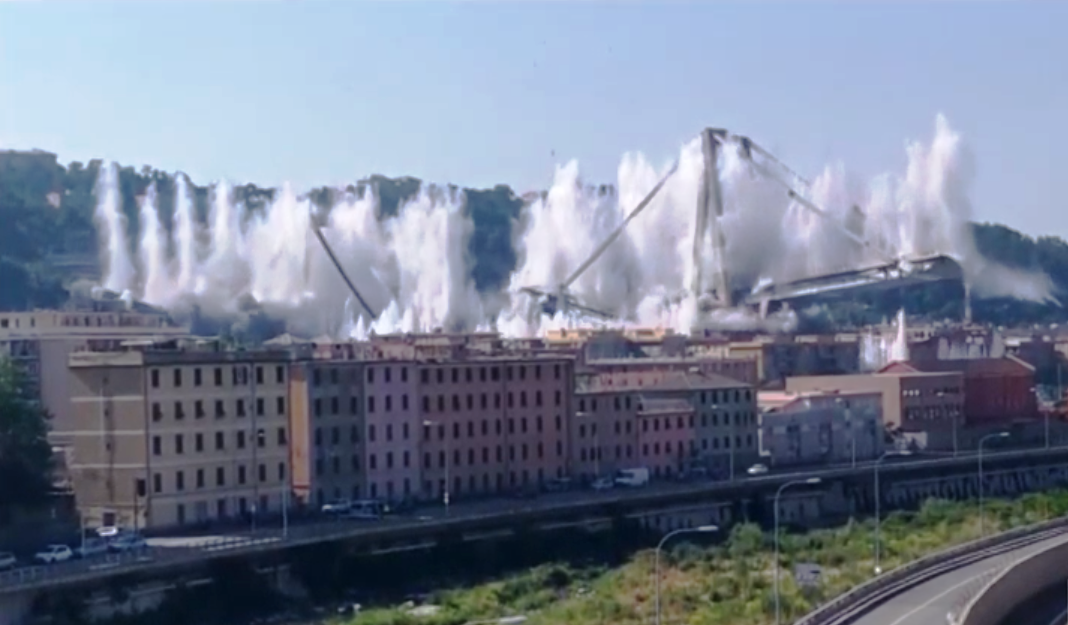
Demolizione del Ponte Morandi il 28 giugno 2019

Circa un chilometro prima della foce, l'intera valle era scavalcata dal viadotto Polcevera dell'autostrada A10 Genova - Ventimiglia, lungo 1.182 metri e sorretto da tre tiranti in cemento armato alti circa 90 metri, che fu costruito dalla Società Italiana Condotte d'Acqua su progetto dall'ingegnere Riccardo Morandi, inaugurato nel 1967, parzialmente crollato il 14 agosto 2018, demolito integralmente nell'estate del 2019 e sostituito da un nuovo viadotto chiamato Genova San Giorgio, realizzato da Salini Impregilo e Fincantieri su progetto di Renzo Piano e inaugurato il 3 agosto 2020.
Da Bolzaneto e Pontedecimo partono diverse strade provinciali che collegano il fondo valle con i centri dell'Alta Valpolcevera (Campomorone, Ceranesi, Sant'Olcese, Serra Riccò e il santuario di Nostra Signora della Guardia).

##### La Gronda di Ponente
La soluzione individuata da Autostrade per l'Italia al termine del dibattito pubblico indetto dal comune di Genova in merito al progetto della Gronda di Ponente per realizzare il nuovo collegamento tra le autostrade A7, A10 e A12 coinvolge la zona di Bolzaneto, prevedendo un viadotto sul Polcevera all'uscita della lunga galleria proveniente da Voltri, che passerebbe sotto la collina di Murta, e i raccordi per l'innesto della nuova arteria nella A12, prevalentemente in galleria, nella zona di Geminiano. 
Il progetto, non ancora ufficialmente formalizzato a molti anni dal dibattito, ha visto una forte opposizione da parte di gruppi di cittadini delle zone interessate, costituitisi in comitati "No Gronda" e decisi a contrastare la realizzazione dell'opera.

### Ferrovie
La Valpolcevera è attraversata dalla linea ferroviaria dei Giovi Genova Sampierdarena - Ronco Scrivia via Busalla, inaugurata nel 1853.
Oggi questa linea è percorsa esclusivamente da treni regionali, provenienti da Alessandria, Arquata Scrivia, Novi Ligure e Busalla, diretti a Genova Brignole, e viceversa.
Le stazioni presenti nella Valpolcevera sono Rivarolo, Bolzaneto, San Quirico-San Biagio, Pontedecimo e Piano Orizzontale dei Giovi, nei pressi della frazione Barriera del comune di Mignanego, anche se l'edificio si trova nel territorio di Serra Riccò.
I treni a media e lunga percorrenza per Milano e Torino, invece, vengono instradati sulla linea succursale dei Giovi, costruita pochi anni dopo la precedente e che attraversa la Valpolcevera parallelamente a questa, ma non ci sono stazioni tra Sampierdarena e Ronco Scrivia, tranne quella di Mignanego (loc. Ponterosso), che tuttavia dal 2015 non è più servita da traffico passeggeri.

#### La ferrovia Genova-Casella
La parte orientale della Val Polcevera è attraversata dalla linea ferroviaria secondaria Genova-Casella. Questa linea, che attraversa il territorio comunale di Sant'Olcese e una piccola porzione di quello di Serra Riccò, in corrispondenza del valico della Crocetta d'Orero, ha un interesse soprattutto turistico, ma localmente è frequentata anche da pendolari.

## Flora e fauna

### Flora
Le varietà di ambienti che si incontrano alle diverse altitudini ospitano numerose specie vegetali. Nella parte alta della valle accanto ad aree prative predominano boschi di castagno, spesso associati ad altre specie quali il carpino nero, l'orniello, la roverella e la rovere.
Ad altitudini inferiori sono diffusi boschi misti di carpino nero ed orniello ma sono talvolta presenti anche specie tipiche della macchia mediterranea, come i lecci, residuo di antiche foreste assai più estese delle attuali.
Oltre ai boschi di latifoglie, in alcune aree montane in passato erano stati operati interventi di rimboschimento, creando estesi boschi di conifere, costituiti soprattutto da pino nero, pino silvestre e pino marittimo.
Ai margini dei boschi sono presenti specie arbustive quali ginestra, erica arborea, ginepro, mentre nelle aree agricole abbandonate e ai bordi delle strade sono diffuse specie infestanti come i rovi, la vitalba, la robinia e l'ailanto. Quest'ultimo, che è facile trovare anche in aree abbandonate nelle zone urbane, fu introdotto intorno alla fine dell'Ottocento per l'allevamento del lepidottero Samia cynthia, finalizzato alla produzione della seta.

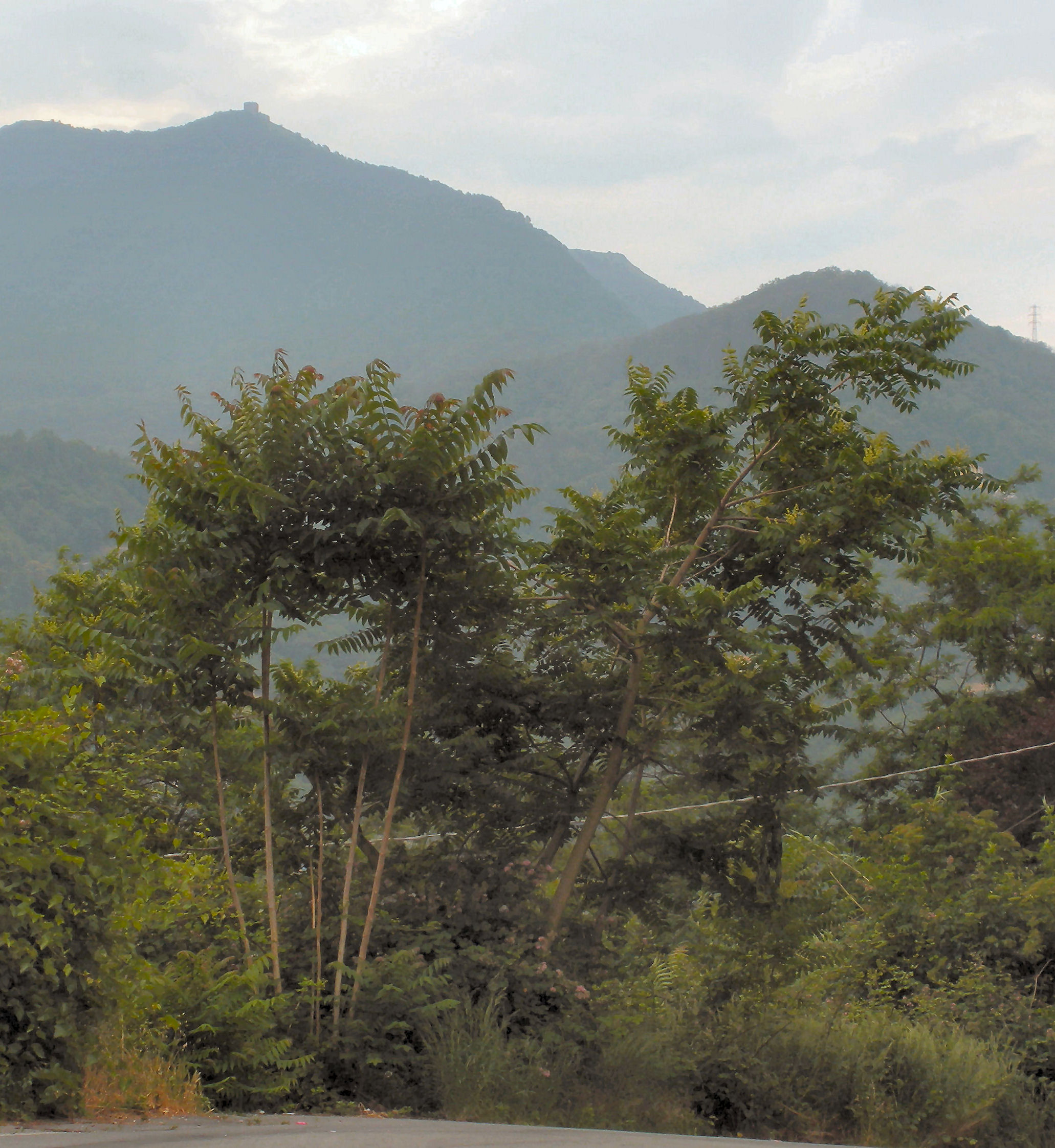
Piante di ailanto
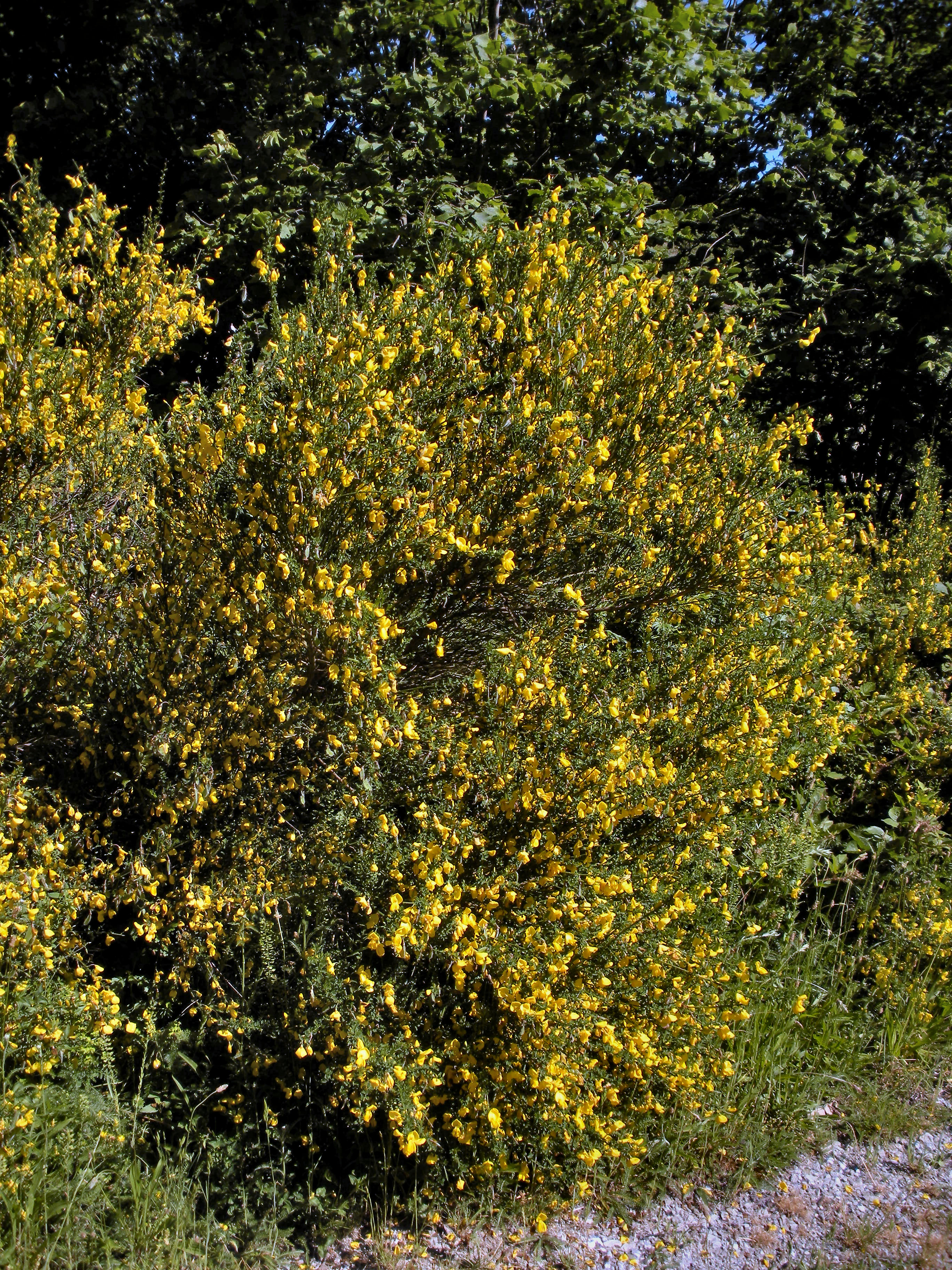
Ginestra

Tra le specie erbacee si segnalano la primula, l'anemone trifoliata e il dente di cane, oltre a bulbose come i narcisi e i coloratissimi gigli di San Giovanni.  Nelle zone caratterizzate da rocce ofiolitiche, come l'alta Val Verde, sono presenti rare specie in grado di tollerare elevati tenori di magnesio come la viola di Bertoloni, la peverina di Voltri, il lino campanulato, la dafne odorosae la reseda pigmea.,,
Nelle zone umide si trovano piante insettivore come la rosolida e la pinguicola.

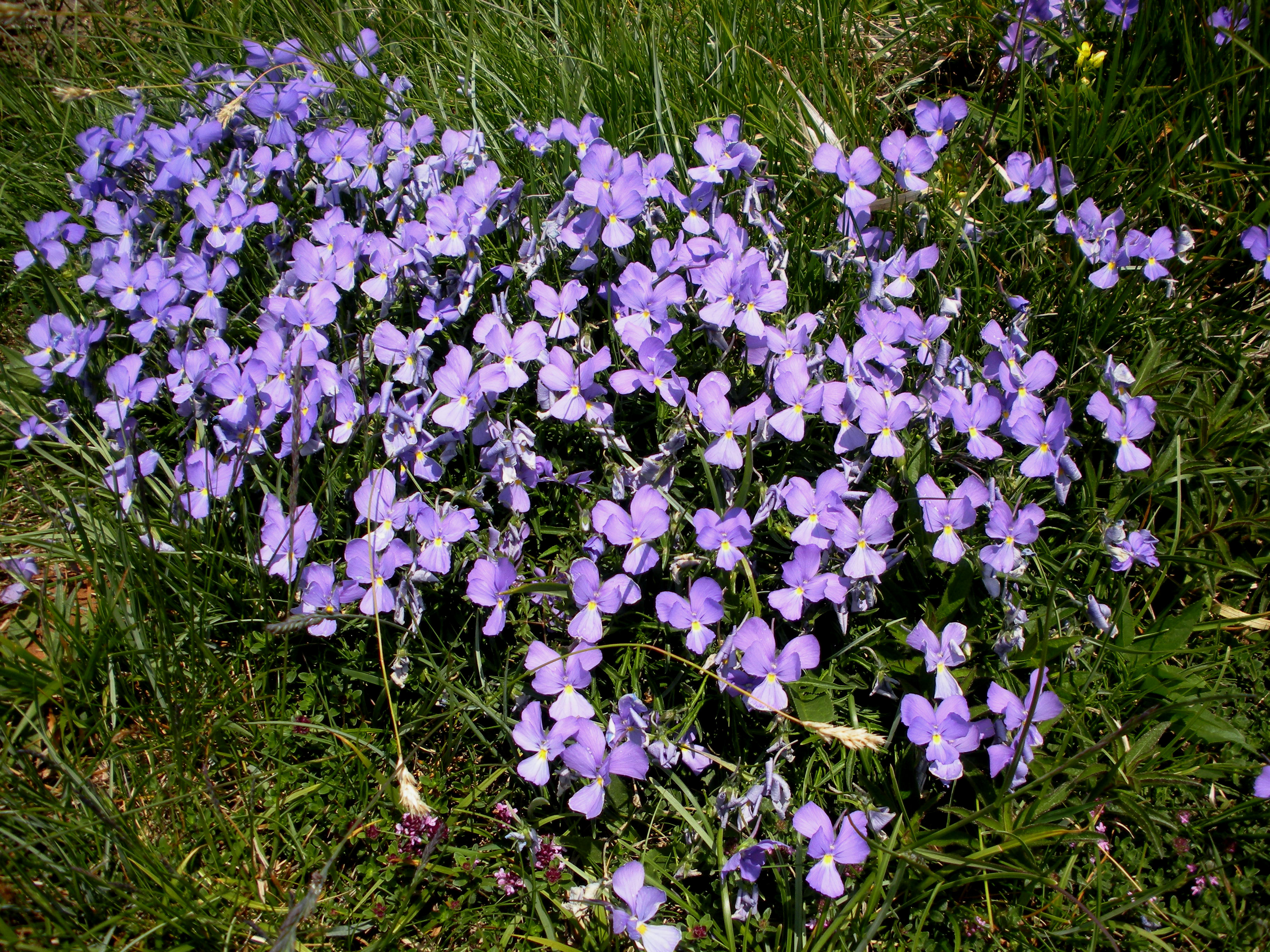
Viola di Bertoloni
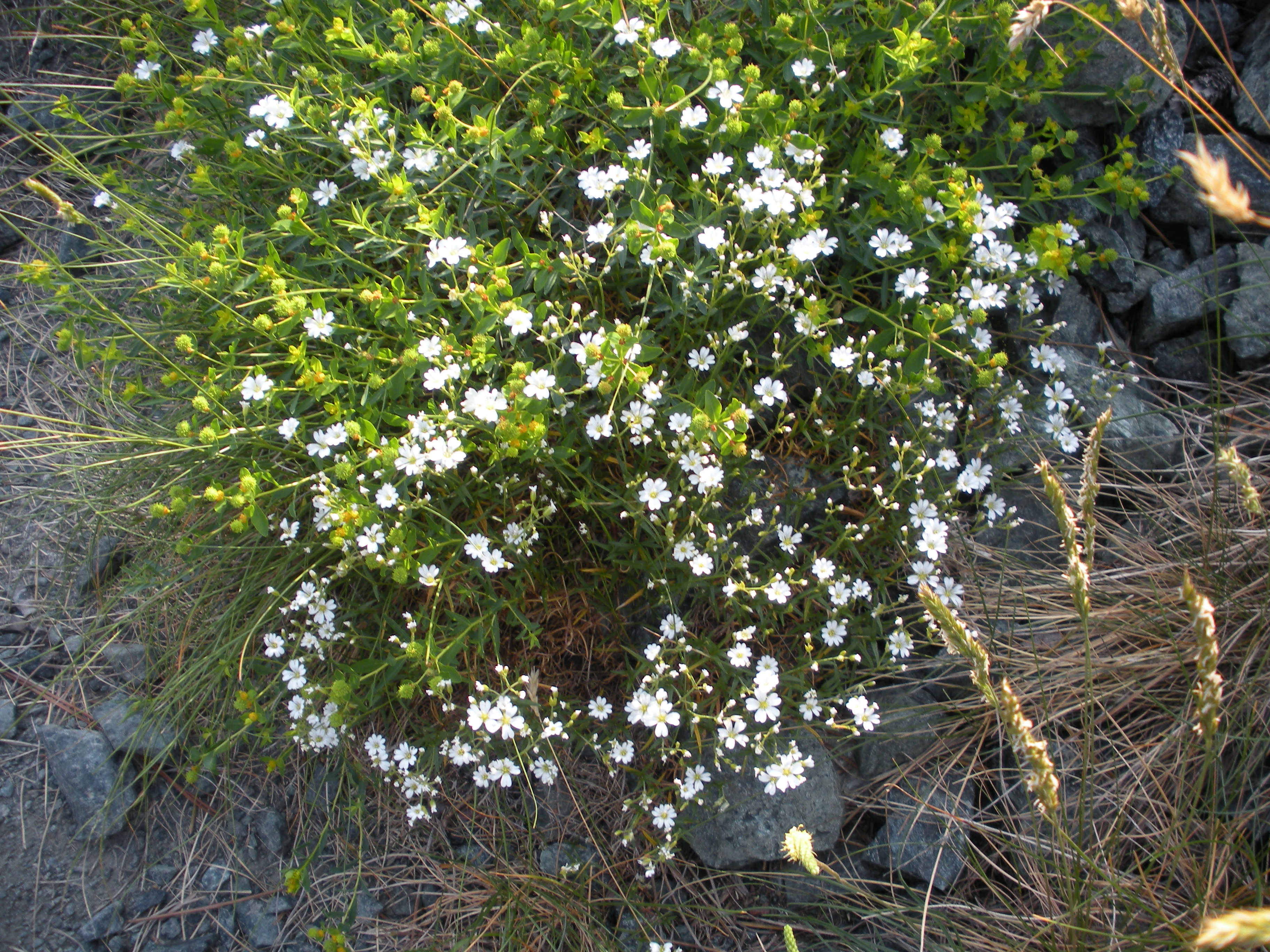
Peverina di Voltri
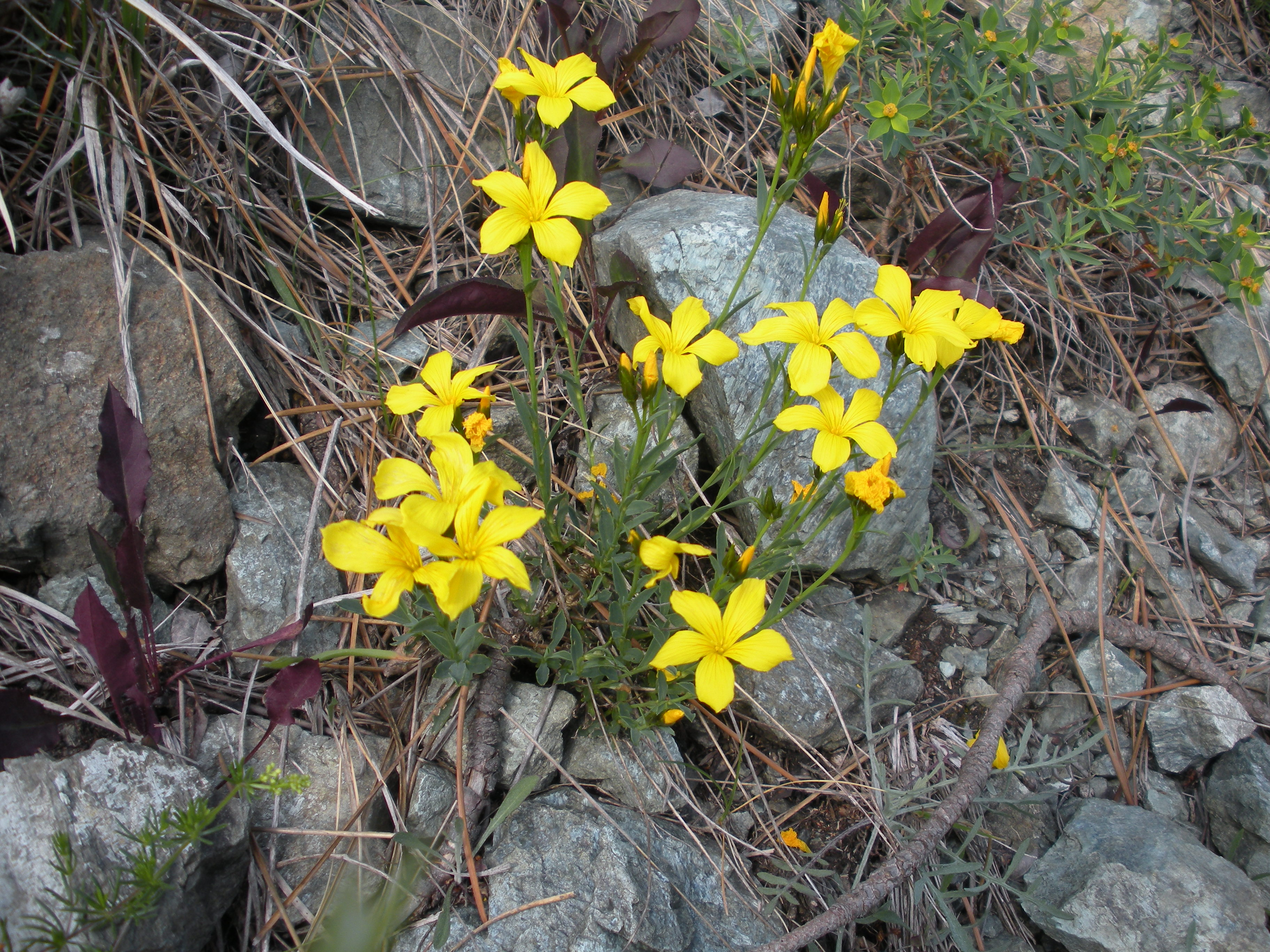
Lino campanulato

### Fauna
Nonostante la forte antropizzazione della valle, sono numerose le specie animali che trovano nei diversi habitat condizioni ideali per vivere e riprodursi.

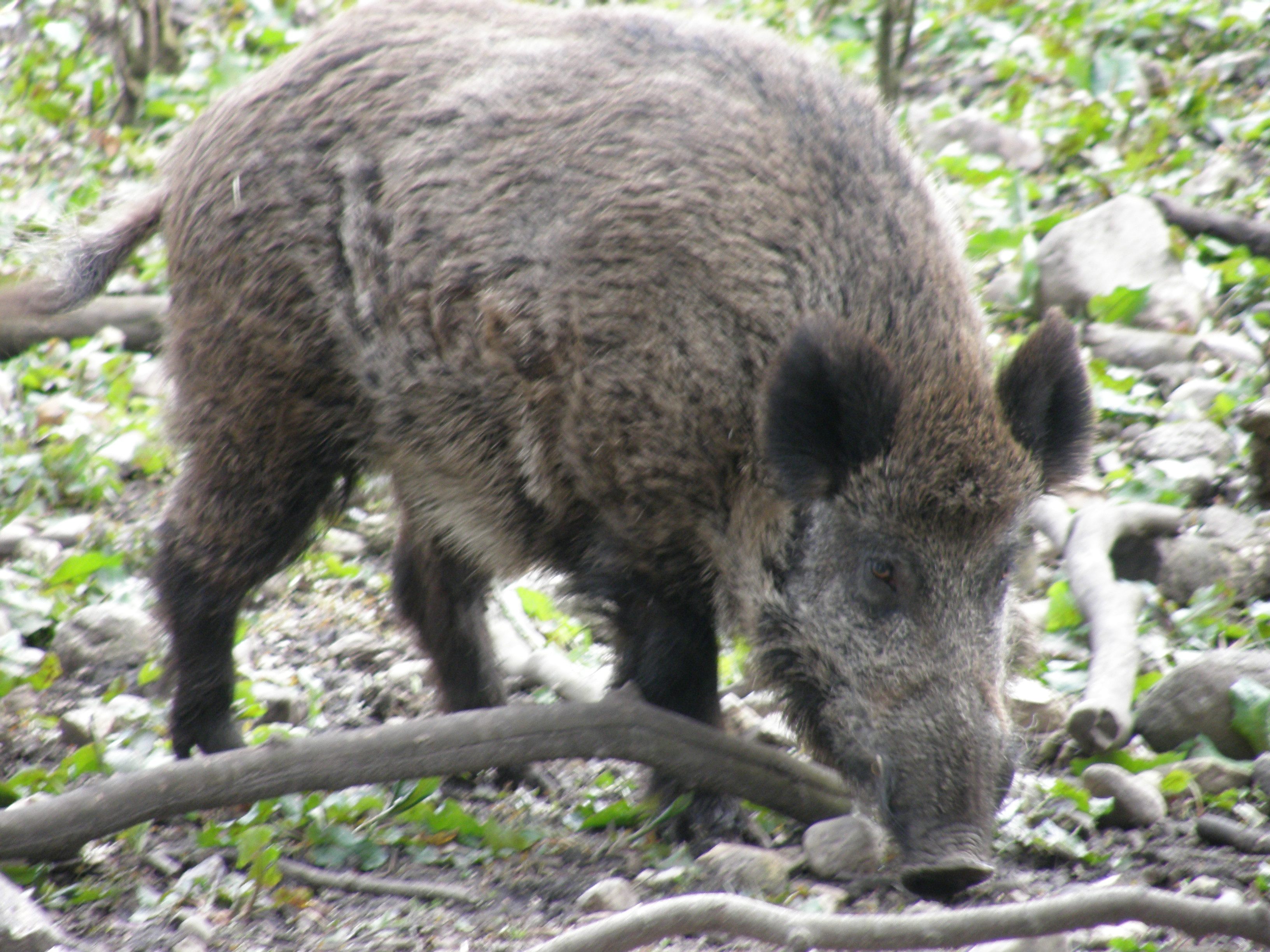
Cinghiale

- Mammiferi. Nei boschi della valle si trovano popolazioni di ungulati, soprattutto cinghiali e caprioli. I cinghiali talvolta si spingono in cerca di cibo in prossimità dei centri abitati, penetrando anche all'interno di proprietà private e causando danni alle coltivazioni[35].  Fra i mammiferi di piccole dimensioni sono comuni ricci, lepri, talpe e ghiri.

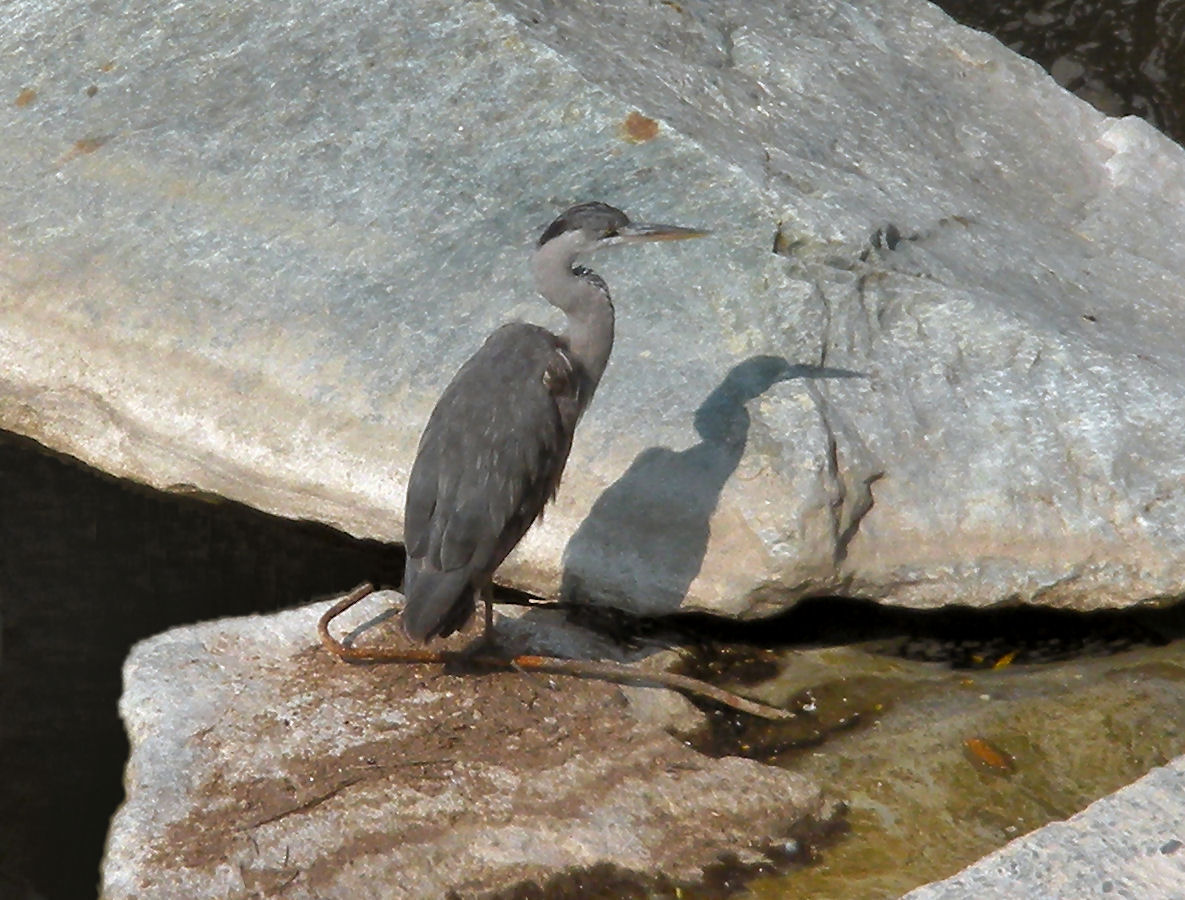
Airone cinerino nel Polcevera

* Uccelli. Tra gli uccelli sono comuni il passero, il picchio rosso, il cuculo, il merlo, il fringuello e il pettirosso. È segnalata anche la presenza del succiacapre e dell'averla piccola. L'habitat fluviale, grazie alla ricchezza di pesci, offre adeguate risorse a varie specie di volatili sia migratori che stanziali, quali l'airone cinerino, il gabbiano comune,  il germano reale,  il corriere piccolo, la garzetta e il cormorano. I rapaci che è possibile avvistare nelle zone montane sono il biancone e la poiana.
- Pesci. Nel basso corso del Polcevera sono presenti i cefali e poco più a monte i cavedani, specie ittiche in grado di sopravvivere anche in ambienti moderatamente inquinati[37]. Nei corsi d'acqua montani vivono anche il vairone e il barbo.
- Anfibi. Sono molto diffusi il rospo comune e la raganella italiana. Sono inoltre presenti alcune specie che hanno in Val Polcevera il proprio limite occidentale di distribuzione, come la salamandrina dagli occhiali[36] e la rana appenninica.[7]
- Rettili. Sono comunissimi lucertole e ramarri oltre a diverse specie di serpenti innocui quali il biacco, il saettone, la natrice dal collare e il colubro liscio. Gli ultimi due sono spesso confusi con la vipera comune, anch'essa presente ma molto meno diffusa delle altre specie.[7]

## Monumenti e luoghi d'interesse

### Architetture civili

#### Palazzi di villa

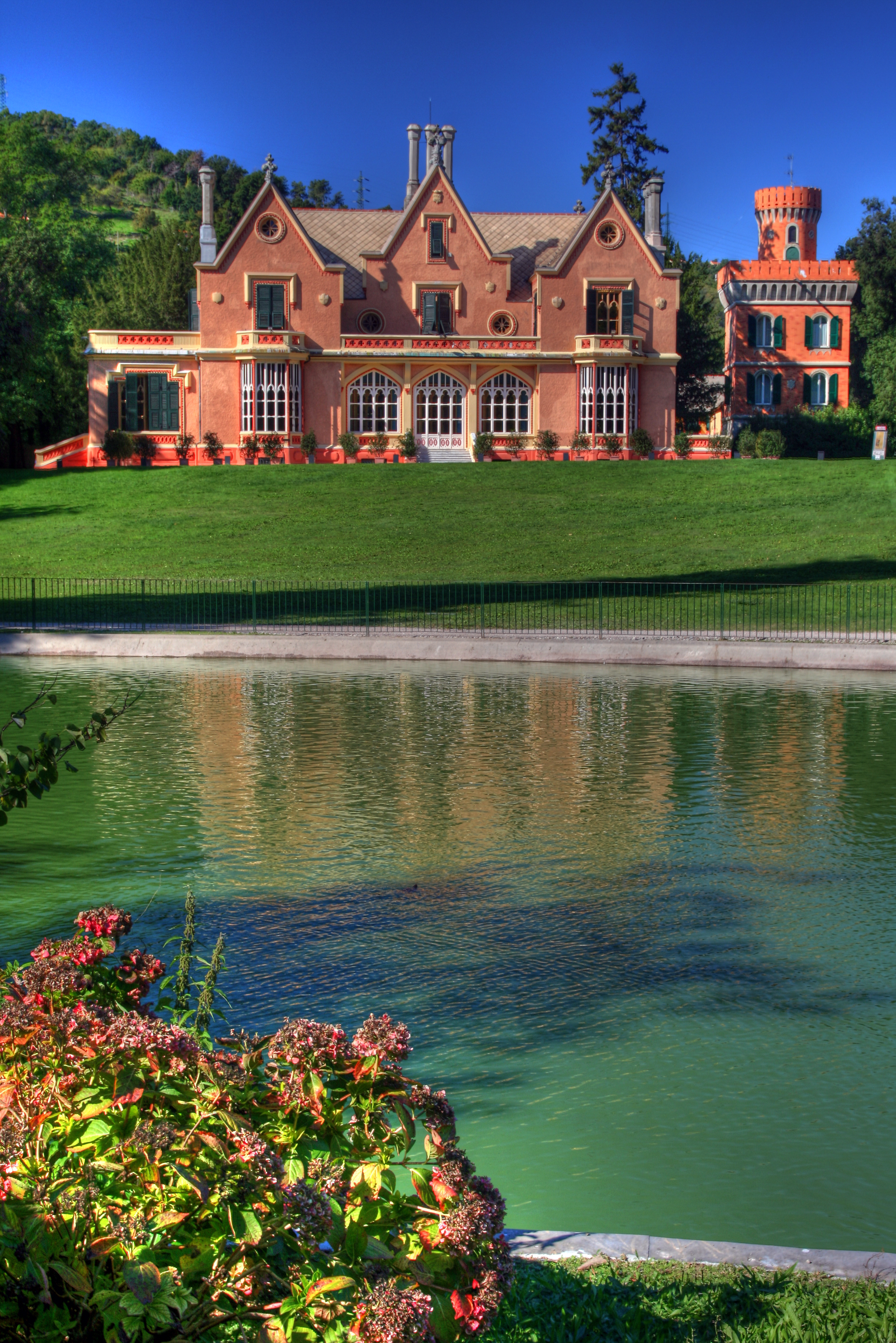
Villa Serra di Comago

La Val Polcevera, per la sua vicinanza alla città, fu tra le località preferite per il soggiorno estivo da molte famiglie patrizie, che vi fecero costruire sontuose dimore di villeggiatura, spesso associate a tenute agricole. Lo sviluppo delle ville di campagna, iniziato intorno al XVI secolo, ebbe il suo culmine tra il Seicento e il Settecento, ma proseguì ancora nell'Ottocento, favorito dall'apertura della ferrovia, che accorciò sensibilmente i tempi per raggiungere da Genova le colline polceverasche.
Molte di queste ville esistono ancora oggi, spesso ristrutturate dopo anni di abbandono, anche se in molti casi inglobate nel tessuto urbano, la cui espansione le ha private dei loro vasti parchi. Tra le tante si possono citare:
- Villa Durazzo Bombrini a Cornigliano, nei pressi della foce del Polcevera, sulla sponda destra; aveva un tempo Nel XX secolo fu inglobata nel complesso siderurgico Italsider, perdendo il grande giardino che arrivava sino al mare. Dopo la chiusura dello stabilimento siderurgico è stata oggetto, insieme a tutta l'area, di un radicale processo di bonifica e riqualificazione.
- Villa Cattaneo Delle Piane, detta "dell'Olmo", ai margini dell'area industriale di Campi (Cornigliano), accanto alla Badia del Boschetto. Già proprietà dei Grimaldi, fondatori dell'Abbazia, nel XVII secolo passò alla famiglia Cattaneo. Dal 1978 appartiene all'Ansaldo, che dopo averla ristrutturata l'ha destinata a sede della Fondazione Ansaldo, che raccoglie archivi cartacei, fotografie e filmati d'epoca provenienti da molte storiche aziende genovesi.
- Villa Pallavicini si trova nel centro di Rivarolo, affacciata sull'omonima piazza. Costruita nel Settecento, è oggi in stato di abbandono dopo essere stata per lungo tempo sede di uffici comunali. La villa è stata pesantemente penalizzata dai viadotti ferroviari costruiti nel Novecento, perdendo anche il grande parco che la circondava.[16]
- Villa Ghersi-Carrega (XVII secolo), si trova all'ingresso di Bolzaneto provenendo da Rivarolo. Durante il suo soggiorno a Genova (1624-1627) nella villa fu ospitato il pittore fiammingo Antoon van Dyck. Oggi è sede del Municipio V - Valpolcevera.
- Villa Clorinda, sulla collina di Murta, appartenne alle famiglie Bonarota, Doria e Costa. Durante l'occupazione austriaca, da aprile a luglio del 1747, gli occupanti vi insediarono il loro stato maggiore. Oggi è trasformata in condominio.
- Villa Cambiaso (XVIII secolo), presso la frazione bolzanetese di Cremeno, fu residenza estiva di Giovanni Battista Cambiaso, doge dal 1771 al 1773, che fece costruire la strada di fondovalle della Val Polcevera. Oggi è trasformata in condominio.
- Villa Serra, nei pressi della frazione di Comago (Sant'Olcese), a poca distanza dal torrente Secca è tra le più note e frequentate, anche perché sede di varie manifestazioni; gli edifici che la compongono sono il risultato della trasformazione della settecentesca villa Serra-Pinelli, alla quale nel 1851 fu affiancata la palazzina neogotica fatta costruire dal marchese Orso Serra. Il complesso architettonico è circondato da un grande parco all'inglese, anch'esso realizzato alla metà del XIX secolo. Dopo anni di abbandono nella seconda metà del Novecento, al termine di lavori di restauro durati un decennio, il parco è stato riaperto al pubblico nel 1992.
- Palazzo Balbi. Costruito alla fine del XVI secolo è oggi sede del municipio di Campomorone e di due musei civici. Una targa affissa all'esterno del palazzo ricorda il soggiorno di papa Pio VII nel 1815.[9]

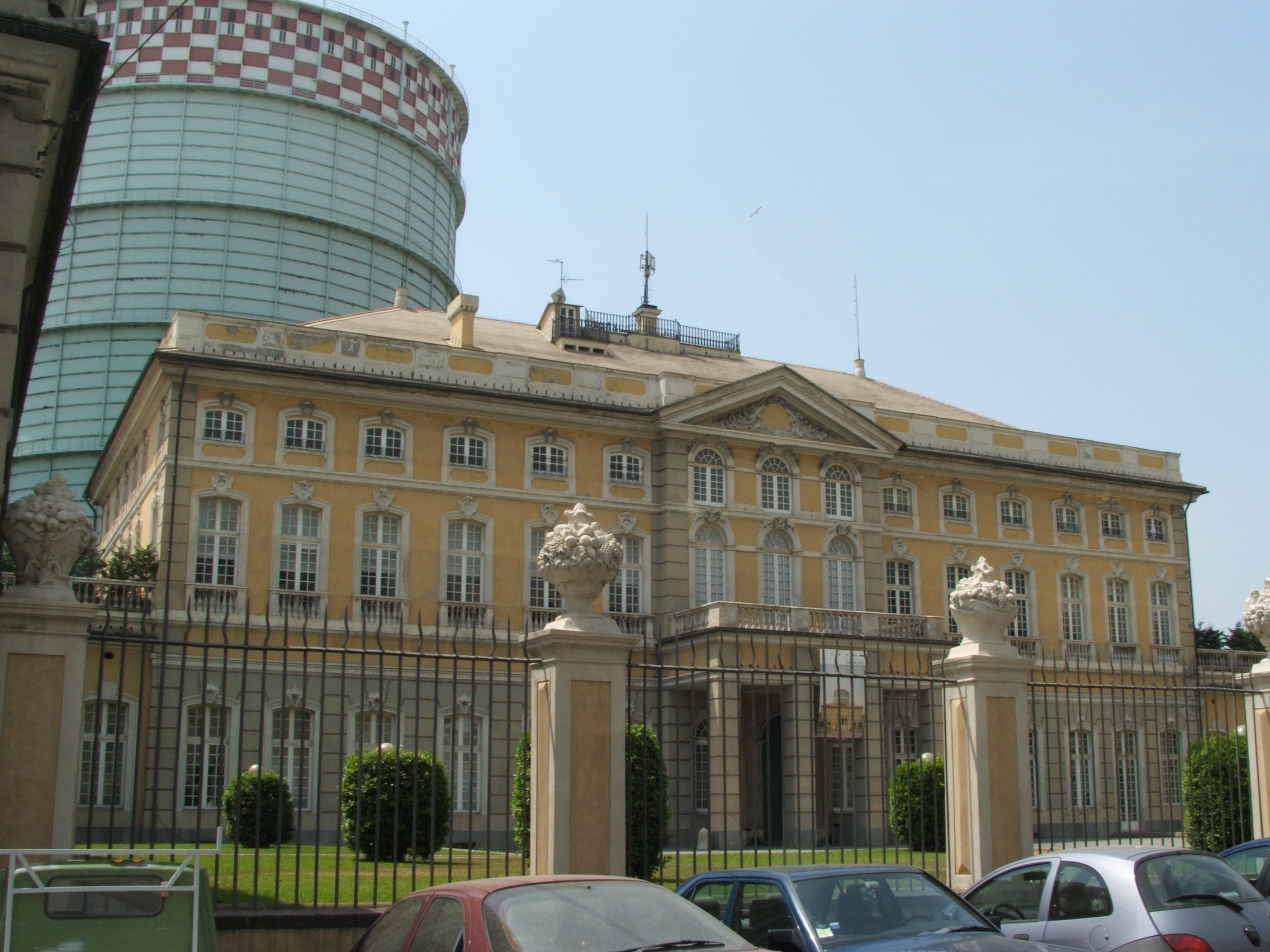
Villa Durazzo Bombrini
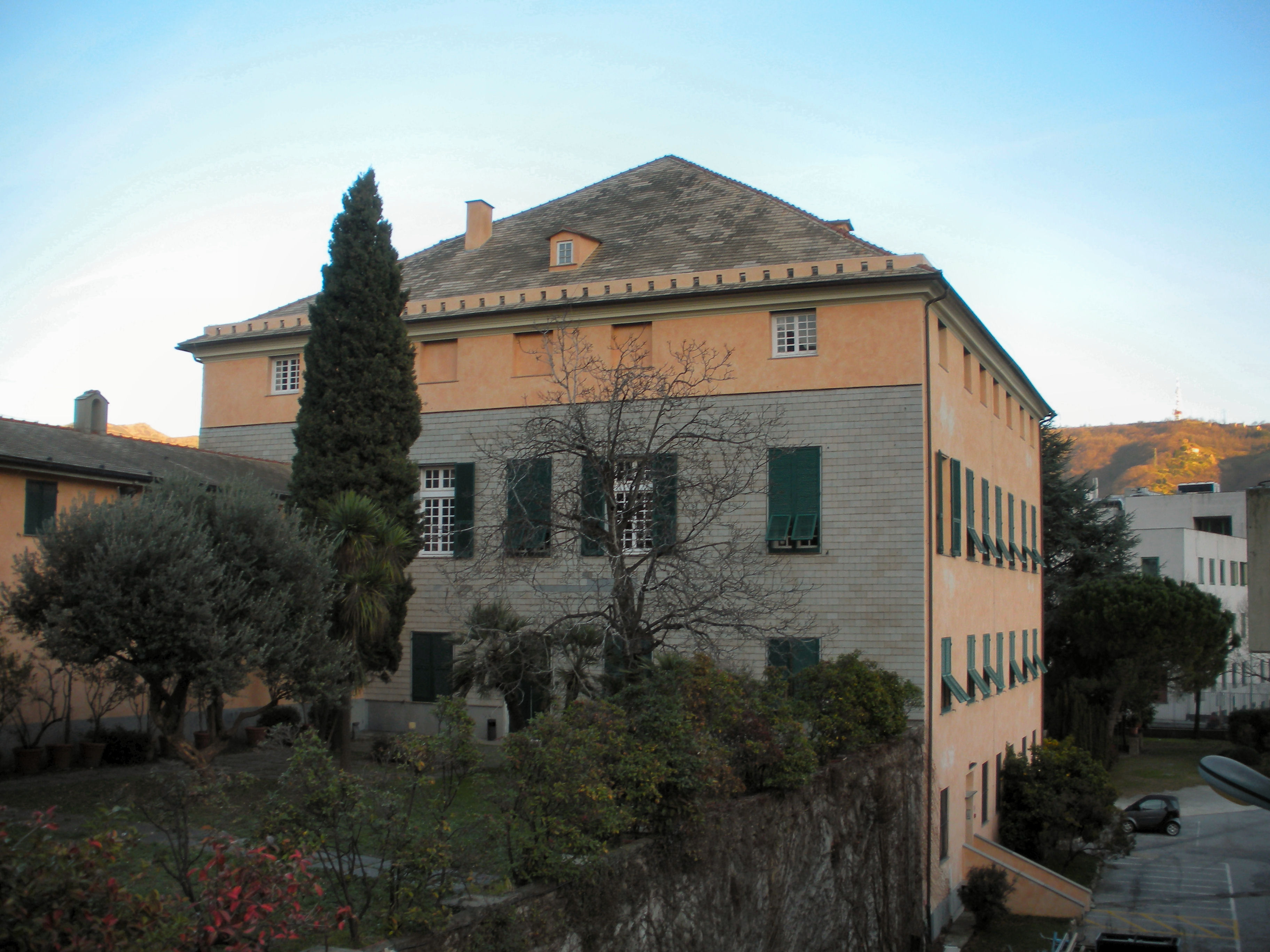
Villa Cattaneo "dell'Olmo", sede della Fondazione Ansaldo
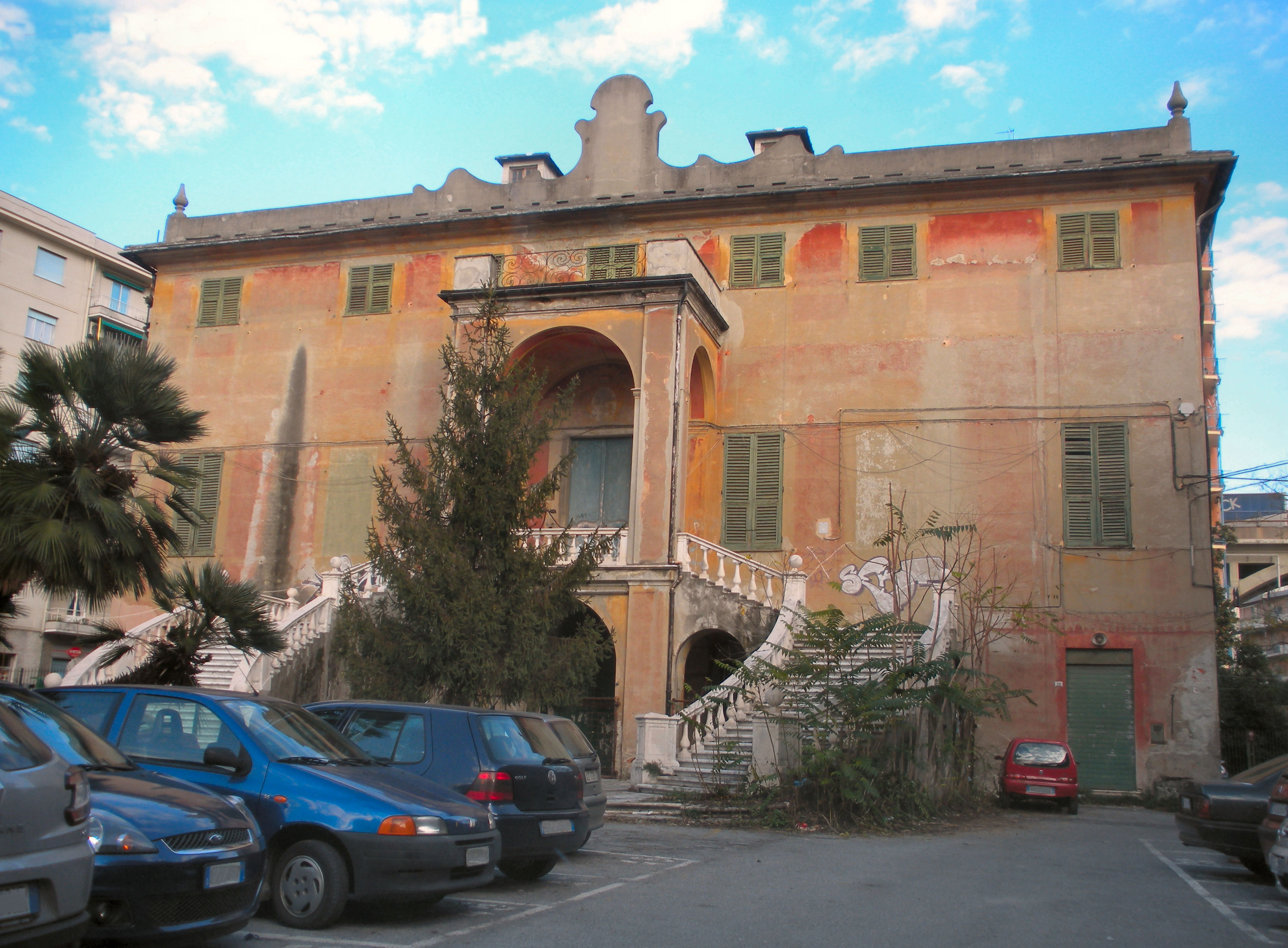
Villa Pallavicini
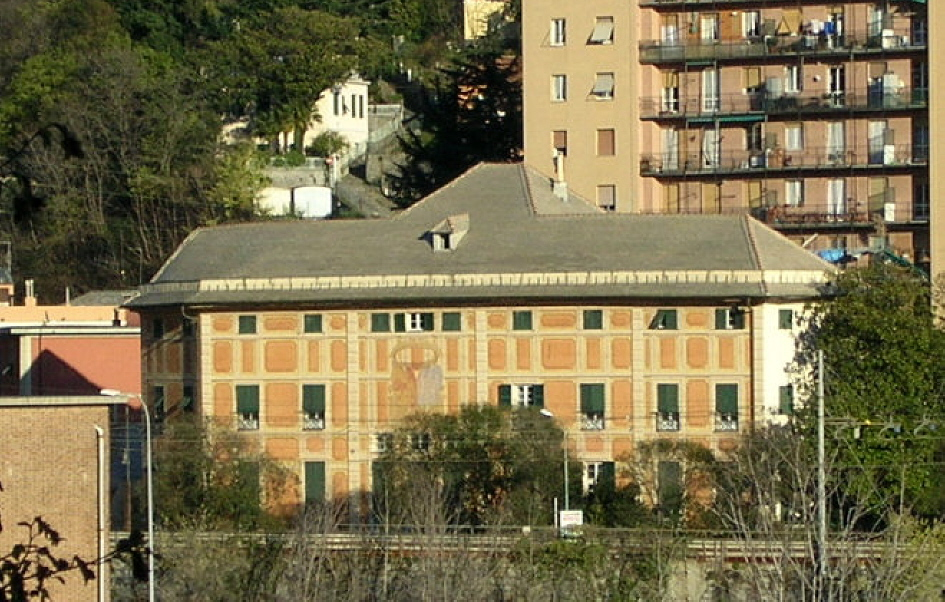
Villa Carrega
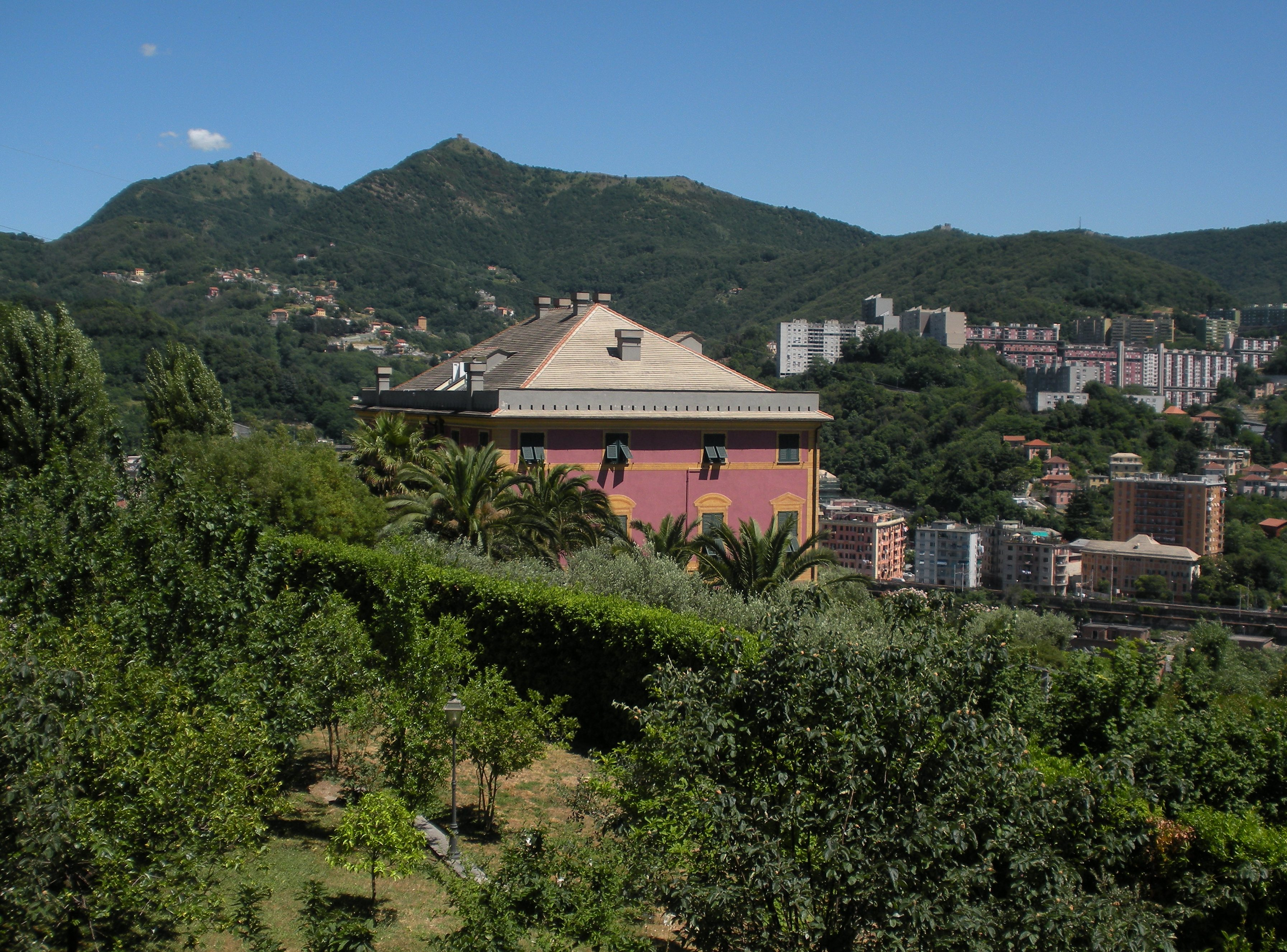
Villa Clorinda
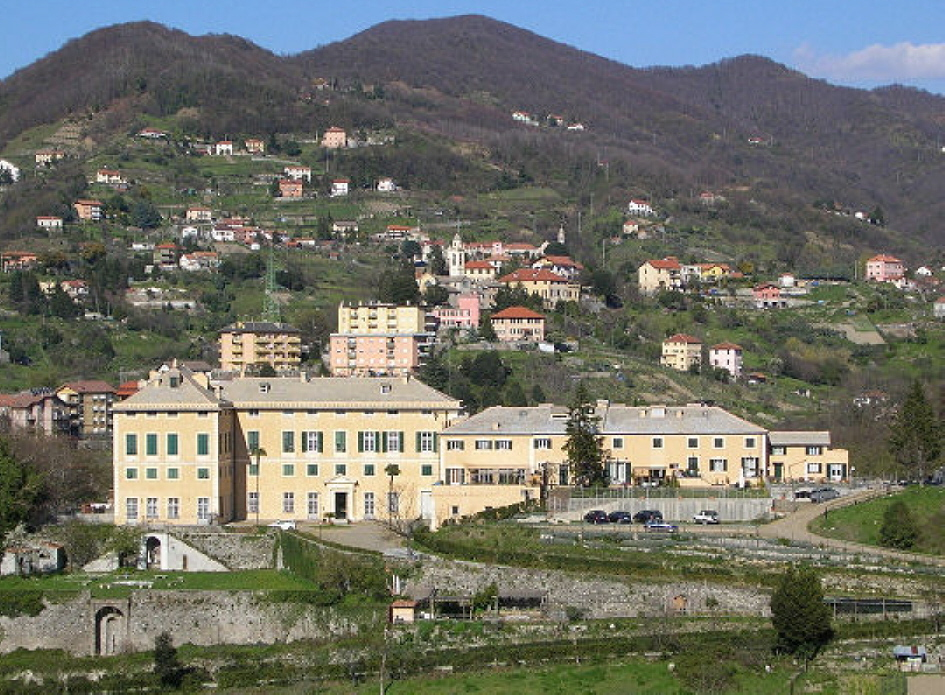
Villa Cambiaso
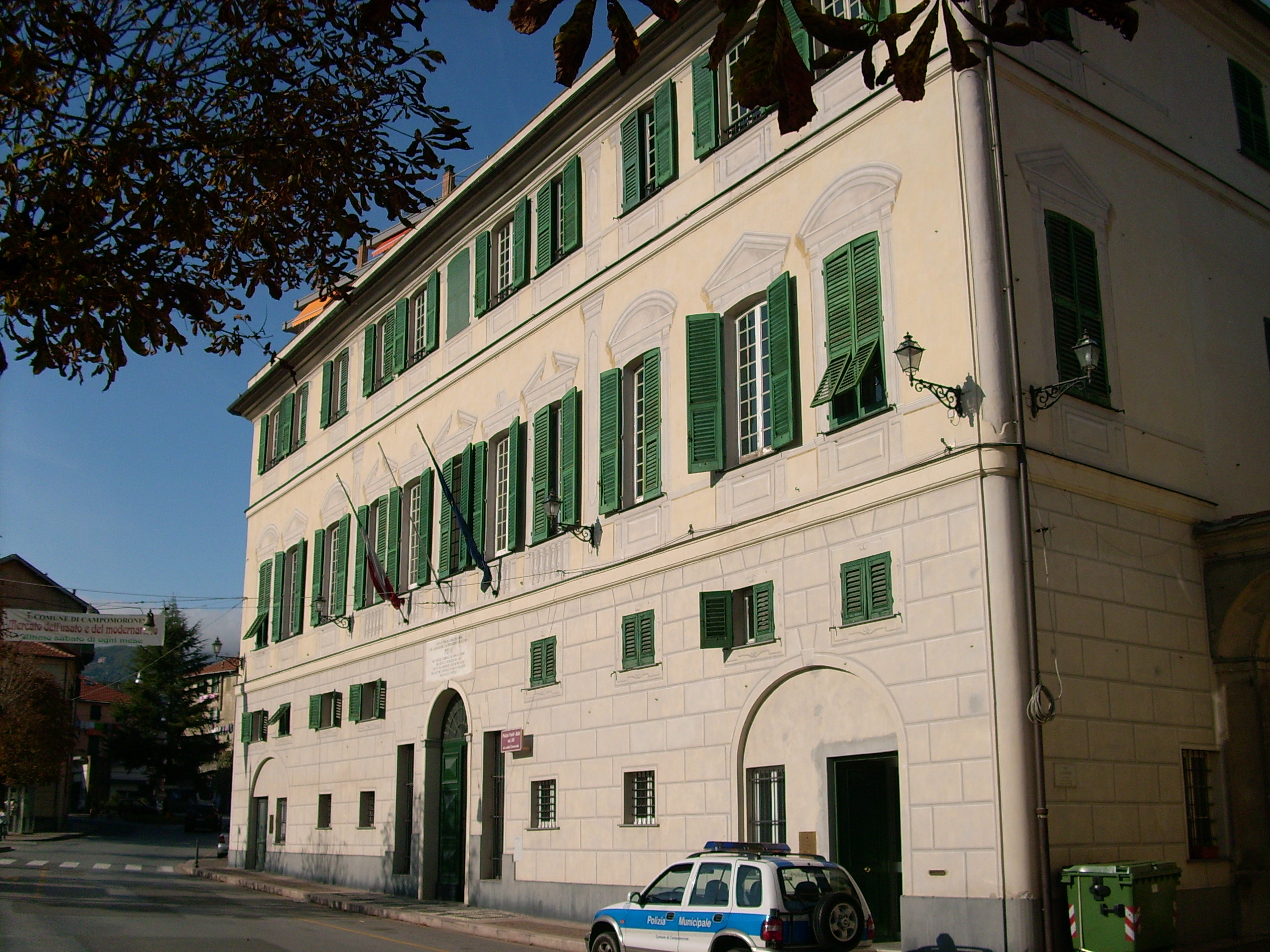
Palazzo Balbi a Campomorone

### Architetture religiose

#### Santuari
- Santuario di Nostra Signora della Guardia. Sorge nel comune di Ceranesi, sulla vetta del monte Figogna, a 804 m s.l.m. ed è la meta turistica più conosciuta della Val Polcevera, frequentata non solo nel contesto del turismo religioso, ma anche da semplici turisti, per l'ampio panorama che si può osservare dal piazzale antistante. Il santuario deve la sua origine all'apparizione della Madonna, il 29 agosto 1490, al contadino Benedetto Pareto, al quale la Vergine chiese di far costruire una cappella sul monte. Il primo santuario, costruito nel 1530, fu sostituito nell'Ottocento dall'attuale edificio, inaugurato nel 1890. Durante le rispettive visite pastorali alla città di Genova sono saliti al santuario i papi Giovanni Paolo II (22 settembre 1985) e Benedetto XVI (18 maggio 2008).
- Santuario di Nostra Signora della Vittoria. Sorge nel comune di Mignanego, sul passo del Pertuso, a 650 m s.l.m. Fu costruito, in segno di ringraziamento per l'intercessione della Madonna, nel luogo dove il 10 maggio 1625 pochi soldati della Repubblica di Genova, affiancati da volontari polceveraschi, misero in fuga l'esercito del Duca Carlo Emanuele I di Savoia che, a causa di questa sconfitta, dovette rinunciare alle sue mire sulla città di Genova. Dal piazzale si ha un'ampia vista sulla Valpolcevera, dal passo dei Giovi fino al mare. Distrutto durante la guerra di successione austriaca, tra il 1746 e il 1747 il santuario fu ricostruito nel 1751.
- Santuario di Nostra Signora Incoronata. La chiesa di Santa Maria e San Michele Arcangelo, più conosciuta come Santuario di Nostra Signora Incoronata sorge sulla collina di Coronata, nel quartiere di Cornigliano. La piccola chiesa dedicata a S. Michele, che la tradizione la fa risalire all'VIII secolo divenne un santuario mariano quando una statua lignea della Madonna con il Bambino, trovata sulla spiaggia di Sampierdarena dopo un naufragio, secondo la leggenda sarebbe stata miracolosamente trasportata nella chiesa. Ricostruita alla fine del XV secolo, più volte rimaneggiata, fu quasi completamente distrutta dai bombardamenti aerei durante la seconda guerra mondiale e ricostruita negli anni cinquanta. Nel santuario sono conservate due statue lignee, dette Pacciûgo e Pacciûga, raffiguranti una coppia di sposi in costumi genovesi del Settecento, ai quali è legata una leggenda popolare ambientata nell'XI secolo.
- Santuario di Nostra Signora del Garbo. La chiesa di Santa Maria del Garbo in Polcevera, oggi chiesa parrocchiale della piccola frazione del quartiere di Rivarolo, ritenuto il più antico santuario della Val Polcevera, è citata per la prima volta in un documento del 1365. Fu costruita nei primi decenni del XIV secolo in seguito al ritrovamento nel cavo (in ligure garbo) di un albero di castagno di un'immagine della Madonna incisa su una tavoletta. La chiesa, ricostruita nel 1631 e completamente ristrutturata nel 1881, fu eretta in parrocchia nel 1931.[38]
- Santuario di San Rocco, risalente al XVI secolo, sorge a Pedemonte, frazione capoluogo del comune di Serra Riccò, alla confluenza tra il rio Pernecco e il torrente Secca, nel luogo in cui, secondo la tradizione, durante uno dei suoi viaggi, San Rocco aveva sostato in preghiera.

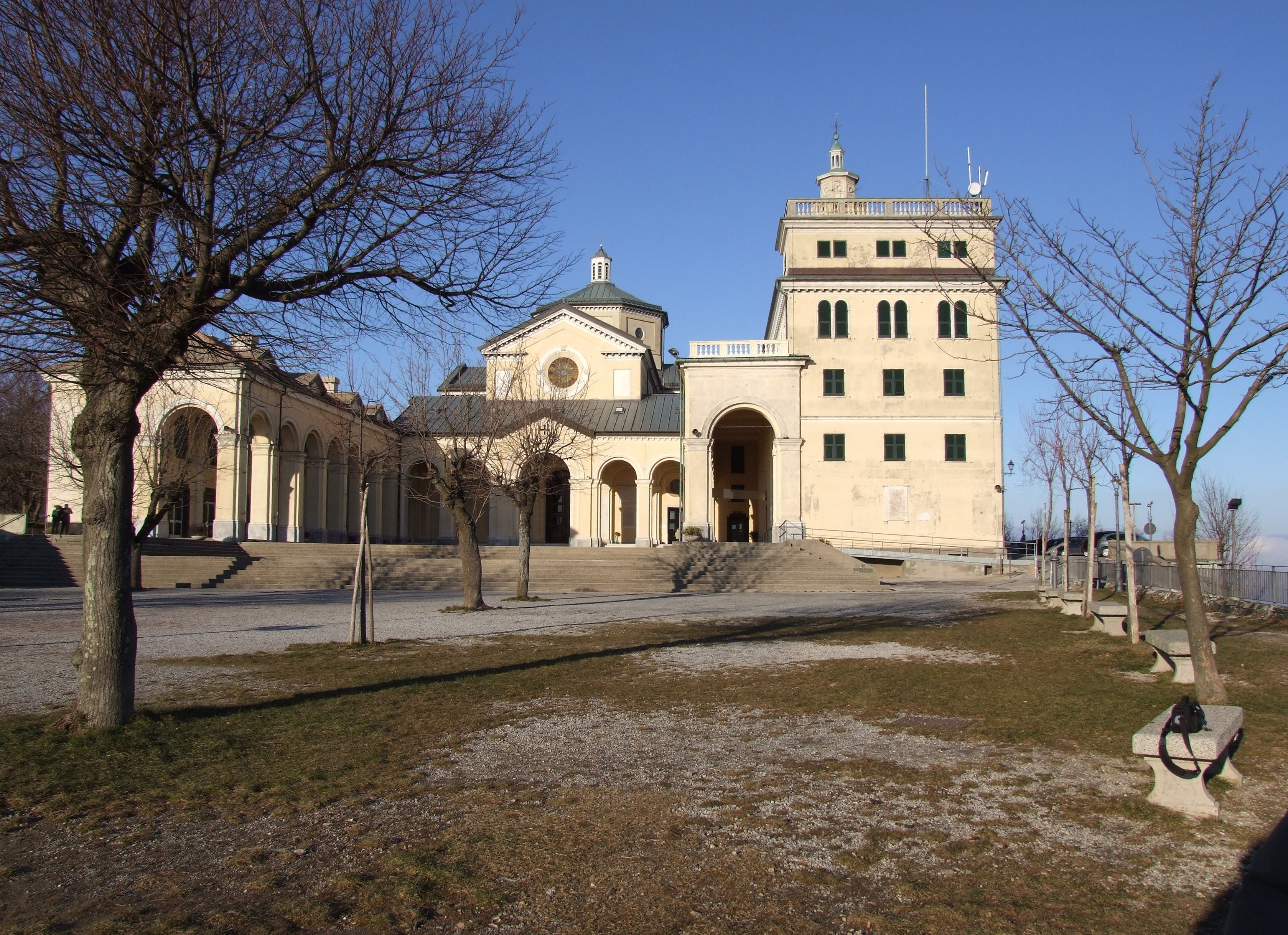
Santuario della Guardia
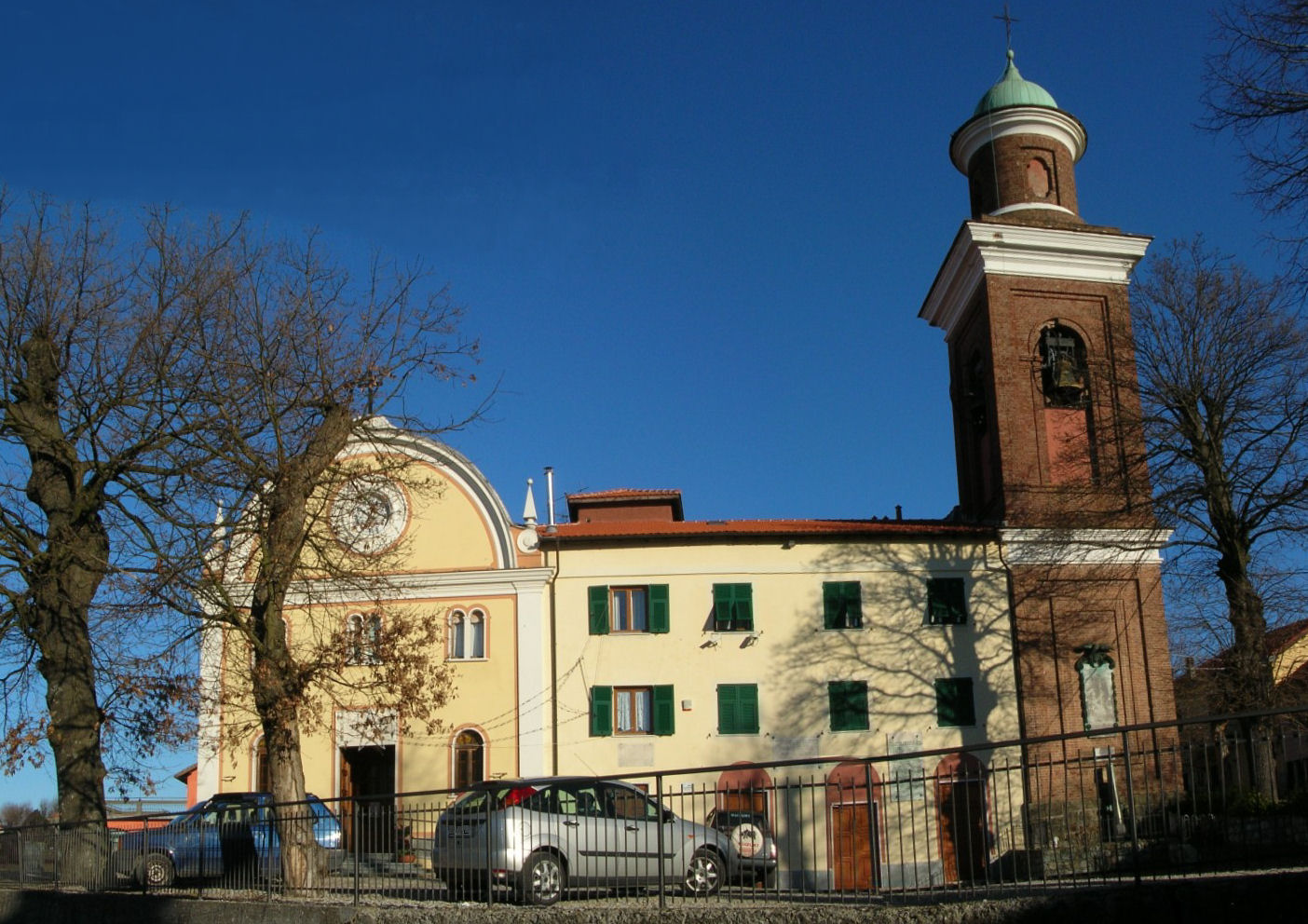
Santuario della Vittoria
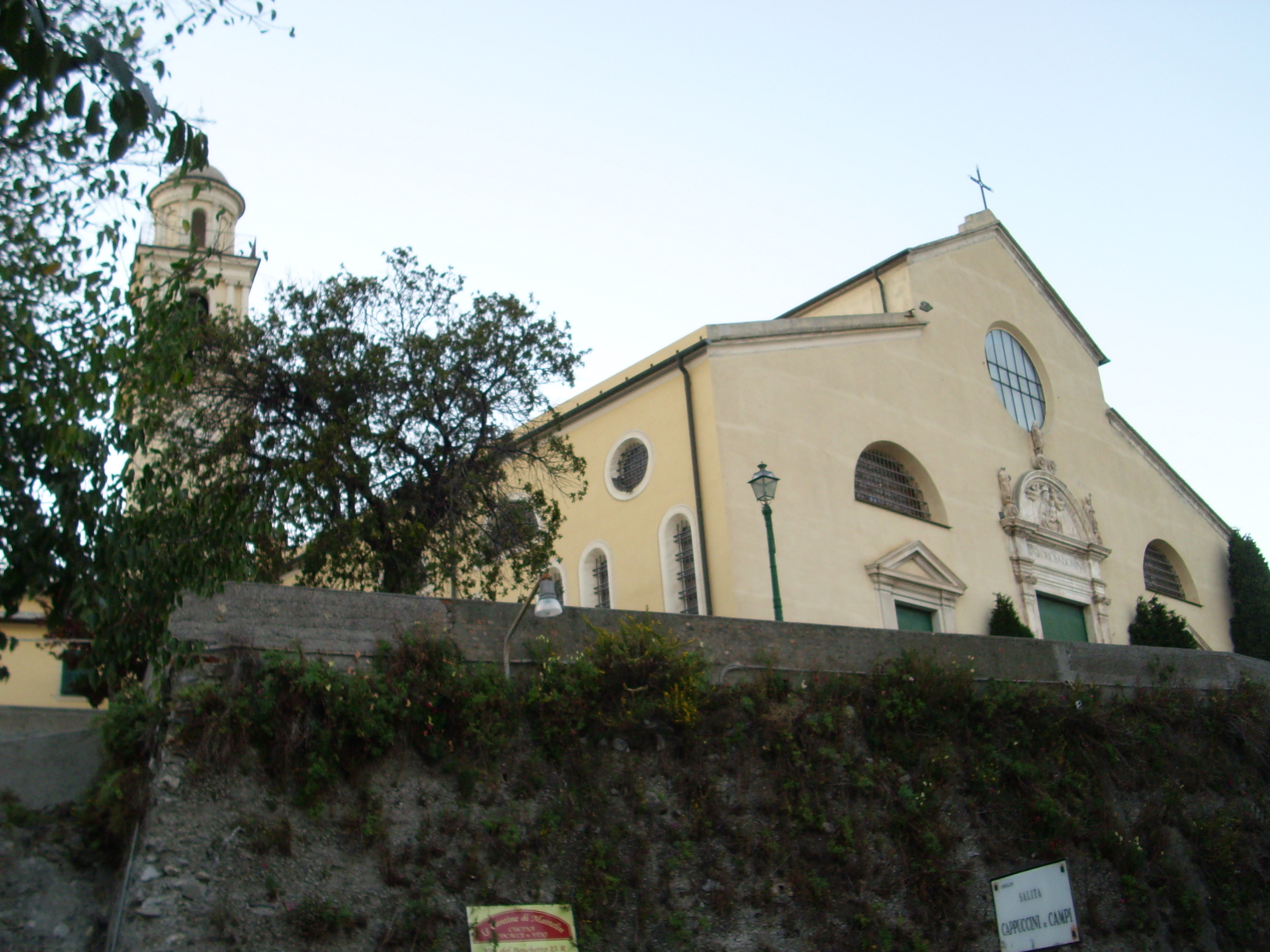
Santuario di Coronata
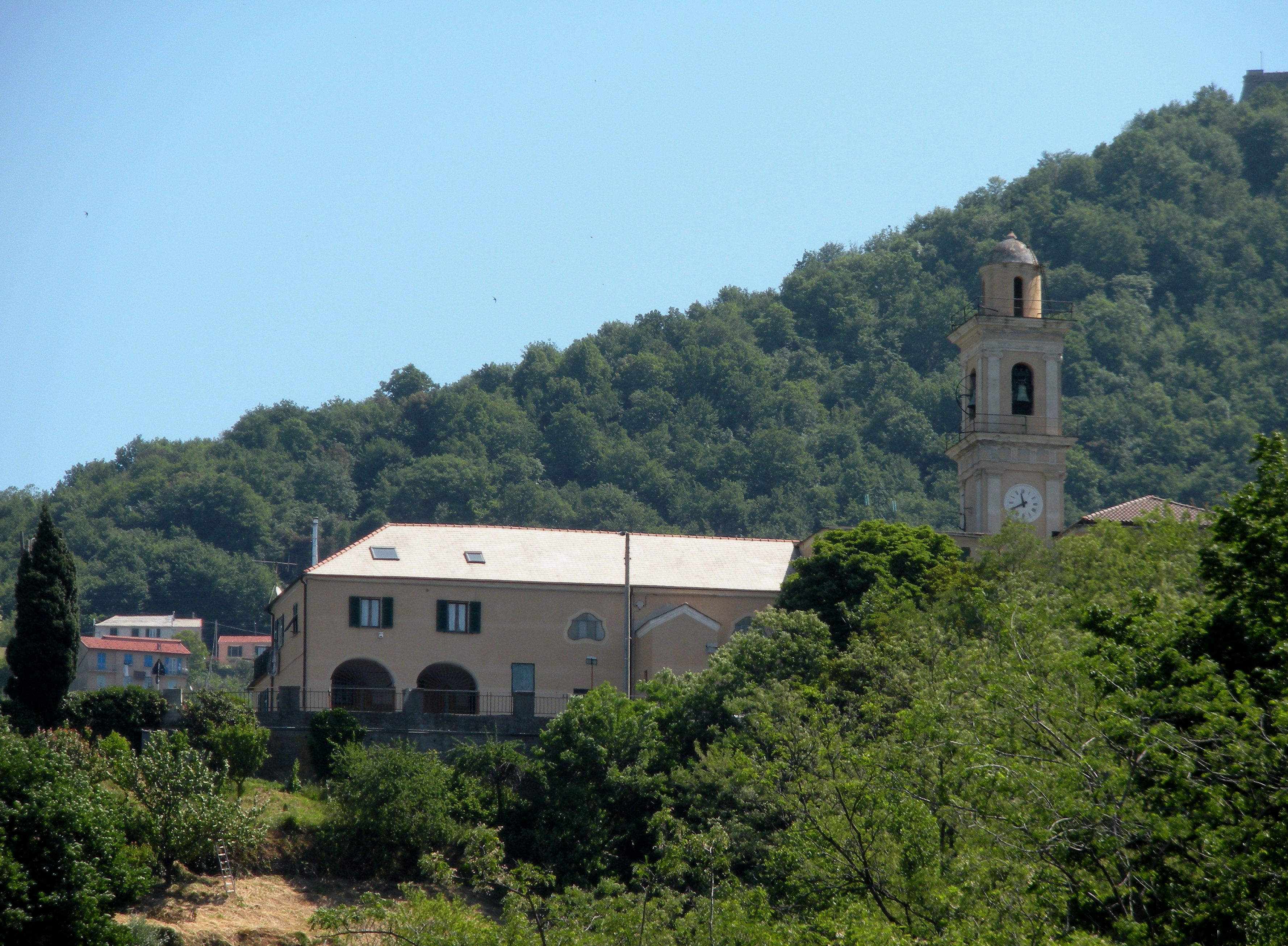
Santuario del Garbo
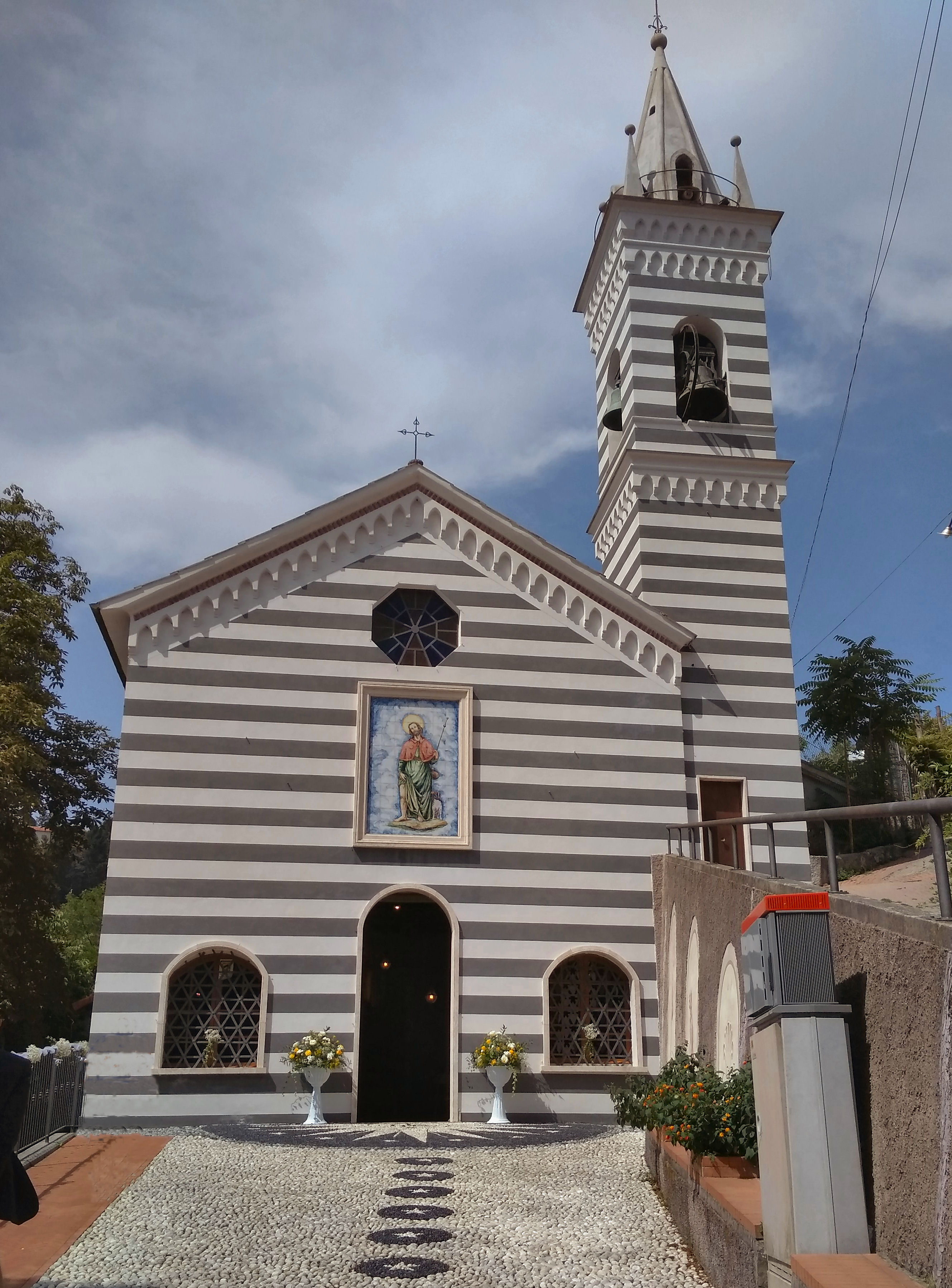
Santuario di San Rocco a Pedemonte

#### Complessi conventuali
- Complesso di San Bartolomeo della Certosa. Il monastero certosino, che dà il nome al quartiere rivarolese di Certosa, fu fondato alla fine del XIII secolo da Bartolomeo (Bartolino) Dinegro; l'annessa chiesa in suo onore fu dedicata a Bartolomeo apostolo. Il piccolo complesso fu ampliato nel Cinquecento, grazie a donazioni delle famiglie Dinegro, Doria e Spinola. Nel 1801, abbandonato dai certosini per le leggi di soppressione degli ordini religiosi, la chiesa passò al clero secolare e divenne parrocchia. Conserva alcune notevoli opere d'arte, tra cui un'Incoronazione di spine, recentemente attribuita al Caravaggio.[39],[40]
- Abbazia di San Nicolò del Boschetto. Si affaccia su Corso F.M. Perrone, ai margini dell'area industriale di Campi (Cornigliano). In questo luogo, nel 1311, il patrizio genovese Magnone Grimaldi fece costruire una cappella che un secolo dopo la famiglia Grimaldi donò ai monaci Benedettini, finanziando la costruzione del complesso monastico. Nella chiesa vi sono diverse tombe dei Grimaldi e di altre famiglie patrizie genovesi. Il monastero fu abbandonato dai monaci all'inizio del XIX secolo, a causa delle leggi di soppressione degli ordini religiosi, e divenne proprietà privata della famiglia Delle Piane. I monaci vi ritornarono dal 1912, e vi rimasero fino al 1958, quando il complesso fu affidato all'Opera Don Orione.
- Chiesa di San Francesco alla Chiappetta. Fu edificata con l'annesso convento alla fine del XIII secolo, grazie a una donazione dei nobili Lercari e completamente rimaneggiata nella seconda metà del Seicento, con la costruzione del chiostro e la trasformazione dell'interno in stile barocco. Abbandonato il convento dai francescani nel 1798, a seguito delle leggi di soppressione degli ordini religiosi, la chiesa fu affidata al clero diocesano fino al 1896, quando i frati vi fecero ritorno. Nel 1961 la chiesa fu eretta in parrocchia.
- Convento dei Cappuccini. Si trova nel cuore del borgo antico di Pontedecimo e fu fondato nel 1640. Per due volte fu abbandonato dai frati per le leggi di soppressione degli ordini religiosi: una prima volta nel 1810, facendovi ritorno del 1814 e nuovamente nel 1866, quando il complesso fu messo all'asta e acquistato da un benefattore, che lo riconsegnò ai Cappuccini, che ancora oggi lo officiano.

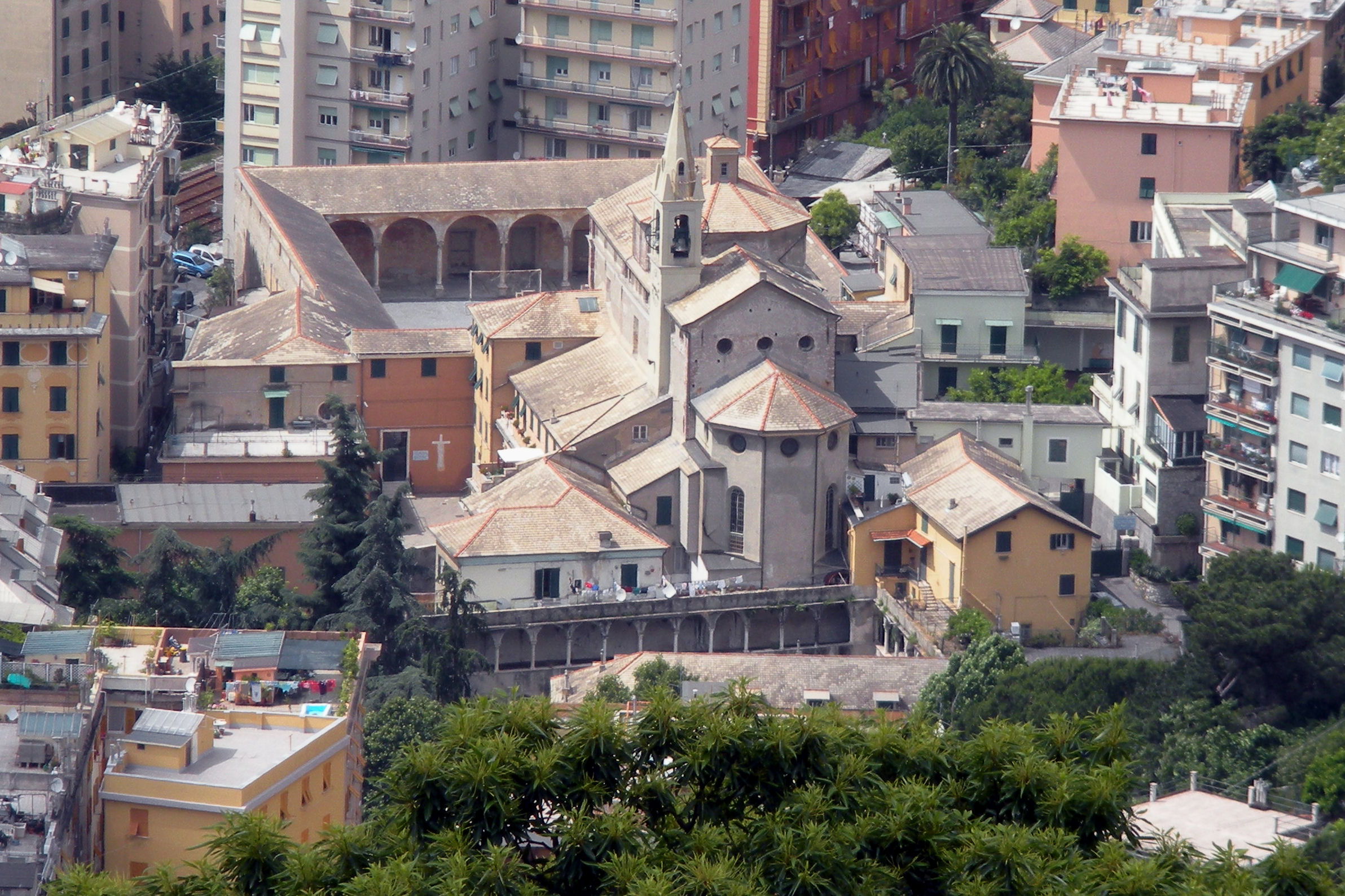
Il complesso di S. Bartolomeo della Certosa
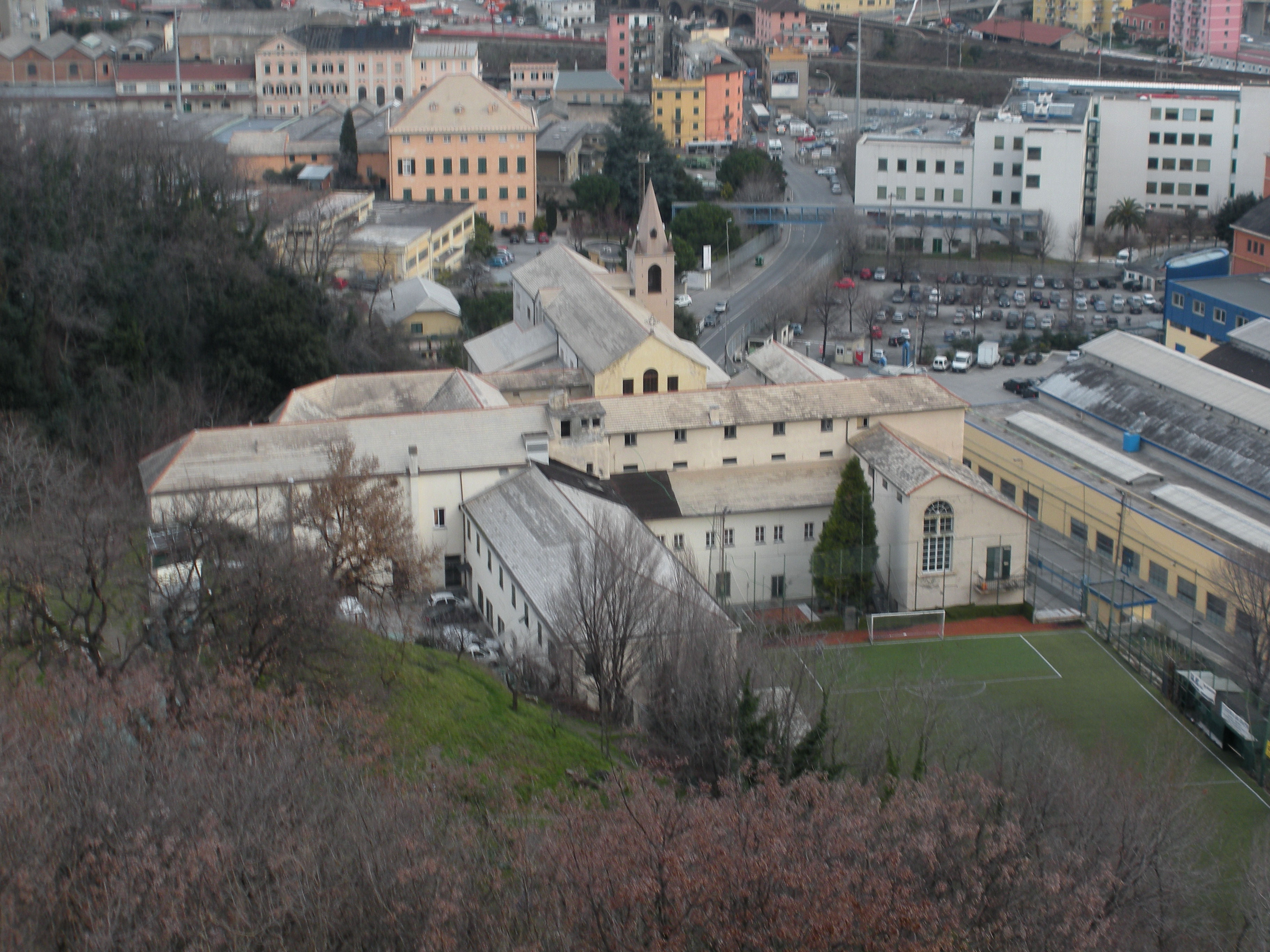
La Badia del Boschetto
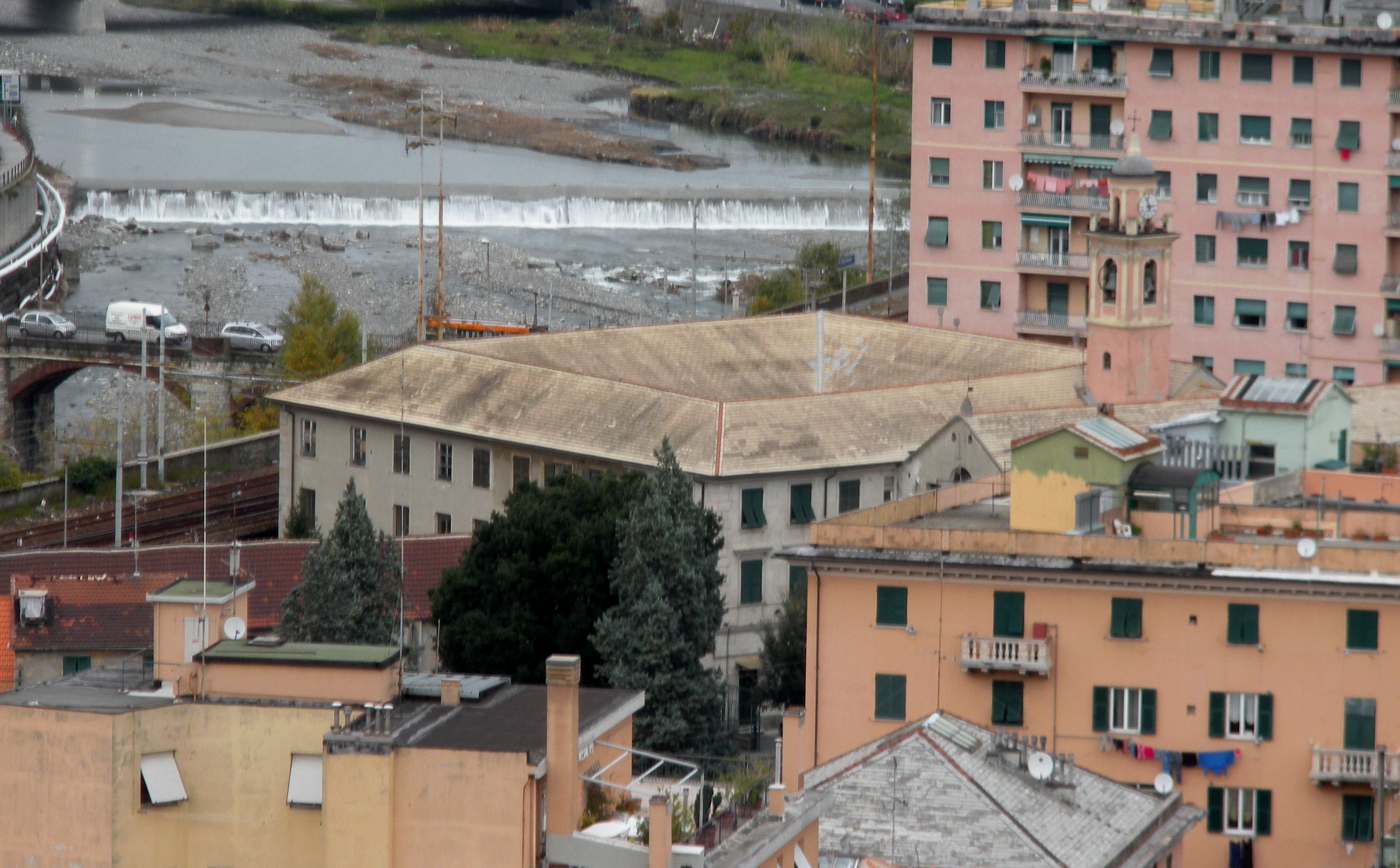
Il convento di San Francesco alla Chiappetta visto dalle alture di Bolzaneto

#### Chiese
Numerose e di antica origine sono le chiese cattoliche della Val Polcevera. Molte di esse sono fatte risalire ai primi secoli del Cristianesimo, anche se per la maggior parte non esistono notizie documentate prima del 1143, quando furono citate, insieme a numerose altre chiese genovesi, nel "Registro delle Decime" voluto dall'arcivescovo di Genova Siro II. Quasi tutte hanno subito ricostruzioni e ristrutturazioni nel corso dei secoli, ed oggi si presentano generalmente nell'aspetto barocco dovuto ai rifacimenti seicenteschi. Di seguito sono elencate le chiese più significative per ragioni storiche o artistiche. Oltre a queste ne esistono altre, costruite tra l'Ottocento e il Novecento per far fronte all'incremento della popolazione.

##### Rivarolo

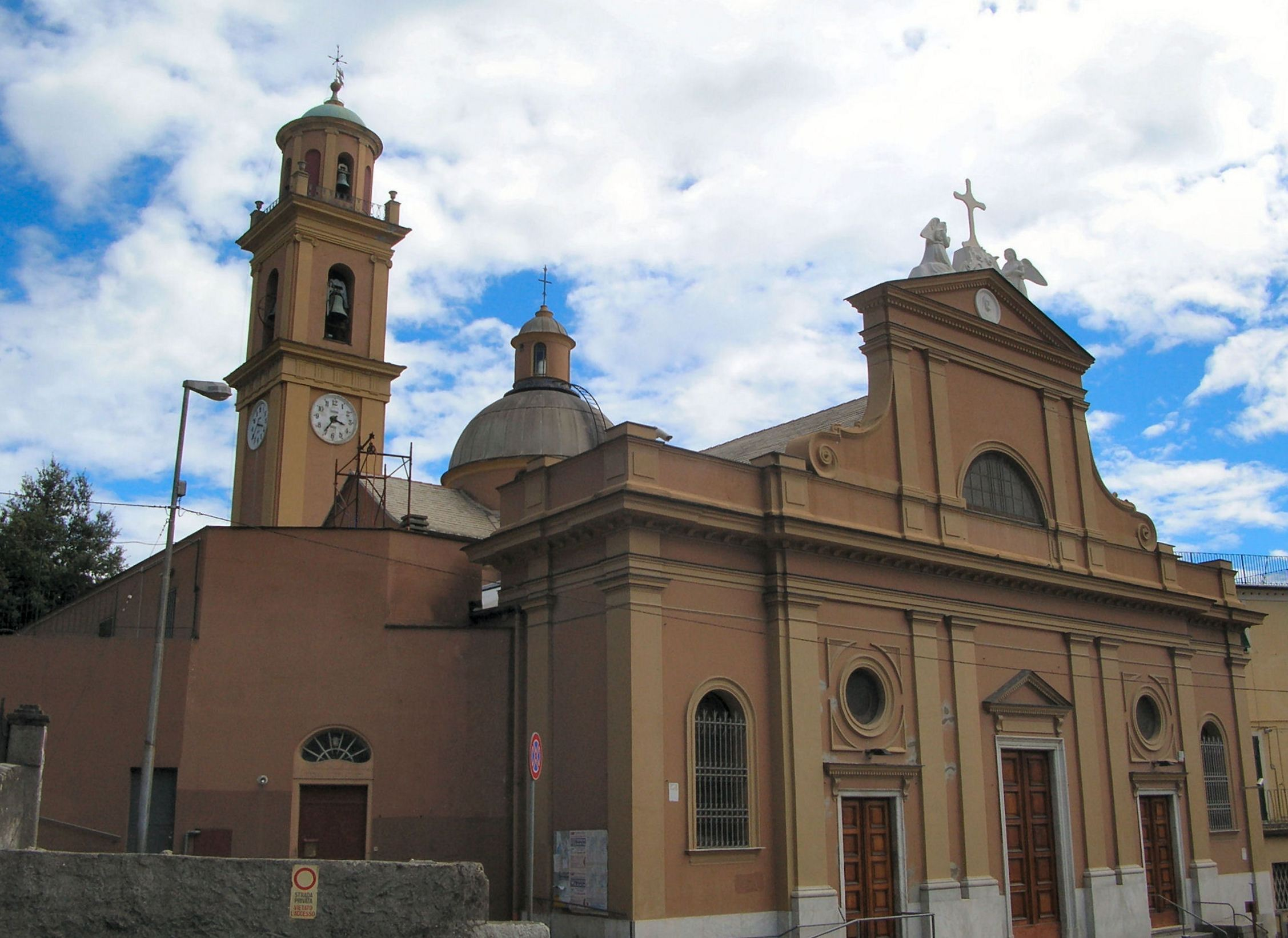
La chiesa di Santa Maria Assunta

- Chiesa di Santa Maria Assunta. Citata in un documento del 1012, fu un'importante pieve della bassa Val Polcevera. Più volte rimaneggiata fu completamente ricostruita tra il 1643 e il 1646.
- Chiesa di Santa Caterina in Begato. Citata per la prima volta in un documento del 1514; ricostruita ed eretta in parrocchia nel XVII secolo, subì gravi danni nelle guerre del 1747 e del 1800 e fu nuovamente ricostruita nel XIX secolo.
- Chiesa di Sant'Ambrogio di Fegino. Citata in un documento del 1122, ricostruita nel XVII secolo e completamente ristrutturata nel 1871, quando fu innalzata anche la grande cupola.
- Chiesa di Sant'Anna di Teglia. Costruita nel 1834 sul sito di una precedente cappella seicentesca ed eretta in parrocchia nel 1884.

##### Bolzaneto

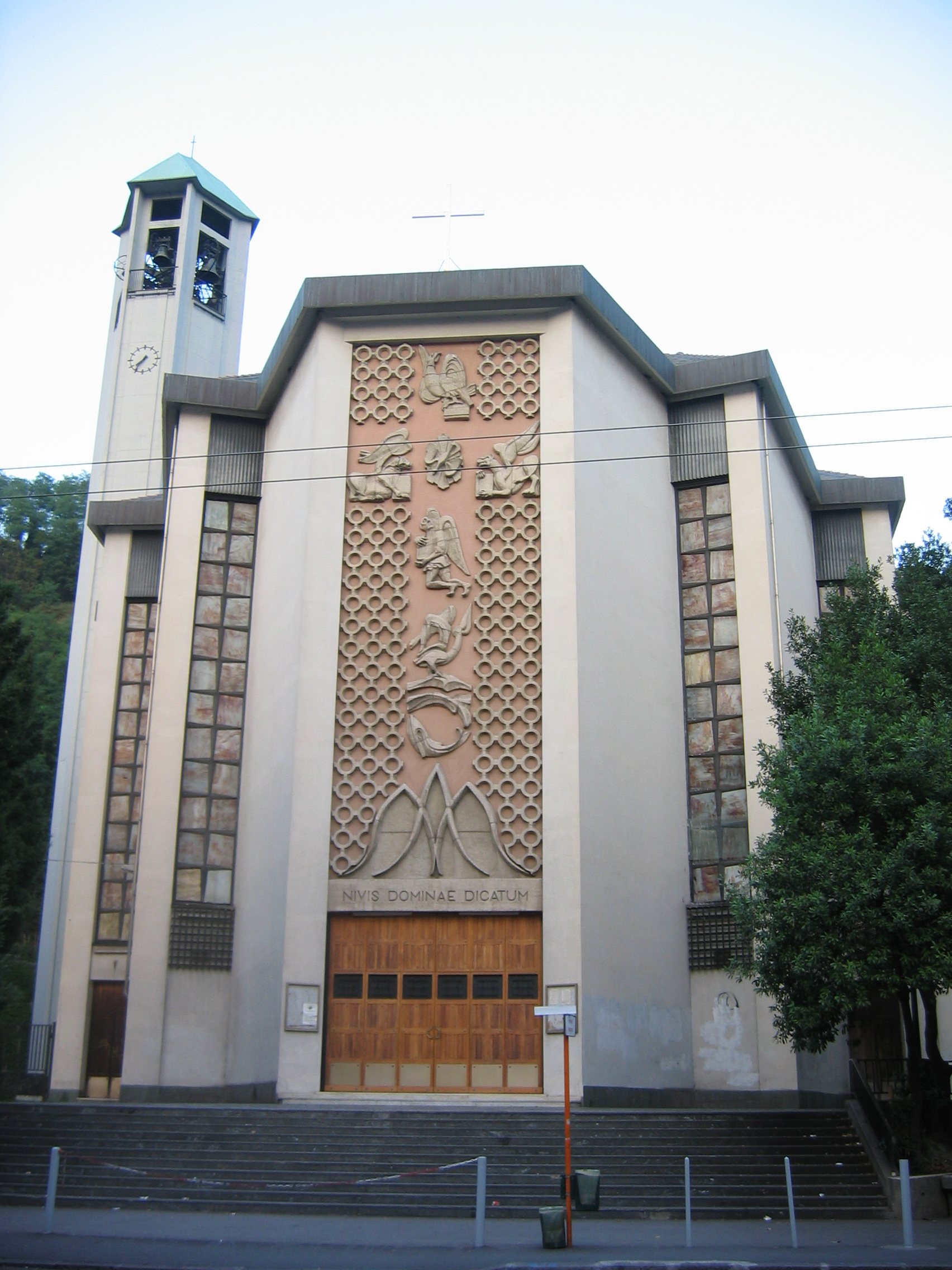
La chiesa di Nostra Signora della Neve

- Chiesa di Nostra Signora della Neve. Sorge nel centro del quartiere. Il primo edificio risaliva al XIV secolo e fu più volte ricostruita. Nel 1856 vi fu trasferito il titolo parrocchiale da S. Felice di Brasile. Negli anni cinquanta del Novecento fu riedificata in altro sito, poco distante da quello originario, ma più vicino al moderno centro del quartiere.
- Chiesa di San Martino di Murta. Già esistente nel 1143, fu eretta in parrocchia nel 1201; completamente ricostruita nel XVIII secolo.
- Chiesa di San Pietro Apostolo di Cremeno. Citata per la prima volta nel 1254, fu ricostruita ed eretta in parrocchia nel 1642.
- Chiesa di Sant'Andrea Apostolo di Morego. Citata la prima volta nel "Registro Arcivescovile" del 1143, nel tempo fu ricostruita tre volte; l'attuale costruzione risale al 1659.
- Chiesa di Santo Stefano in Geminiano. Costruita nel X secolo come cappella sepolcrale della famiglia Campofregoso, divenne parrocchia nel XVI secolo; fu ricostruita intorno al 1760 ed ampliata tra la fine dell'Ottocento e il 1904.
- Chiesa di Nostra Signora del Buon Consiglio, nella località Brasile. Risalente secondo la tradizione al VI secolo, era un tempo parrocchiale dedicata a S. Felice Papa. Dal 1856, dopo il trasferimento del titolo parrocchiale alla chiesa di N.S. della Neve, è intitolata a N.S. del Buon Consiglio. Fu completamente rifatta negli anni venti del Novecento.[41]

##### Pontedecimo

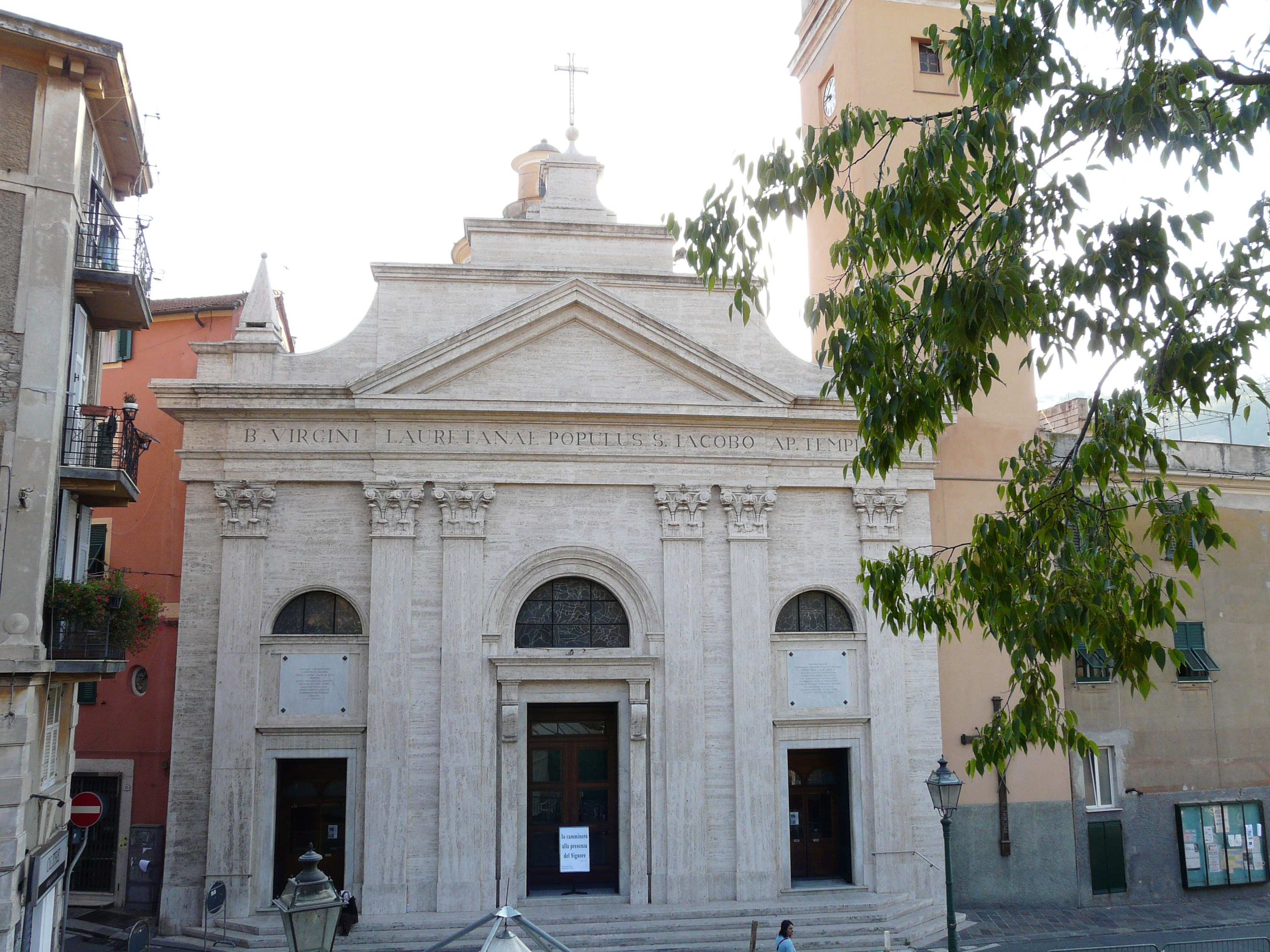
La parrocchiale di San Giacomo Maggiore

- Chiesa di San Giacomo Maggiore. Costruita nel XII secolo, fu sottoposta a lavori di ristrutturazione dal 1750 al 1755, trasformando l'originale stile romanico in barocco. Eretta in parrocchia nel 1857, fu completamente ricostruita tra il 1869 e il 1872.
- Chiesa di Sant'Antonino Martire in Cesino. Intitolata a Sant'Antonino di Piacenza, è citata nel "Registro Arcivescovile" del 1143, ma è ritenuta di epoca anteriore. Intorno alla metà del Seicento fu sottoposta ad un completo rifacimento, in stile Barocchetto genovese.
- Chiesa dei Santi Quirico e Giulitta. Si ritiene che una cappella, dedicata ai Santi Quirico e Giulitta, esistesse già intorno all'anno mille, ma è citata per la prima volta nel 1143 sul "Registro Arcivescovile", come cappella soggetta alla pieve di San Cipriano. Ricostruita nel XVII secolo e nuovamente intorno alla metà del XIX secolo.
- Chiesa di San Biagio. Costruita sul sito di un'antica rocca difensiva, è anch'essa citata per la prima volta nel 1143 sul "Registro Arcivescovile" come cappella dipendente dalla pieve di San Cipriano, e divenne parrocchia autonoma nel Duecento.

##### Campomorone

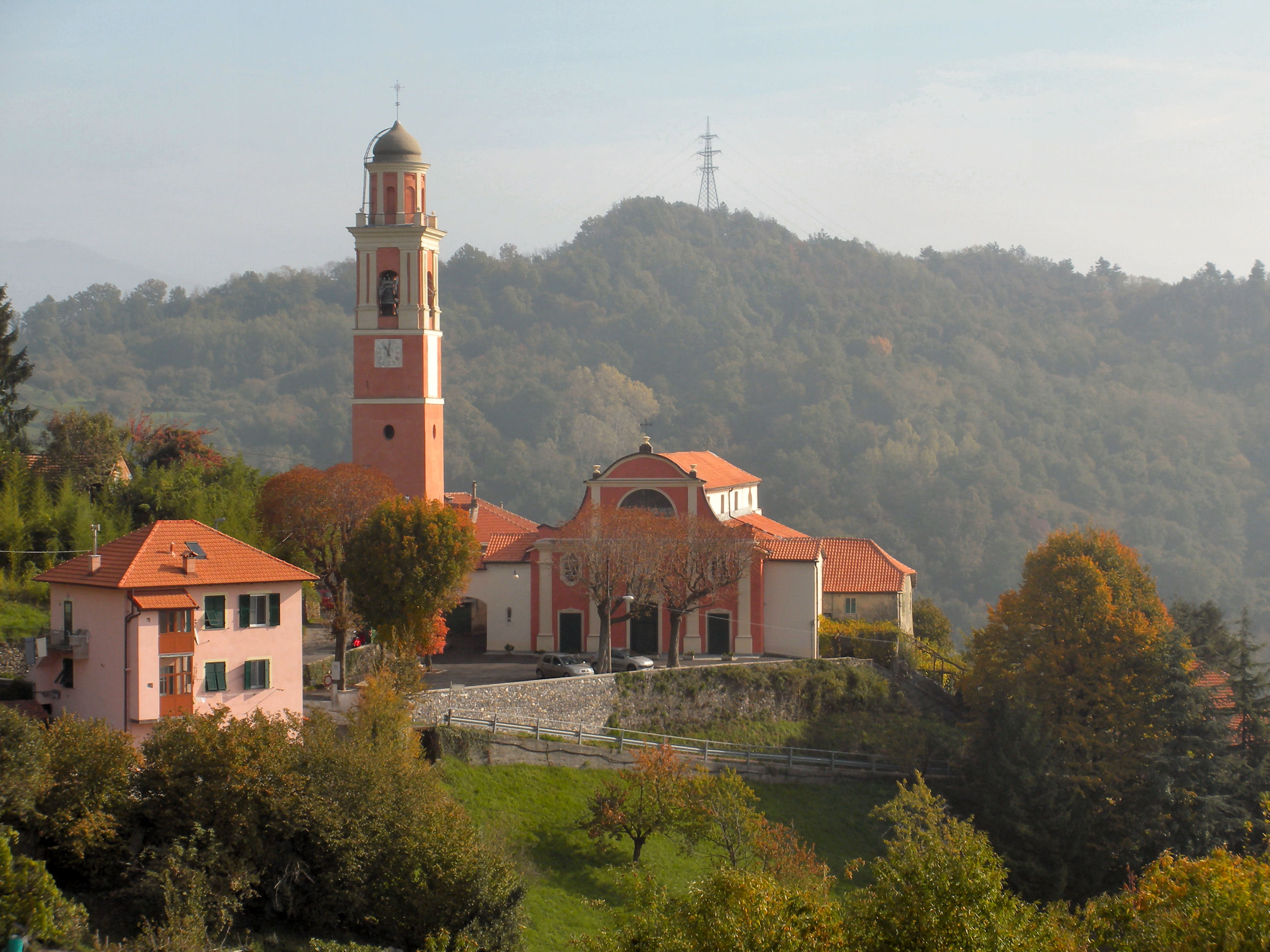
La parrocchiale di San Siro a Langasco

- Chiesa di San Bernardo. Si trova nella piazza principale del capoluogo ed è sede del vicariato di Campomorone dell'arcidiocesi di Genova. La prima chiesa fu costruita nel XVI secolo nel luogo dove già sorgeva una cappella dedicata a santa Caterina d'Alessandria e menzionata in un documento del 1490. Eretta in parrocchia nel 1832, fu completamente ricostruita tra il 1887 e il 1893.
- Chiesa di San Bartolomeo, nella frazione di Cravasco. La chiesa è menzionata in documenti del 1631; subì diversi interventi di ampliamento e restauro nel corso del XVIII e del XIX secolo e divenne parrocchia autonoma nel 1890.
- Chiesa di San Michele Arcangelo nella frazione di Gallaneto. La sua esistenza è attestata da documenti storici dei primi anni del XIII secolo; fu più volte restaurata ed ampliata tra il XVII e il XIX secolo.
- Chiesa di Sant'Andrea nella frazione di Isoverde. Citata in un atto notarile 1197, divenne parrocchia autonoma nel XVI secolo; fu ricostruita nel 1609 e nuovamente intorno alla metà del XVIII secolo.
- Chiesa di San Siro nella frazione di Langasco. La chiesa è citata in un documento del 1003; andata completamente distrutta per cause sconosciute, fu ricostruita intorno al XVI secolo. Chiesa parrocchiale dal 1898, fu restaurata e decorata nel 1934.
- Chiesa di Santo Stefano nella frazione di Santo Stefano di Larvego, antica sede del comune. Fu una delle pievi più antiche della zona, citata in un documento del 1004; fu completamente ricostruita nel 1771, dopo i gravi danni subiti nella guerra del 1747.
- Chiesa dell'Ascensione di Nostro Signore nella frazione di Pietralavezzara. La chiesa è citata per la prima volta nei documenti redatti durante la visita di monsignor Francesco Bossi nel 1582. Fu ampliata nel 1609 (con l'occasione fu decorata con marmi verdi delle locali cave) e nuovamente nel 1878; fu eretta in parrocchia nel 1896.

##### Ceranesi

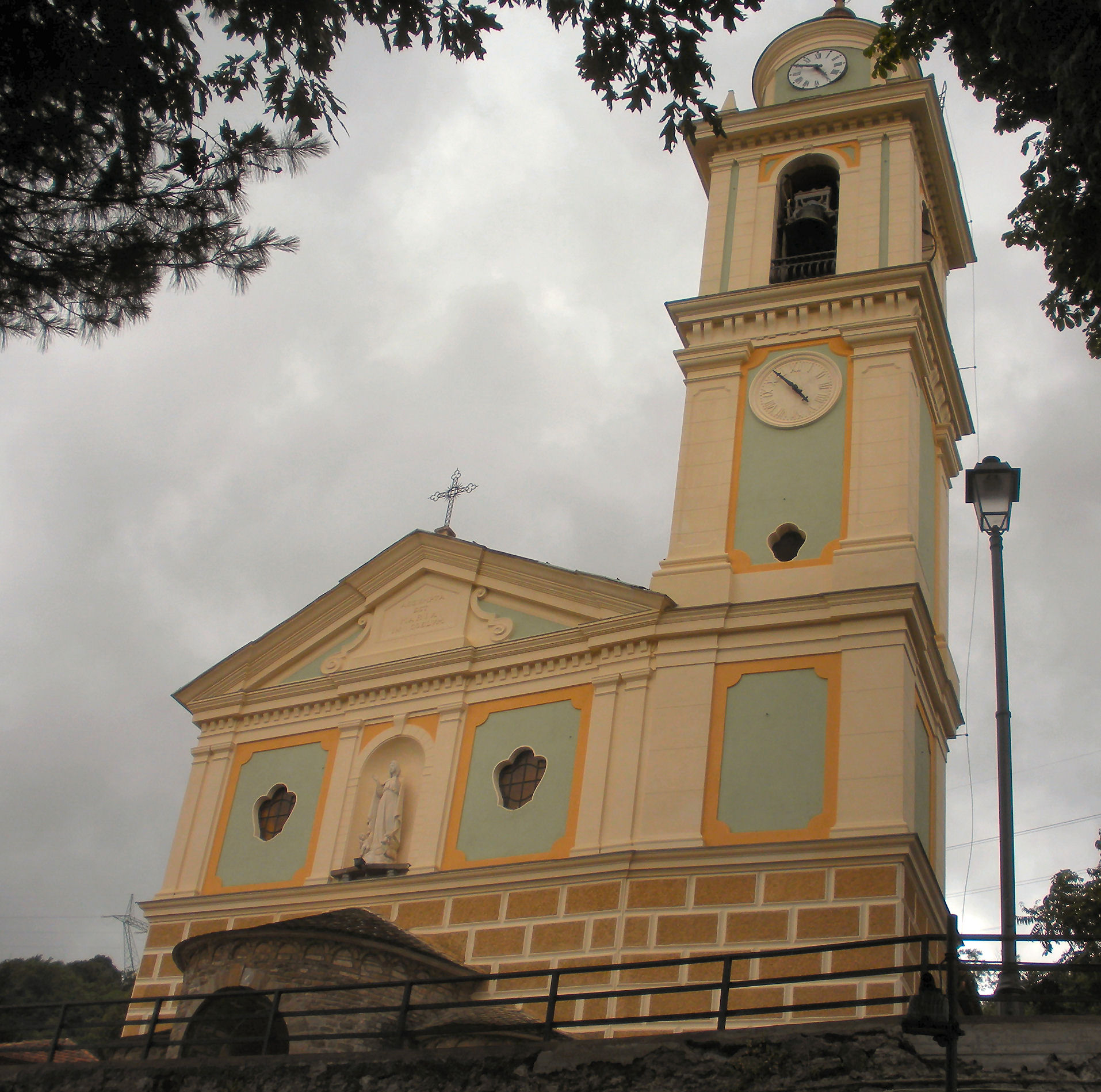
La parrocchiale di Santa Maria Assunta

- Chiesa di Santa Maria Assunta. La prima notizia storica della chiesa è una lapide posta all'esterno della stessa, che commemora dei lavori di rifacimento eseguiti nel 1209: è perciò presumibile che la sua costruzione sia antecedente a tale data. La chiesa attuale è il risultato dei restauri del 1580, quando fra l'altro la porta principale fu spostata dove si trovava l'abside, capovolgendo così la struttura.
- Chiesa di San Bartolomeo, nella frazione di Livellato. Poche sono le notizie storiche certe: la prima citazione ne attesta l'esistenza nel 1159; la chiesa appare oggi come venne descritta in documenti del 1650 e del 1735.
- Chiesa di San Martino nella frazione di San Martino di Paravanico. Citata per la prima volta nel 1088, fu ricostruita nel XVI secolo, restaurata nel 1743 ed ancora recentemente, negli anni ottanta del Novecento.
- Chiesa di San Lorenzo nella frazione di Torbi. L'attuale edificio fu costruito nei primi anni del XVII secolo, ma alcuni documenti ne attestano l'esistenza già nel 1311. Fu restaurata nel XIX secolo per riparare i danni causati dalla caduta di un fulmine.

##### Mignanego

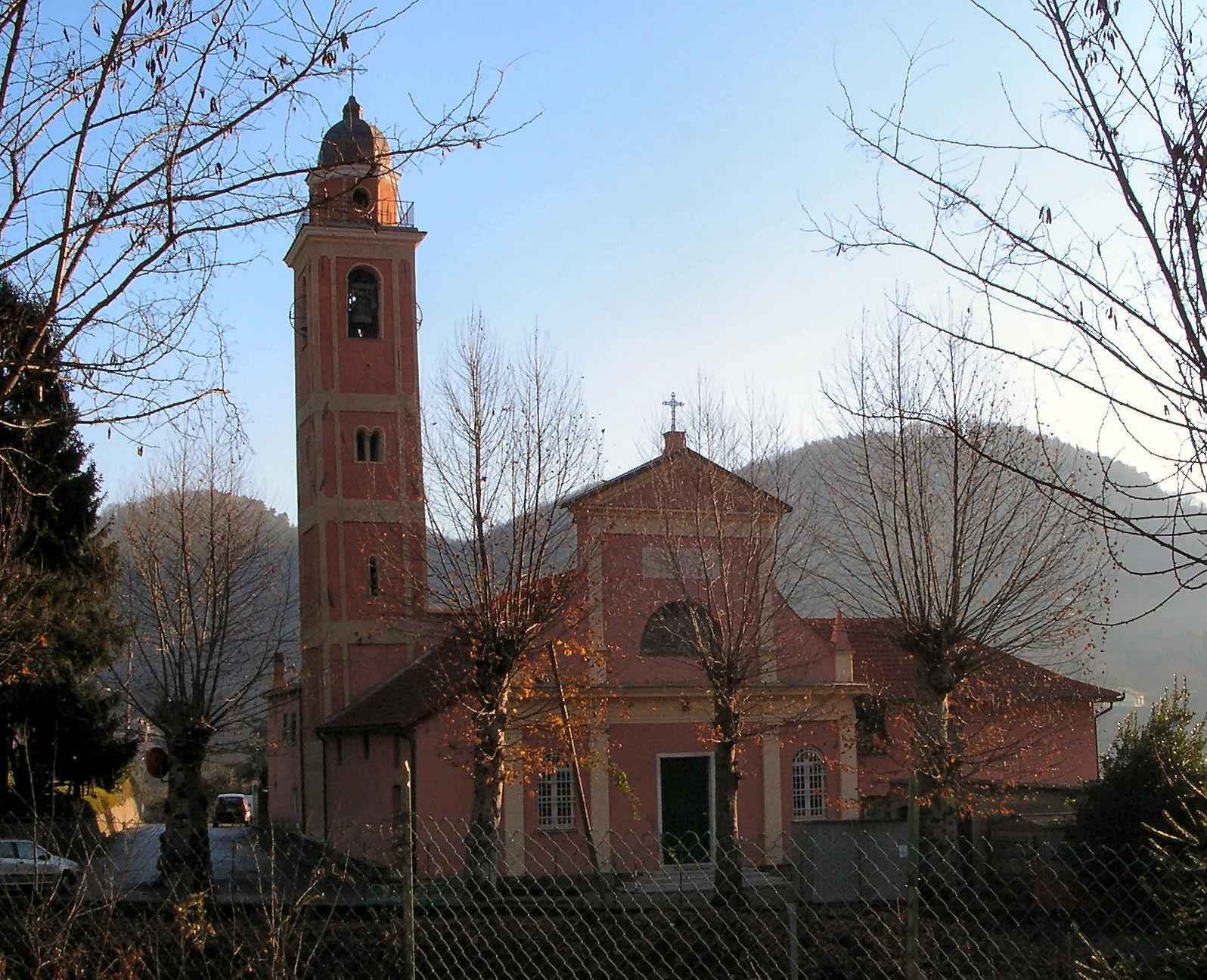
La chiesa di Sant'Ambrogio

- Chiesa di Sant'Ambrogio nel capoluogo (località Vetrerie). Citata in un documento del 1210, fu ampliata nel XVI secolo (nel XVII secondo altre fonti) e completamente ricostruita nel 1886. L'adiacente torre campanaria fu innalzata nel XV secolo sulla struttura di una torre difensiva medioevale.
- Chiesa di San Fruttuoso nella frazione di Fumeri. Citata per la prima volta nel 1222, fu completamente ricostruita intorno alla metà del XVIII secolo e subì diversi restauri nel corso del XIX secolo.
- Chiesa dell'Ascensione di Nostro Signore Gesù Cristo nella frazione Giovi. Fu costruita nel 1637 ed eretta in parrocchia l'anno seguente. Completamente ricostruita nel 1736 subì danni e saccheggi durante la guerra del 1747; fu ingrandita e ristrutturata nel XIX secolo.
- Chiesa di Sant'Andrea nella frazione di Montanesi. È citata per la prima volta in documenti del 1270. Il territorio della parrocchia comprende il santuario della Vittoria. Divenne parrocchia autonoma nel 1593.
- Chiesa di Santa Maria Assunta nella frazione di Paveto. Citata su documenti del 1203 e del 1232, divenne parrocchia nel XVI secolo; gravemente danneggiata durante la guerra del 1747, subì in seguito anche un incendio e fu chiusa al culto, mentre la sede parrocchiale fu trasferita dal 1776 nel vicino oratorio. La chiesa fu ricostruita solo nel 1873.

##### Sant'Olcese

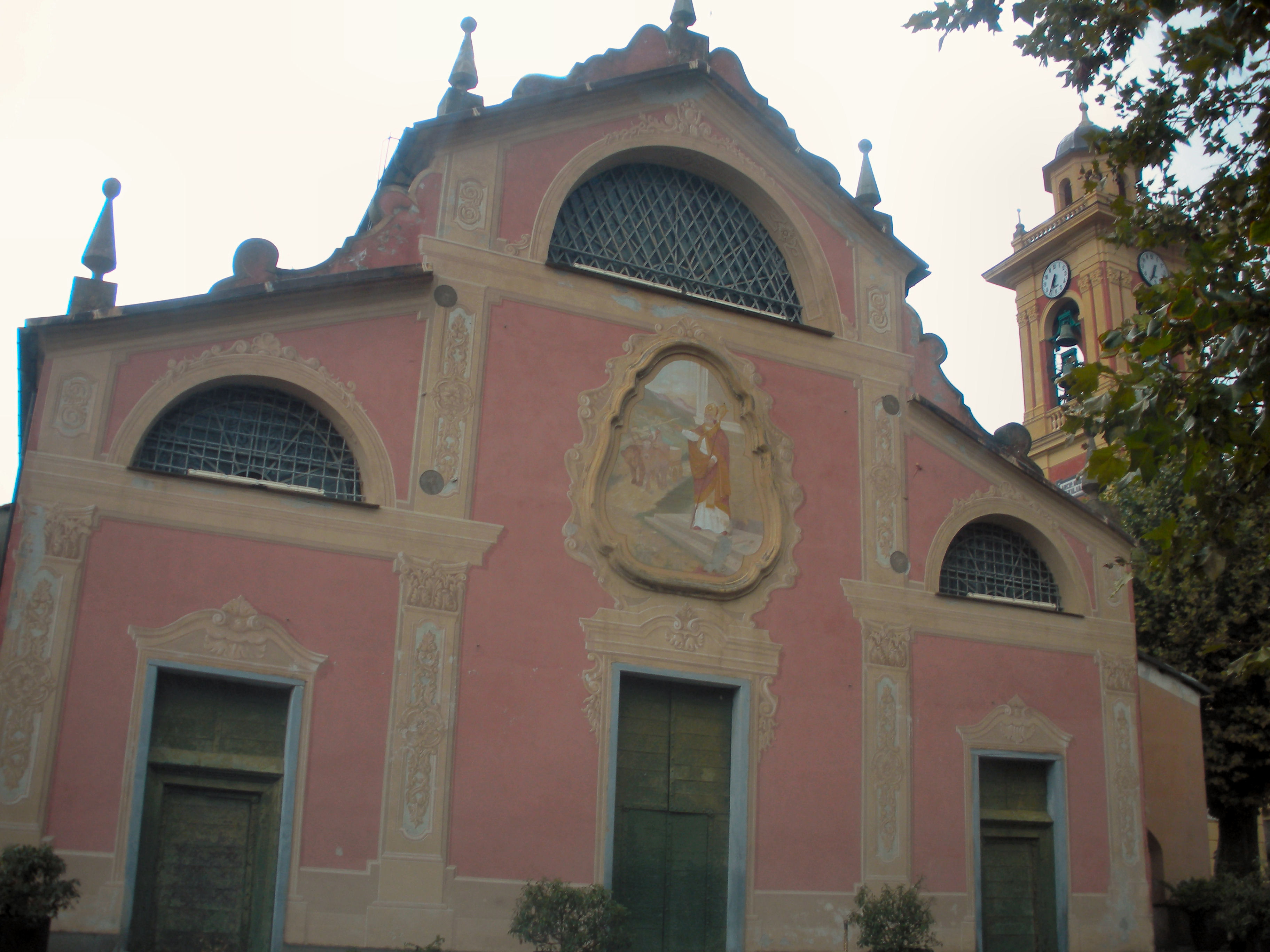
La chiesa di Sant'Olcese

- Chiesa di Sant'Olcese nella frazione omonima, che dà il nome al comune. Costruita secondo la tradizione nel V secolo dal santo omonimo, del quale conserva i resti mortali, è citata per la prima volta nel registro delle decime del 1143. Distrutta nel 1367 nel corso delle lotte di fazione che insanguinavano Genova nel XIV secolo, fu ricostruita nel 1387 e nuovamente nel 1635. Subì gravissimi danni e saccheggi nella guerra del 1747. Altri restauri furono eseguiti negli anni trenta del Novecento, quando fu costruito tra l'altro il nuovo campanile.
- Chiesa di Santa Margherita nella frazione di Casanova. Si ritiene che la chiesa risalga al 1100, ma la prima citazione storica certa è del 1212. Nel XIII secolo fu eretta in parrocchia. Lavori di ampliamento e restauro avvennero nel 1336, tra la fine del Seicento e l'inizio del Settecento e sul finire dell'Ottocento. Resa inagibile per i danni causati dall'alluvione dell'ottobre 1970, furono eseguiti lavori di consolidamento e restauro tra il 1975 e il 1980.
- Chiesa di Santa Maria Assunta nella frazione di Comago. Costruita secondo la tradizione da San Claro nel V secolo, ma la prima citazione documentata risale al 1191. Ampliata e restaurata all'inizio del XVII secolo divenne parrocchia autonoma nel 1639.
- Chiesa di San Martino nella frazione di Manesseno. Citata in un atto notarile del 1188 e suffraganea della comunità di Sant'Olcese, divenne parrocchia autonoma nel 1639.

##### Serra Riccò

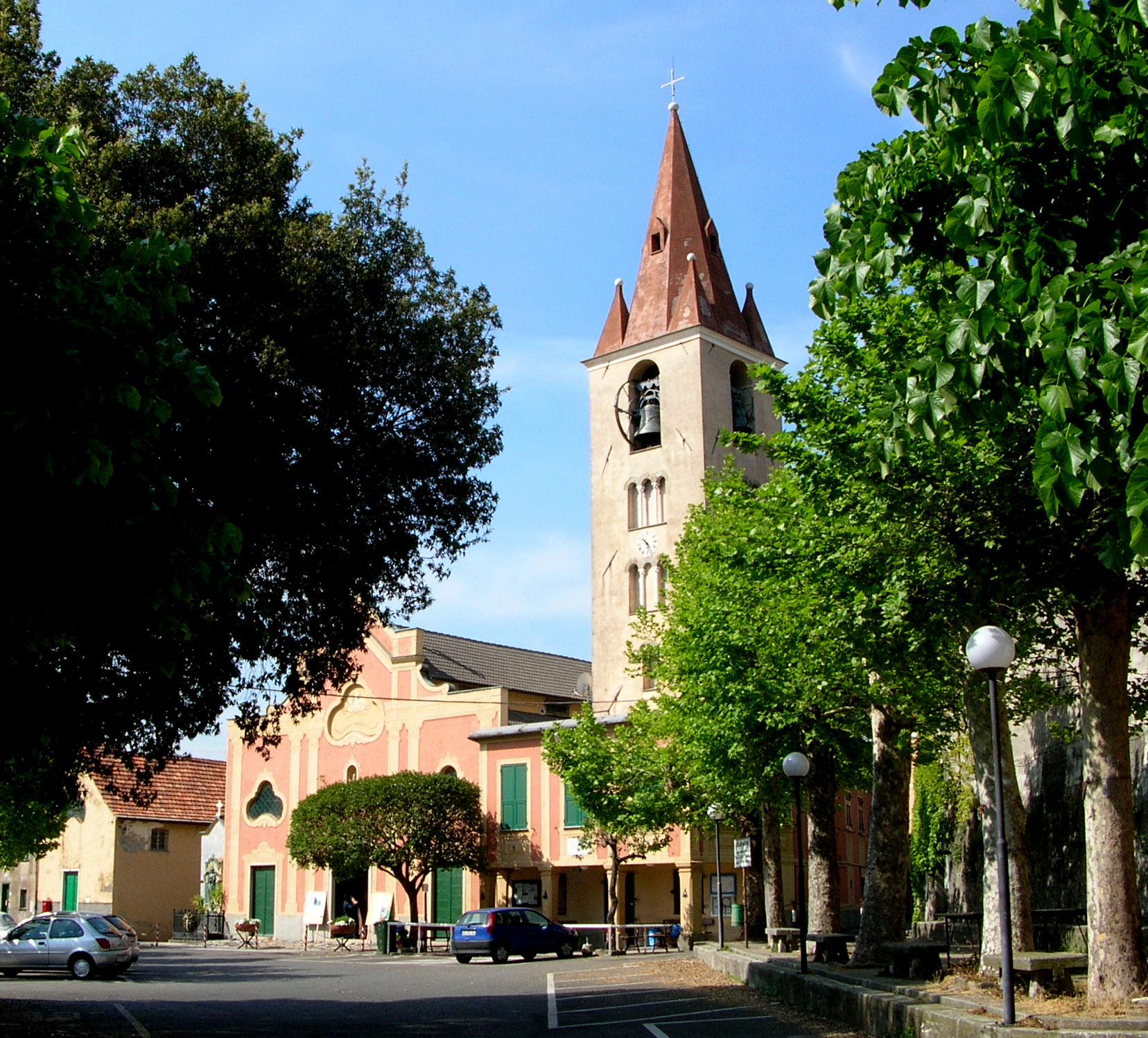
La chiesa di San Cipriano

- Chiesa della Santissima Annunziata nella frazione capoluogo, Pedemonte. Citata la prima volta in un documento del 1251 come cappella intitolata a Santa Maria Maddalena, alla fine del XVI secolo fu intitolata alla Santissima Annunziata. Fu completamente ricostruita nel 1660 e nuovamente nel 1771 dopo i gravi danni causati dalla guerra del 1747. Il territorio della parrocchia comprende il santuario di San Rocco.
- Chiesa di San Lorenzo martire nella frazione di Orero. Citata nel "Registro Arcivescovile" del 1143 come dipendenza della pieve di Sant'Olcese fu completamente riedificata nel XV o nel XVI secolo ed eretta in parrocchia nella prima metà del XVII secolo.
- Chiesa dei Santi Cornelio e Cipriano nella frazione di San Cipriano. Risale secondo la tradizione al IX secolo, ma è citata per la prima volta "Registro Arcivescovile" del 1143. Nel tempo ha subito numerosi restauri ed ampliamenti (i lavori più importanti furono eseguiti nel XVII secolo). Il campanile in stile romanico-gotico risale all'XI secolo e fu eretto sul basamento di una torre d'avvistamento di epoca alto medioevale.
- Chiesa di Santa Maria Assunta nella frazione di Serra, antica sede comunale. Era citata come pieve nel "Registro Arcivescovile " del 1143, ma probabilmente era già esistente da qualche secolo. Nonostante avesse giurisdizione su numerose parrocchie la chiesa era in origine un edificio povero e disadorno e solo nel Settecento, dopo i danni causati dalla guerra del 1747, fu ristrutturata e abbellita. Fu completamente riedificata tra il 1885 e il 1888.
- Chiesa della Natività di Maria Santissima nella frazione di Valleregia. Le prime notizie si trovano in un documento 1191, nel quale è citata come parrocchiale. Secondo la tradizione sarebbe stata fondata nel V secolo da San Claro[42], del quale conserva le reliquie. La chiesa fu ricostruita nel XVII secolo.
- Cappella di San Martino nel borgo di Magnerri, nella frazione di Valleregia. È considerata una delle più antiche chiese della Liguria; sarebbe stata fondata anch'essa da San Claro all'inizio del V secolo. Parrocchia autonoma fino al 1387, divenne dipendenza della parrocchia di Valleregia dopo la distruzione del borgo da parte delle truppe francesi nel 1507.
- Cappella di San Michele di Castrofino nel borgo di Favareto, presso San Cipriano, del VI secolo. La prima memoria di questo edificio religioso, risalirebbe al 506, data desunta dalla lapide sepolcrale ivi rinvenuta. Già autonoma chiesa parrocchiale, dal XIV secolo divenne dipendenza della parrocchia di San Cipriano. L'attuale cappella fu costruita nel 1861 sui resti del primitivo edificio.

### Architetture militari

#### Mura Nuove
La linea della Mura Nuove costruite nel Seicento dalla Repubblica di Genova ed ampliate nell'Ottocento dal Genio Militare Sabaudo, fa da coronamento alle colline sul versante sinistro della Val Polcevera. Nelle mura sono incorporate alcune fortificazioni. Partendo dal Forte Belvedere si sale al Forte Crocetta, che sovrasta Certosa, si susseguono poi il Forte Tenaglia, le mura di Monte Moro, le mura di Granarolo con la porta omonima, le mura di Begato, il Forte Begato e il Forte Sperone.

#### Forti
Sui crinali a nord delle mura, che separano la Val Polcevera dalla Val Bisagno, esistono altre fortificazioni, costruite tra il XVIII e il XIX secolo come ulteriore presidio a difesa della città di Genova: contornano la valle del Torbella il Forte Puin, i pochi resti del Forte Fratello Maggiore e il Forte Fratello Minore. Più arretrato e in posizione dominante, il Forte Diamante.
I due forti costruiti sulle cime del monte detto "Due Fratelli", erano detti, in riferimento alla loro posizione, "Fratello Maggiore" e "Fratello Minore". Furono costruiti dal governo sabaudo nella prima metà dell'Ottocento, subito dopo l'annessione della Repubblica Ligure (denominazione napoleonica della ex Repubblica di Genova) al Regno di Sardegna. Il primo, a forma di semplice torrione, fu demolito negli anni trenta del Novecento per crearvi una postazione antiaerea, il secondo è ancora sostanzialmente integro e domina la vallata dal monte Spino (622 m s.l.m.)
Il "Forte Diamante", posto sulla vetta del monte omonimo, nel territorio del comune di Sant'Olcese, sorge più arretrato rispetto ai Due Fratelli. Tra i forti genovesi è uno dei meglio conservati; fu costruito nel Settecento dalla Repubblica di Genova e completato ed ampliato nella prima metà dell'Ottocento dal governo sabaudo.
Questi forti possono essere raggiunti attraverso brevi percorsi escursionistici (circa un'ora di cammino), dalla Val Polcevera, con inizio da Begato o Geminiano, da Trensasco (frazione di Sant'Olcese) oppure da Genova, partendo dal Righi.

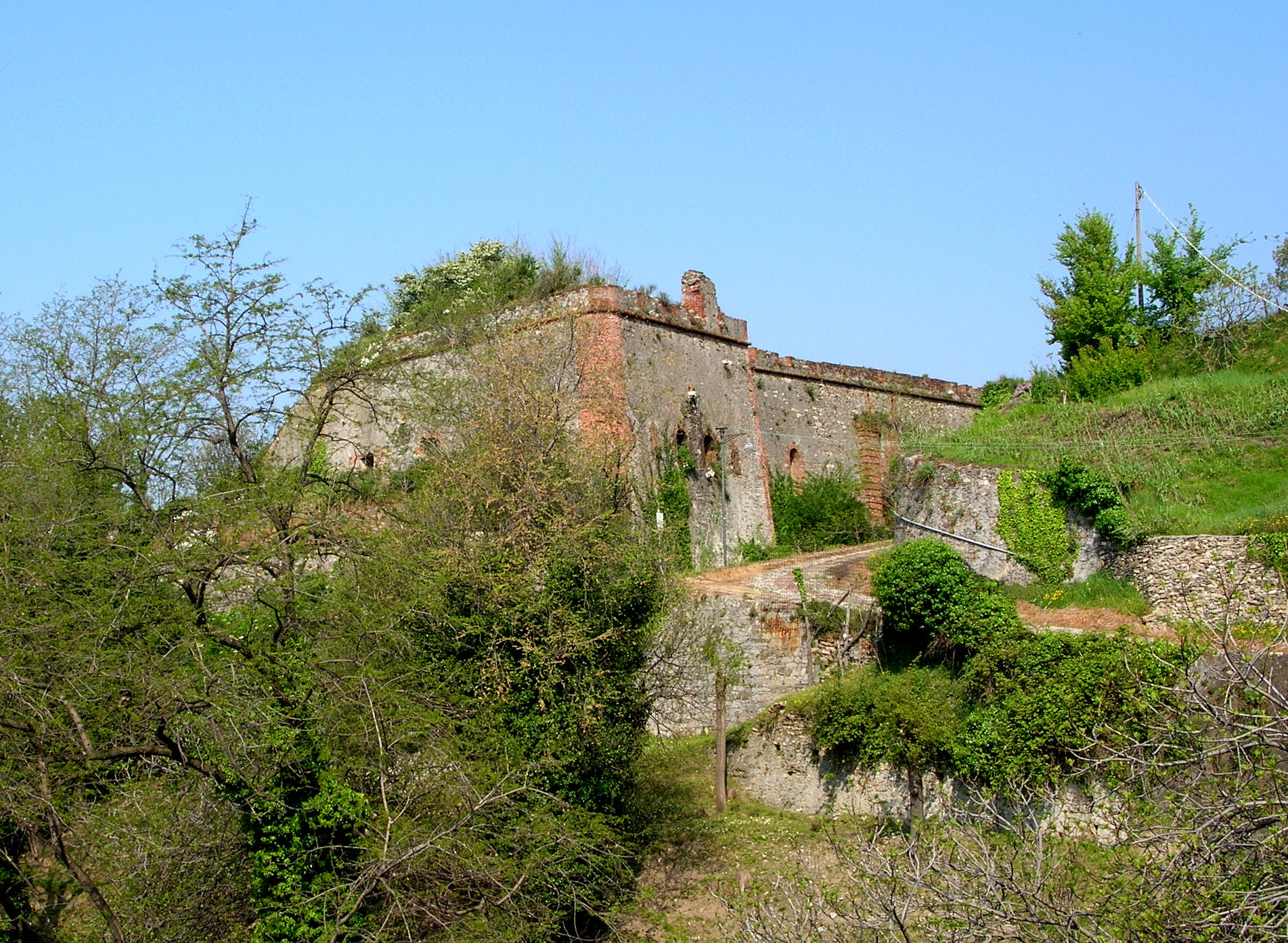
Forte Crocetta
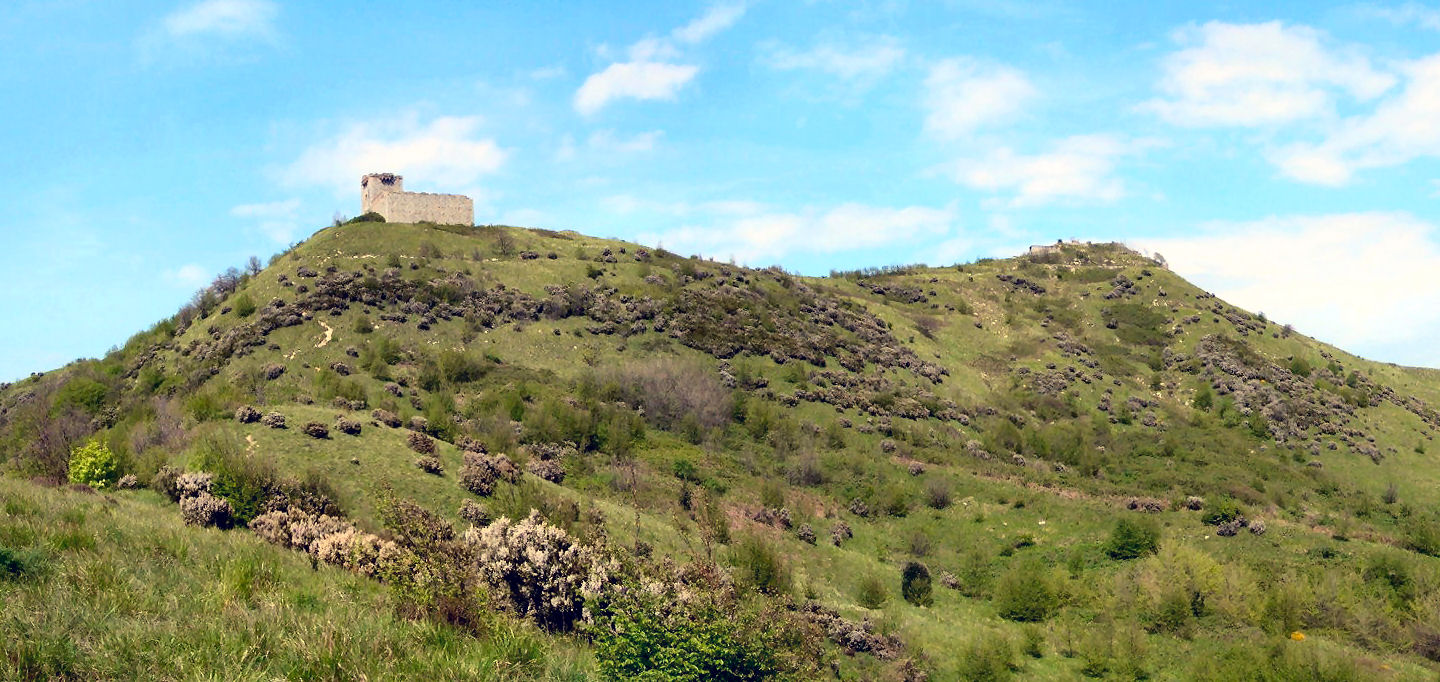
Veduta d'insieme dei “Due Fratelli”
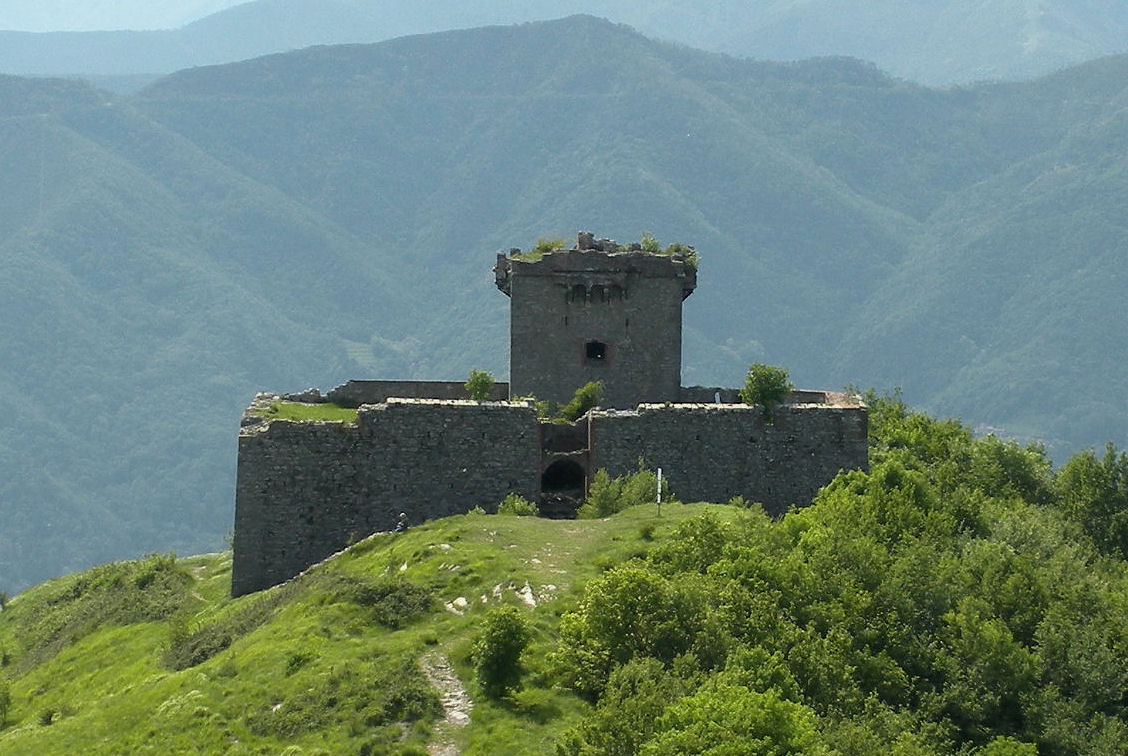
Forte Fratello Minore
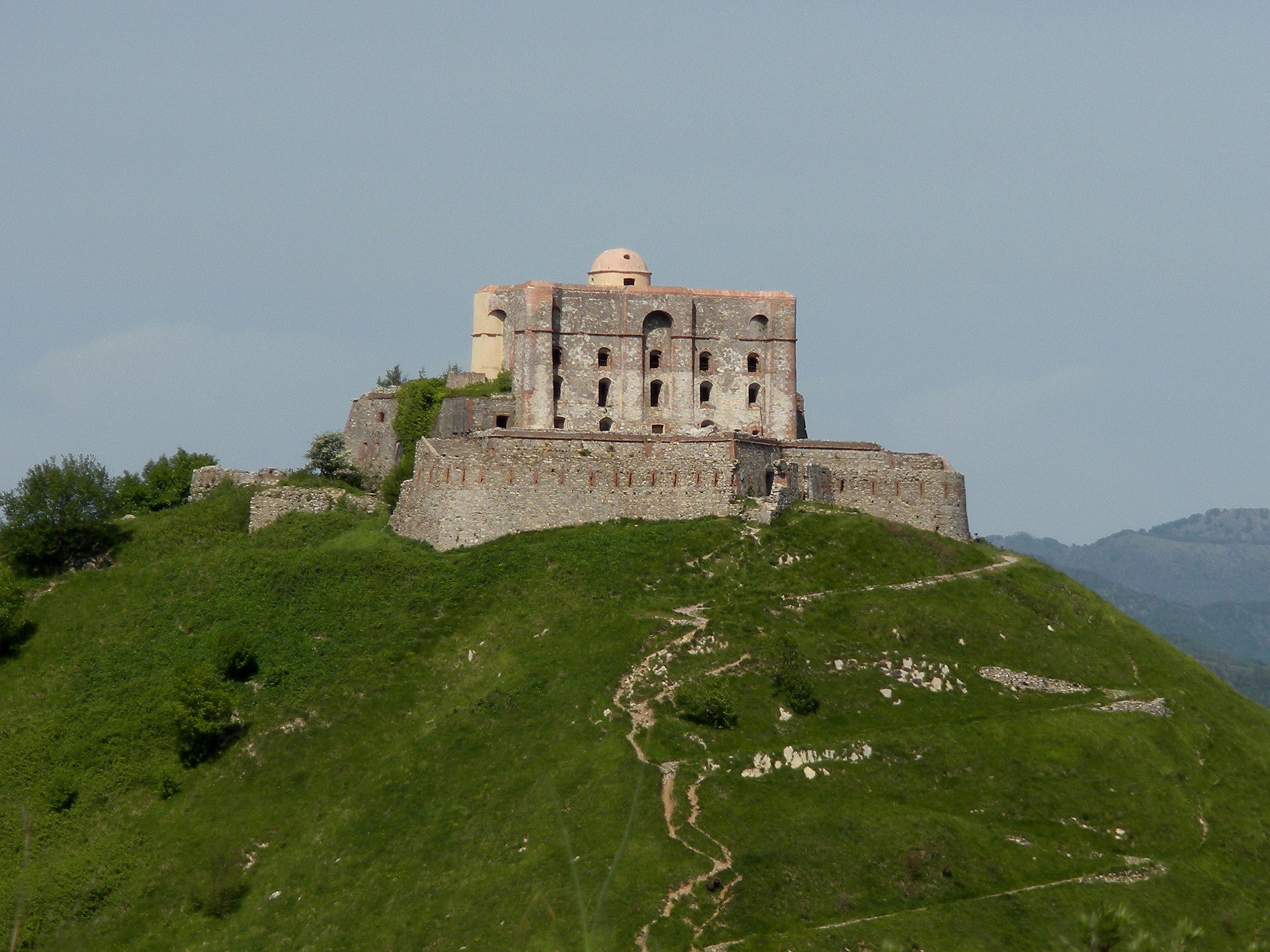
Forte Diamante

#### Torri ottocentesche
Nei pressi di Fregoso (quartiere di Rivarolo) si trovano tre torri difensive, mai completate, la cui costruzione fu avviata negli anni venti dell'Ottocento. Ispirate alle torri Martello inglesi, avrebbero dovuto servire come postazioni avanzate all'esterno delle mura. I lavori furono presto interrotti, sia per il costo eccessivo sia perché ritenute non più utili per il mutamento della situazione politica e militare. Delle tre torri costruite all'esterno delle Mura di Granarolo, tra i forti Tenaglia e Begato, denominate Monte Moro, Granarolo e Monticello, furono realizzati solo il piano seminterrato e il piano terra. La torre di Monte Moro, visibile da via B. Bianco, e quella di Granarolo, in via ai Piani di Fregoso, lungo la mulattiera che dalla porta di Granarolo scende al Garbo, sono le meglio conservate. La torre Monticello, nei pressi dell'abitato di Fregoso, è completamente nascosta da una fitta vegetazione.

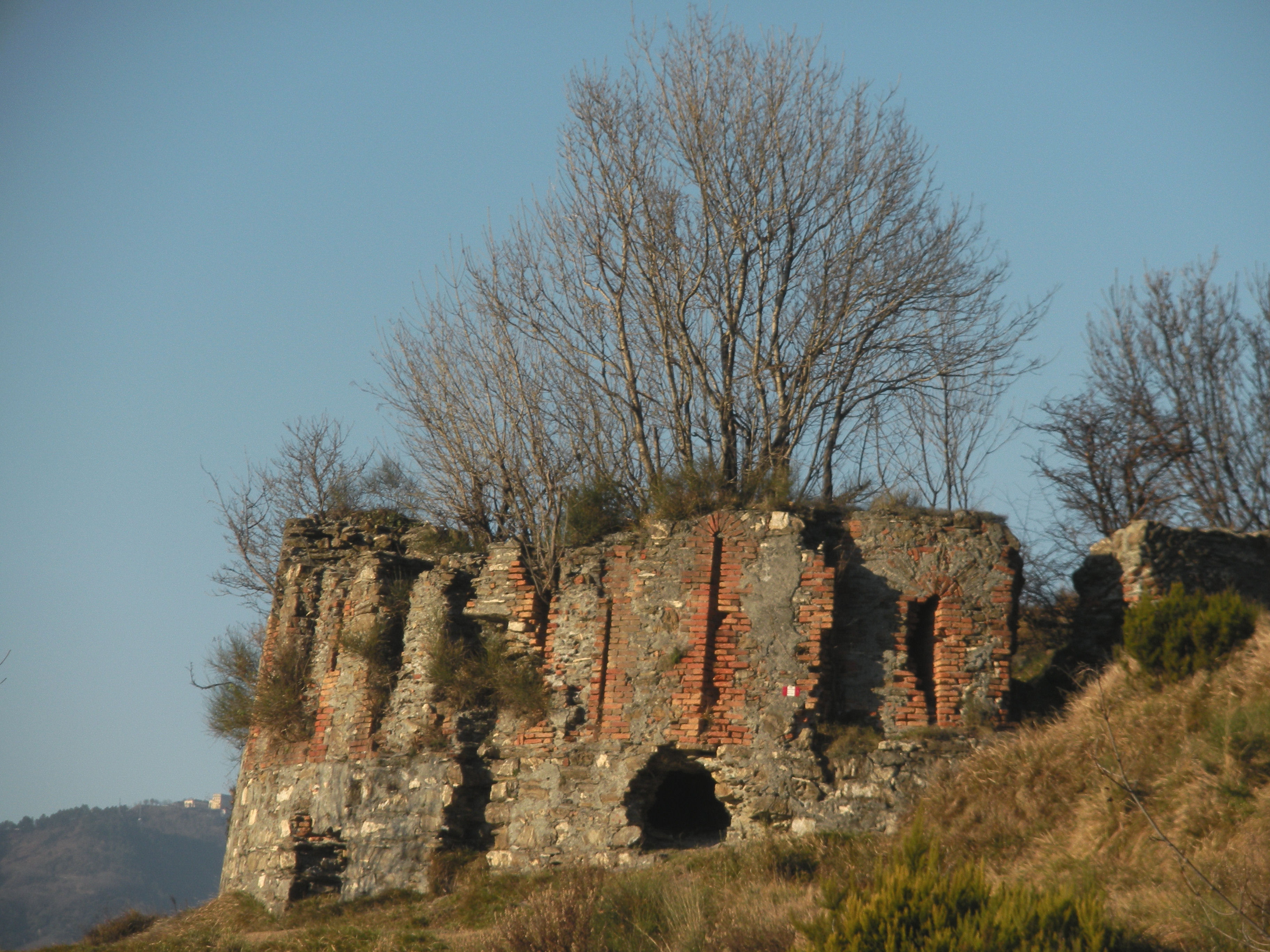
Torre di Monte Moro
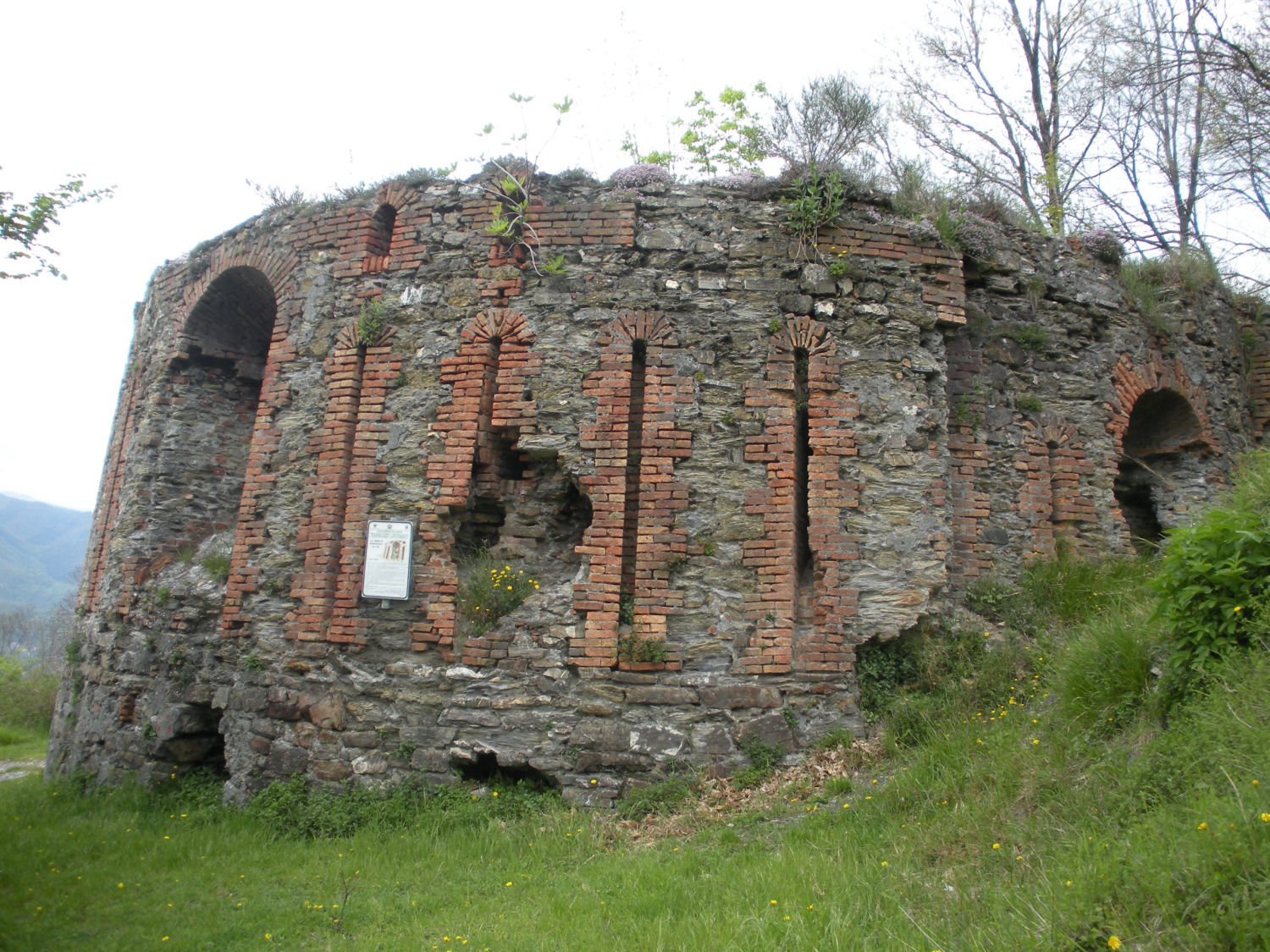
Torre Granarolo
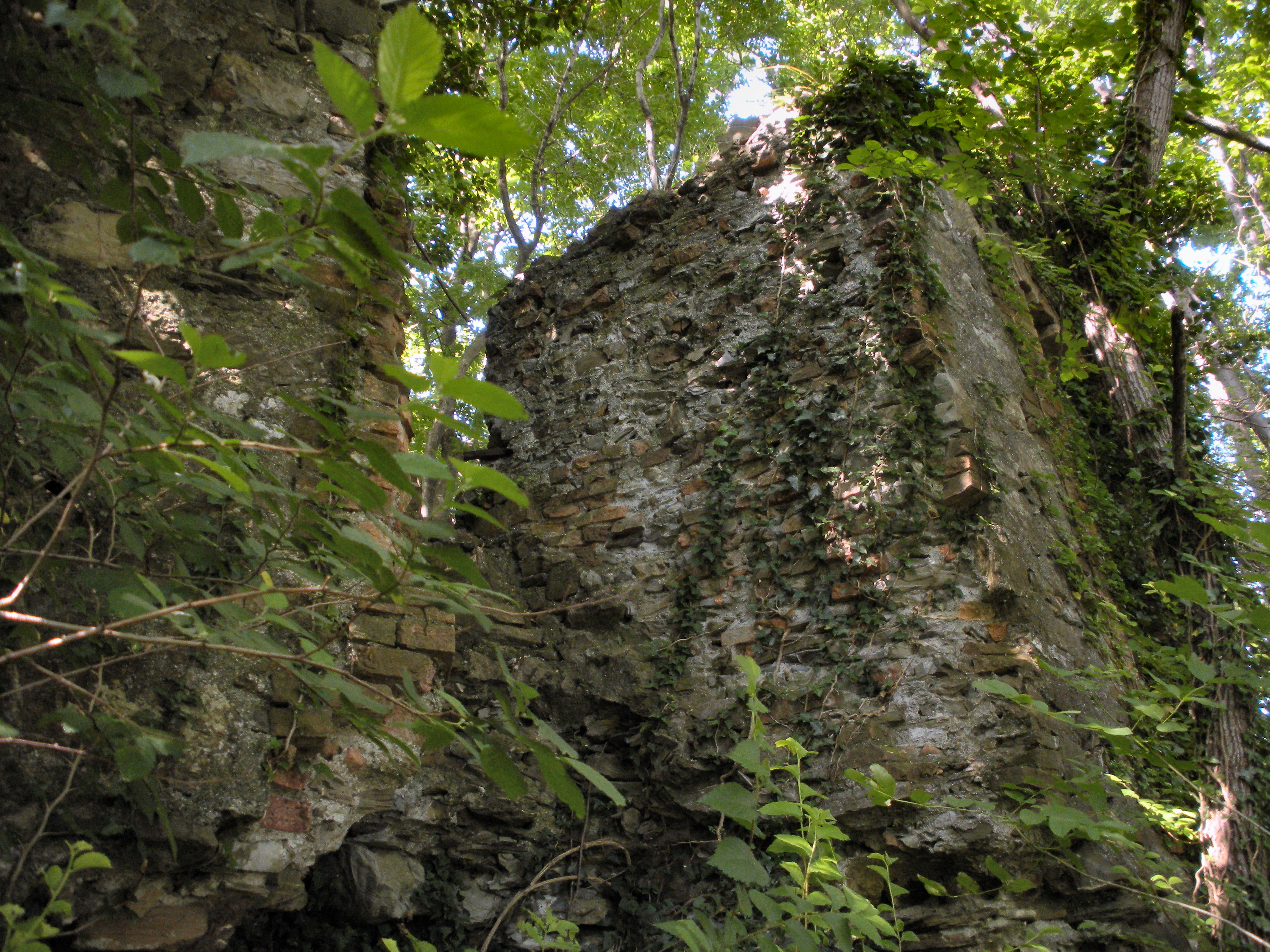
Torre Monticello

#### Castello di Bolzaneto

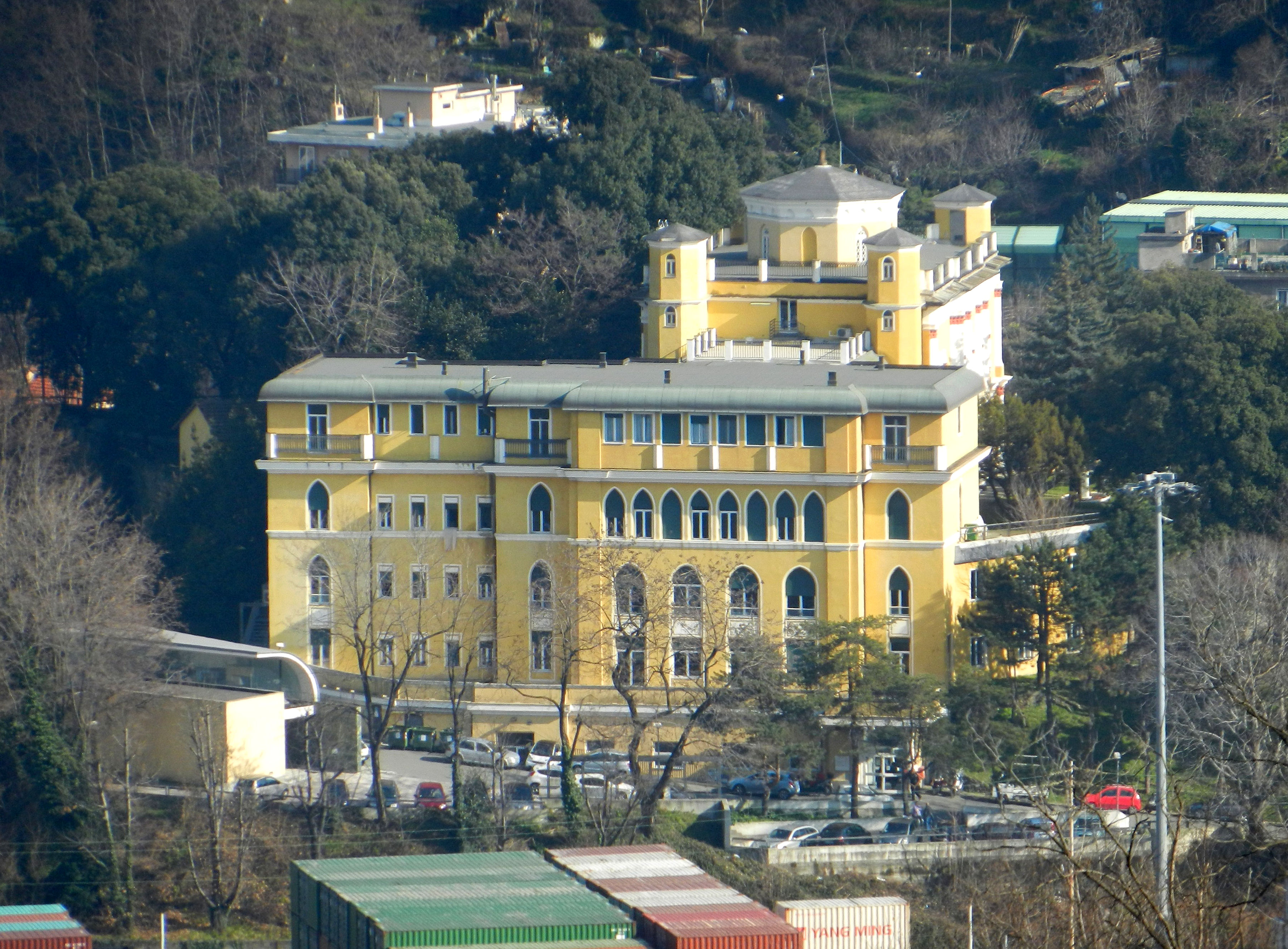
Il castello visto dalla collina di Murta

Il castello di Bolzaneto, in origine fortilizio militare, si trova a poca distanza dal casello autostradale di Bolzaneto. Più volte distrutto, ricostruito e rimaneggiato, divenne all'inizio del Novecento un'elegante residenza signorile, ed è attualmente utilizzato come struttura sanitaria. In origine in posizione strategica per il controllo del territorio circostante, alla confluenza del Secca nel Polcevera fu costruito dalla famiglia Adorno all'inizio del XIV secolo. Distrutto tra il 1336 e il 1337, negli scontri tra fazioni guelfe e ghibelline, fu ricostruito dalla Repubblica di Genova nel 1380. Nel 1435, durante la guerra tra la Repubblica di Genova e il Ducato di Milano, appoggiato dalla fazione ghibellina, cadde nelle mani delle truppe di Filippo Maria Visconti, che si arresero alla fine di quello stesso anno, quando una sollevazione popolare cacciò i Visconti da Genova. Dopo quella vicenda il fortilizio non si è più trovato al centro di fatti d'armi di rilievo; durante le vicende belliche del 1746-1747 ed ancora nel 1800 fu occupato dalle truppe austriache, ma non si ha notizia del suo coinvolgimento in scontri armati.
Rimasto per molto tempo abbandonato, all'inizio del Novecento fu trasformato in villa di campagna e poi in ospedale, attivo fino agli anni ottanta del Novecento. Dal 2002 ospita una RSA e un "hospice" per malati terminali gestito dall'Associazione Gigi Ghirotti Onlus Genova.

### Itinerari escursionistici
La natura collinare del territorio, ai margini della zona urbanizzata e quindi verso le cime dei monti e sulle colline che ne delimitano i confini ad ovest, nord ed est, si presta al turismo escursionistico. I sentieri maggiormente frequentati sono quelli che percorrono lo spartiacque ligure-padano, in particolare il tratto tra la Colla di Praglia e il Passo della Bocchetta, quelli che portano al santuario della Guardia, quelli che raggiungono i forti ed alcuni percorsi naturalistici come il percorso botanico di Ciaè, nel comune di Sant'Olcese. I percorsi sono mantenuti dalla FIE e segnalati mediante segnavia.

#### Alta via dei Monti Liguri
L'Alta Via dei Monti Liguri è un itinerario escursionistico che percorre i monti della Liguria da Ventimiglia a Ceparana seguendo lo spartiacque ligure-padano, suddiviso in 88 tappe; l'alta Val Polcevera è interessata da quattro tappe di questo percorso, segnalato con un rettangolo con due bande rosse verticali ai lati e una bianca centrale, con la dicitura “AV“:
- n. 23, Colla di Praglia - Passo della Bocchetta (13 km)
- n. 24, Passo della Bocchetta - Passo dei Giovi (6 km)
- n. 25, Passo dei Giovi - Crocetta d'Orero (7,4 km)
- n. 26, Crocetta d'Orero - Colle di Creto (7,8 km)

Nel primo tratto (tappa n. 23), dove si trovano le vette più alte, il Monte Taccone (1113 m) e il Monte Leco (1071 m), si attraversa la zona Sestri-Voltaggio, con le formazioni rocciose che affiorano in mezzo alle praterie. Lungo questo tratto vari sentieri di raccordo portano verso altre mete assai frequentate, pur se non comprese nel bacino idrografico del Polcevera: i Laghi del Gorzente, il monte delle Figne (1172 m), il monte Penello (995 m) e la Punta Martin (1001 m).
Tra gli itinerari di raccordo, anche quello che da Pontedecimo porta al Passo della Bocchetta, sul presunto percorso dell'antica Via Postumia, passando per Cesino, Madonna delle Vigne e Pietralavezzara (frazione di Campomorone), dove il sentiero, appena fuori dal paese, passa accanto a una cava abbandonata di marmo verde, salendo poi per boschi fino al Pian di Reste (800 m s.l.m.), a poca distanza dal Passo della Bocchetta, dove incrocia l'Alta Via (segnavia una “T“ di colore rosso).
Oltre il passo della Bocchetta, procedendo verso levante, dove prevalgono le rocce calcaree, l'altitudine diminuisce, il profilo dei monti si addolcisce e i boschi si fanno più fitti. I valichi sono più bassi e quindi più agevoli. A metà tra il passo dei Giovi (472 m) e la Crocetta d'Orero (468 m) si tocca il santuario della Vittoria.
In questo tratto un itinerario di raccordo percorre il crinale tra Polcevera e Bisagno, tra il valico di Trensasco e il monte Alpe, con ampio panorama su Sant'Olcese e la valle del Sardorella, sul versante polceverasco e su Molassana e la valle del Geirato, sul versante del Bisagno (segnavia una doppia “X“ di colore rosso).

#### Itinerari per i forti
La zona dei forti è raggiungibile attraverso numerosi sentieri che vi salgono dalla Val Polcevera e dalla Val Bisagno, oppure, provenendo dal centro di Genova, dal Righi, raggiungibile con la funicolare.
Dalla Val Polcevera un itinerario con inizio da Sampierdarena risale le mura a ponente e raggiunge il Forte Diamante in circa 3 ore di cammino, passando per Belvedere, Forte Crocetta, Garbo, Fregoso, Forte Begato, Forte Sperone, Forte Puin e Due Fratelli (segnavia cerchio rosso vuoto).
Due brevi itinerari molto frequentati sono quello che dal valico di Trensasco (392 m s.l.m.) sale al Forte Diamante in circa mezz'ora di cammino (segnavia tre cerchi rossi pieni) e quello da Bolzaneto al Forte Fratello Minore (circa un'ora di cammino, segnavia rombo di colore rosso).

#### Itinerari per il santuario della Guardia
I percorsi più frequentati che portano al santuario della Guardia salendo dalla Val Polcevera sono:
- Da Geo (Ceranesi), in circa due ore, lungo un sentiero che interseca in più punti la carrozzabile (segnavia due triangoli rossi).
- Da Gaiazza (Ceranesi), in circa 2,30 ore, lungo il percorso dell'antica guidovia, percorribile anche in mountain bike, oppure seguendo il sentiero che lo interseca (Sentiero Mario Chiapporino, segnavia due cerchi rossi pieni).
- Da Bolzaneto (Murta), in circa 2,30 ore, salendo al valico di Fossa Luea (Scarpino), e da qui all'Osteria del Bossaro, situata poco sotto al santuario (segnavia triangolo rosso fino all'ex osteria dello Zucchero[49], poi due quadrati rossi).
- Da Livellato (Ceranesi), in circa un'ora, segnavia un cerchio rosso vuoto.

#### Percorsi naturalistici
- Sentiero botanico di Ciaè. È un percorso naturalistico creato negli anni ottanta dai volontari della Guardia Antincendi di Sant'Olcese. Partendo dalla località Ronco[50], presso Sant'Olcese, il sentiero scende nella valle del rio Pernecco (affluente del Secca) e raggiunge il borgo di Ciaè, ormai abbandonato da anni, dove in un'antica costruzione presso un ponte tardo medievale, anch'esso restaurato, è stato realizzato un rifugio attrezzato con 14 posti letto. Numerosi cartelli esposti lungo il percorso descrivono le specie arboree, tipiche dei boschi liguri, presenti nell'area.[9] Per la presenza di specie animali e vegetali minacciate e per la qualità degli ambienti tutta l'area del monte Pizzo, dei Fontanini, di Ciaè e del torrente Pernecco, che si estende tra i comuni di Serra Riccò e Sant'Olcese, è stata dichiarata Sito di interesse comunitario dell'Unione europea.[36]
- Sentiero natura di Pian Lupino. È un tratto dell'antica mulattiera per le Capanne di Marcarolo, tra il borgo della Caffarella e la località “Prou Renè“, ripristinato tra il 1996 e il 1998; il percorso ha inizio a 472 m s.l.m. lungo la strada provinciale per i Piani di Praglia, ad un chilometro dalla Caffarella, e si snoda lungo le pendici del monte Pesucco, dapprima entro un bosco misto di latifoglie, poi tra ampie praterie raggiunge la località “Prou Renè“, a 825 m s.l.m., anch'essa lungo la provinciale per i Piani di Praglia, situata sullo spartiacque ligure-padano, lungo il percorso dell'Alta Via ed uno dei punti di partenza per raggiungere i Laghi del Gorzente. Lungo il percorso, un punto di sosta panoramico sulla Val Polcevera è il cosiddetto “Belvedere del Bricchin de Nesugge”, a 756 m s.l.m.[9]
- Sentiero naturalistico dei Laghi del Gorzente. Realizzato da volontari della sezione del CAI di Bolzaneto, ha inizio nella località Prou Renè, e si sviluppa lungo un percorso ad anello nell'alta valle del torrente Gorzente, toccando due dei tre laghi. Per un tratto, tra Prou Renè e il Passo di Prato Leone, percorre il crinale tra Polcevera e Gorzente, sovrapponendosi al percorso dell'Alta Via.

#### Palestre di arrampicata

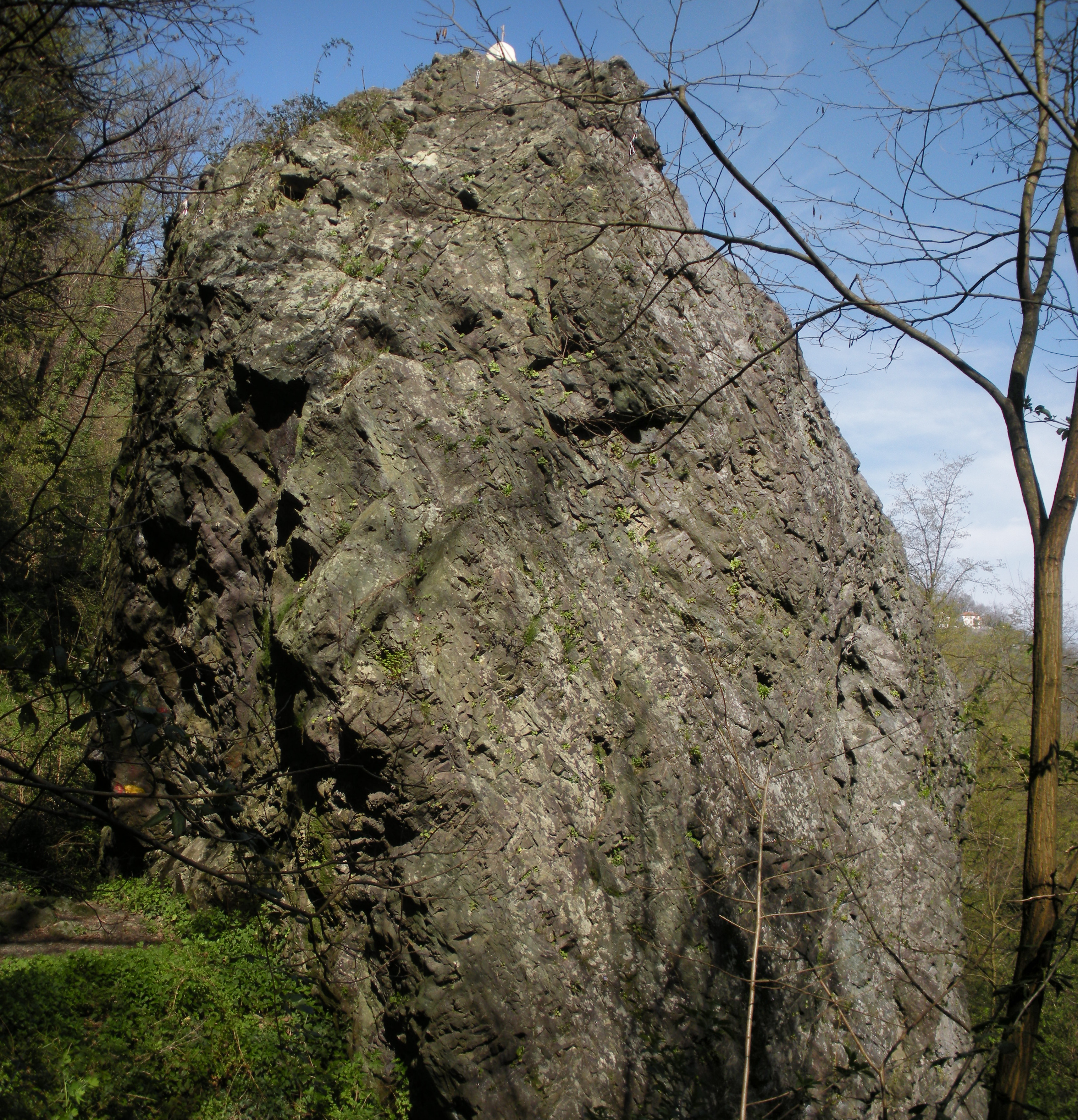
La Pietra Grande

I monti della Val Polcevera sono generalmente costiere erbose, facilmente raggiungibili con comodi sentieri, ma vi si trovano alcune isolate formazioni rocciose frequentate come palestre di arrampicata.
- Pietra Grande. È un grande monolite di diabase, alto circa 25 m, che si erge sul fondo della valle del Rio Molinassi, al confine tra i Comuni di Genova e Ceranesi, ai piedi del monte Figogna. Può essere raggiunto con un sentiero dalla località San Bernardo di Livellato, posta lungo la provinciale che porta al santuario della Guardia. Sulle varie vie di arrampicata, che presentano gradi di difficoltà dal quarto al settimo, si sono cimentati i più noti alpinisti genovesi.[52]
- Roccione di Cravasco. È un grande masso alto circa 25 m, di roccia serpentinosa molto solida, con numerosi percorsi di arrampicata di varia difficoltà, situato presso l'abitato di Cravasco (Campomorone); l'area circostante comprende anche altri massi rocciosi di minore dimensione utilizzati anch'essi come palestra per rocciatori.
- Rocca Maia. La Rocca Maia (o Rocca Maccà) è un roccione che si erge a 668 m s.l.m. alle spalle del monte di Torbi, tra la Val Polcevera e la Val Varenna. Già utilizzata in passato come palestra di arrampicata, è stata ripristinata nel 2006 da volontari del CAI di Bolzaneto dopo che era ormai abbandonata da molti anni.[53]

## Ricettività
Poche sono le strutture alberghiere della Val Polcevera. Gli hotel che attualmente si trovano nel territorio sono sette: 
- Gelsomino a Pedemonte di Serra Riccò
- Il Cigno Nero a Sant'Olcese
- Albergo Pino ai Piani di Praglia (Ceranesi)
- Nazionale a Pontedecimo
- Idea Hotel S. Biagio nei pressi dei centri commerciali di Romairone
- Regina della Vittoria presso il santuario omonimo (Mignanego)
- Svizzero (Mignanego)

Assai più numerosi sono gli esercizi dedicati alla ristorazione (ristoranti e trattorie, ai quali si sono aggiunte recentemente numerose aziende agrituristiche), che hanno una lunga tradizione, legata alla posizione sulle vie di transito tra Genova e l'entroterra padano unita all'antica vocazione agricola del territorio.
Esiste una struttura di accoglienza per turismo di tipo religioso denominata "Casa del Pellegrino" che si trova adiacente al Santuario Nostra Signora della Guardia.

## Enogastronomia

### Piatti tipici
La gastronomia locale rispecchia la cucina genovese d'entroterra quindi si trovano piatti a base di ortaggi; a mero titolo d'esempio, tra questi, si ricordano le numerose preparazioni dello zucchino genovese (“a funxettu”, cioè tagliato a rondelle e soffritto in padella con olio, aglio e origano oppure grigliato o ancora fritto con una pastella di acqua e farina, da solo o insieme con altre verdure o carni, oppure ripieno di carne, maggiorana, aglio, parmigiano, uova oltre che della sua stessa polpa e poi dorato al forno).
Ma esclusivi di questa zona sono il salame di Sant'Olcese e i corzetti alla polceverasca.
Il primo, ormai prodotto da soli due salumifici di Sant'Olcese, è un insaccato di carne suina e bovina cruda con impasto a grana media, con contributo dato dall'impiego di piccoli pezzetti di aglio, sottoposto ad una leggera affumicatura con legno di rovere o castagno. Tradizionalmente in primavera questo salame viene mangiato accompagnato da fave novelle e formaggio sardo fresco. Accanto al salame, viene prodotta anche la mostardella, un salume rustico per il quale erano utilizzate le parti di carne scartate nella produzione del salame con l'aggiunta di lardo. L'usanza era ed è gustarlo dopo averla scottata sulla graticola.
I corzetti polceveraschi sono una pasta a forma di "otto" ottenuti da un impasto di farina di grano tenero, uova, sale e acqua che viene condita con pesto, sugo di carne (tuccu), sugo di funghi, sugo di noci o semplicemente con burro fuso. Si distinguono da quelli del levante ligure, che hanno invece la forma di un disco di pasta con impresso uno stemma.

### Vini
Nella valle si produce, anche se in quantità limitata, il vino Val Polcevera, al quale è stata assegnata dal 1999 la Denominazione di origine controllata (DOC), prodotto prevalentemente con uve del vitigno “Bianchetta Genovese”, un tempo ampiamente coltivato in tutta la bassa Val Polcevera ed anche sulle colline del ponente genovese. La zona di produzione comprende tutto il bacino del Polcevera e dei suoi affluenti e il ponente genovese fino al comune di Mele. Il vino è prodotto nelle varianti “Bianco“, “Rosso“ e “Rosato".
Una rinomata variante è rappresentata dal Val Polcevera Coronata DOC, prodotto in una zona più ristretta che comprende le colline di Coronata, Sestri Ponente, Fegino, Morego e Belvedere, anche se a causa dell'urbanizzazione della zona, la sua produzione è oggi estremamente limitata.
Oltre che dalla “Bianchetta Genovese” è composto di uve provenienti da altri vitigni a bacca bianca quali Vermentino, Pigato e Bosco. È un vino secco di colore giallo paglierino carico, con gradazione alcolica intorno agli 11 gradi, ideale per l'abbinamento con piatti liguri tipici a base di pesce o verdure.

## Località della Valpolcevera
Di seguito sono elencate le località che si incontrano risalendo lungo le due sponde del torrente dalla foce alle sorgenti.

### Sponda destra

#### Quartiere di Cornigliano
- Cornigliano, in ligure Corniggen (Curniggen)
- Campi, in ligure Campi (Campi)
- Coronata, in ligure Cönâ (Cuunà)
- Boschetto, in ligure Ö boschetto (U Buschettu)

### Quartiere di Rivarolo
- Fegino, in ligure Fegin
- Trasta, in ligure Trasta

### Quartiere di Bolzaneto
- Murta, in ligure Mörta (Murta)
- Romairone, in ligure 'Rumaiun (Rumaiun)
- Cà di Sette, in ligure Cà de Sette

### Quartiere di Pontedecimo
- San Biagio, in ligure San Giaxo (San Giajo, con la “j” francese)
- Pontedecimo, in ligure Pontedeximo (Puntedejimu, con la “j” francese)

### Sponda sinistra

#### Quartiere di Sampierdarena
- Sampierdarena, in ligure Sampedænn-a (Sampedèn-a)
- Campasso, in ligure Campasso (Campassu)

#### Quartiere di Rivarolo
- Certosa, in ligure Certosa (Certusa)
- Borghetto, in ligure Borghetto (Burghettu)
- Rivarolo, in ligure Roieu o Rieu (Ruiø o Riø)
- Teglia, in ligure Teggia

#### Quartiere di Bolzaneto
- Bolzaneto, in ligure Borsanæo o Bòssanæo (Bursanèu o Bossaneu)
- Morigallo, in ligure Moigallo (Muigallu)
- Serro, in ligure Særo (Sèru)

#### Quartiere di Pontedecimo
- Budulli, in ligure Bodolli (Budulli)
- San Quirico, in ligure San Chigo (San Chigu)
- Vallecalda, in ligure Vallecada
- Pontedecimo

### Valle del Torrente Verde

#### Comune di Ceranesi
- Santa Marta, sede del comune di Ceranesi

#### Comune di Campomorone
- Campomorone, in ligure Campumarún (in alto polceverasco, Campumón)
- Campora di Campomorone, in ligure Campoa (Campua)
- Isoverde, in ligure Isu - Già famoso per le cave di gesso e la produzione di talco, verso la fine dell'Ottocento divenne importante centro industriale. Alcune fabbriche tessili hanno dato lavoro e benessere agli abitanti della valle, per quasi un secolo. Nelle vicinanze, Gallaneto che ospita gli impianti di filtraggio e smistamento dell'acqua proveniente dai laghi del Gorzente (chiamati un tempo "Laghi de Lavezze" ) e diretta a Genova.

### Valle del Torrente Riccò

#### Quartiere di Pontedecimo
- Rimessa, in ligure Remissa

#### Comune di Serra Riccò
- Prelo, in ligure Prelo (Prelu)

#### Comune di Mignanego
- Vetrerie
- Ponte dell'Acqua, in ligure Ponte dell'Ægoa (Punte dell'Ègua), sede del comune di Mignanego
- Barriera, così chiamata perché ai tempi della costruzione della strada dei Giovi qui si pagava un pedaggio
- Pile
- Ponterosso, in ligure Ponterosso (“Punterussu”)